# Musée de l'Hospice Comtesse
Situé dans le quartier historique du Vieux-Lille, l’Hospice Comtesse, ancien hôpital médiéval fondé en 1237 par la comtesse Jeanne de Flandre (v. 1200-1244), est un patrimoine emblématique de la ville de Lille. Il abrite depuis 1962 le musée d’art et d’histoire de la ville.
L’ampleur de ses volumes et son architecture caractéristique des lieux de soins incarnent plus de 750 ans d’hospitalité et de générosité. Riches de près de 70 000 œuvres, ses collections très diverses reflètent l’histoire sociale et culturelle de la capitale des Flandres.
Lieu de mémoire, apprécié des Lillois·es et des touristes - 100 000 à 160 000 visiteurs en moyenne par an, le Musée de l’Hospice Comtesse propose de nombreuses expositions temporaires, notamment d’art contemporain, et une programmation variée.

Labellisé « Musée de France » en 2003 et classé au titre des « Monuments Historiques » en 1923 et 1991, le Musée de l’Hospice Comtesse travaille à l’heure actuelle son futur Projet Scientifique et Culturel (PSC).

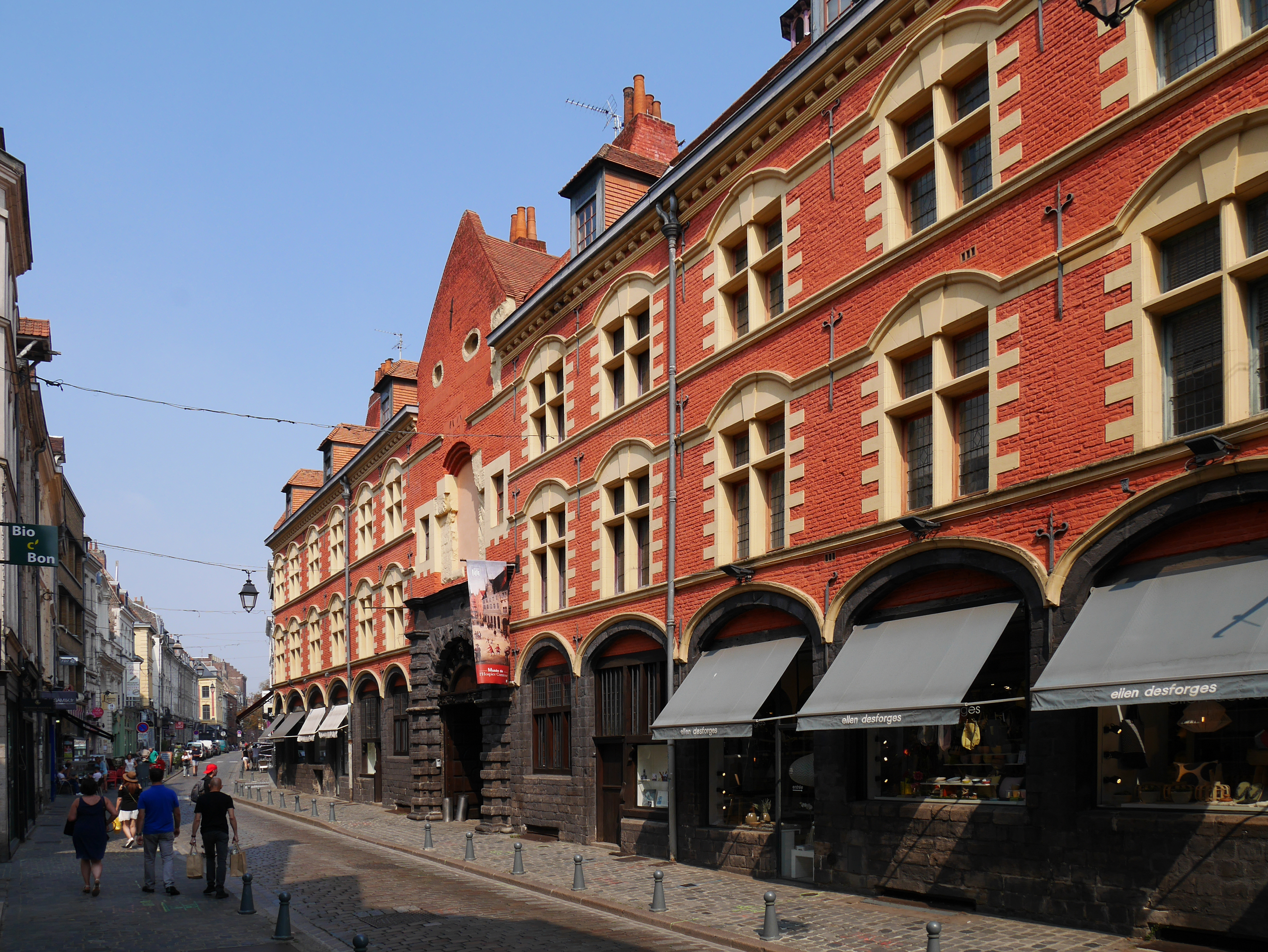
Entrée du musée et façades des maisons de louage sur la rue de la Monnaie.
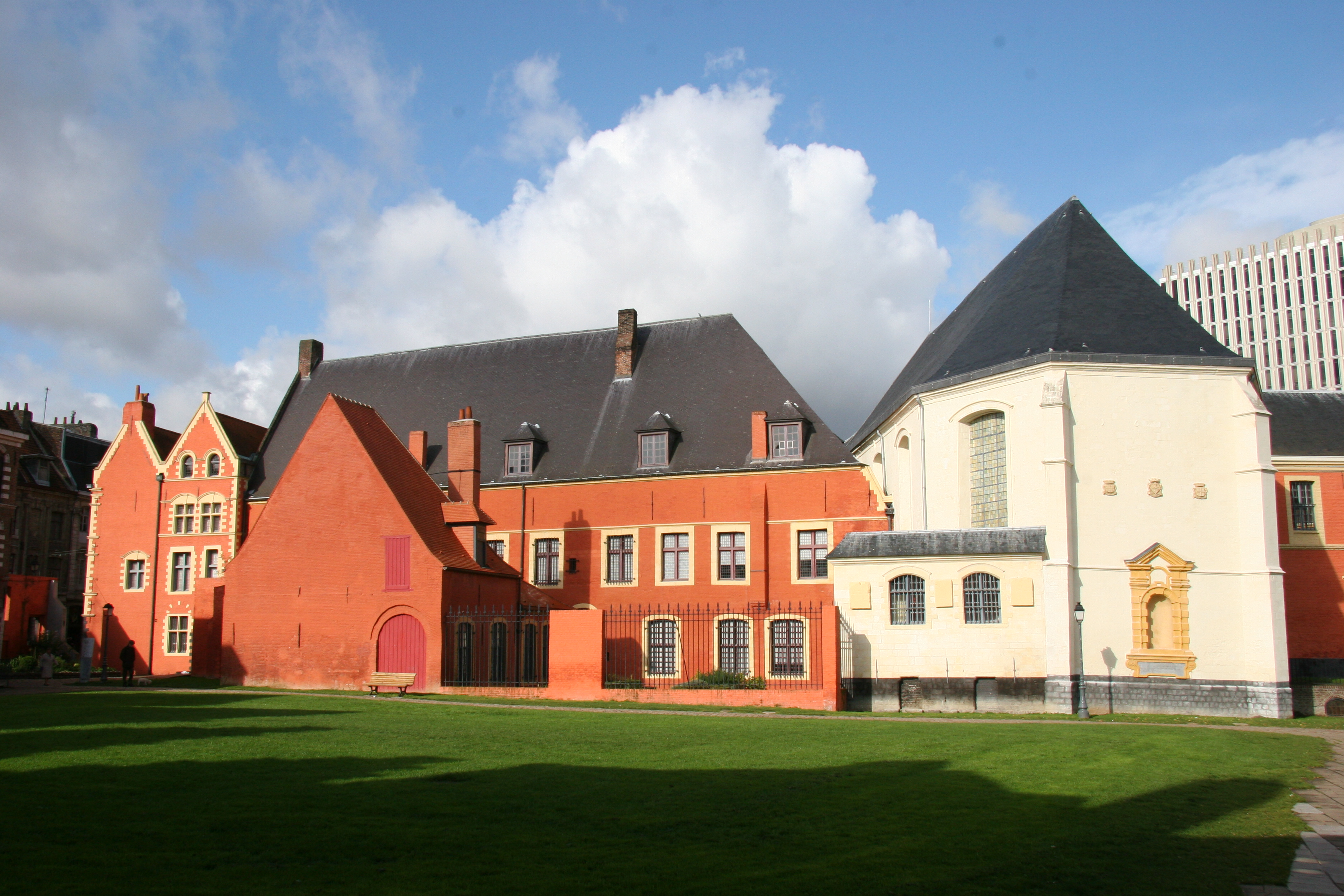
Vue depuis l'îlot Comtesse
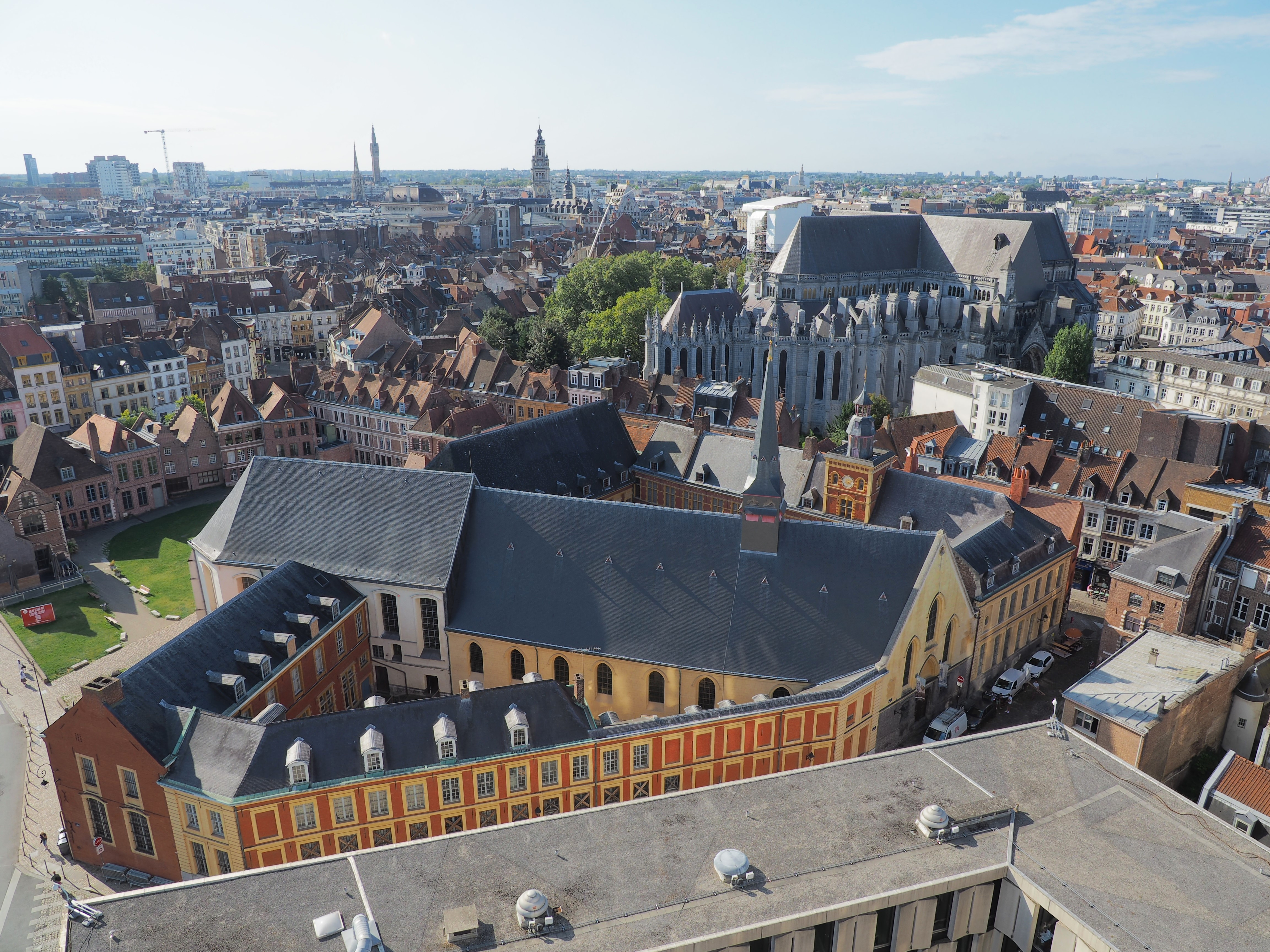
Vue depuis le toit du palais de Justice

Les collections, qui évoquent l’histoire de Lille et les arts décoratifs lillois, sont présentées dans le bâtiment de la communauté des sœurs augustines chargées de la gestion de l’hôpital jusqu’en 1793. Le Musée de l’Hospice Comtesse assure une mission de service public qui consiste à conserver des œuvres patrimoniales et à enrichir les collections par des acquisitions. La présentation de collections permanentes et l’organisation d’expositions temporaires participent à la valorisation de ce patrimoine.

## Histoire du musée: de l'hôpital au musée

### La fondation de l'hôpital Notre-Dame
D’abord consacré à la Vierge, l’ancien hôpital lillois fondé en 1237 par la comtesse Jeanne de Flandre sur les terres du palais de la Salle, sa résidence comtale lilloise accueillait les pauvres, les malades, les pèlerins, les passants et les voyageurs auxquels les religieuses, respectant les règles de saint Augustin, apportaient aide et secours. Face à la croissance urbaine du XIIIe siècle, les gouvernants sont confrontés à de nouveaux problèmes sociaux et à l’apparition de maladies et d’épidémies qu’ils tentent de résorber en multipliant les fondations charitables.

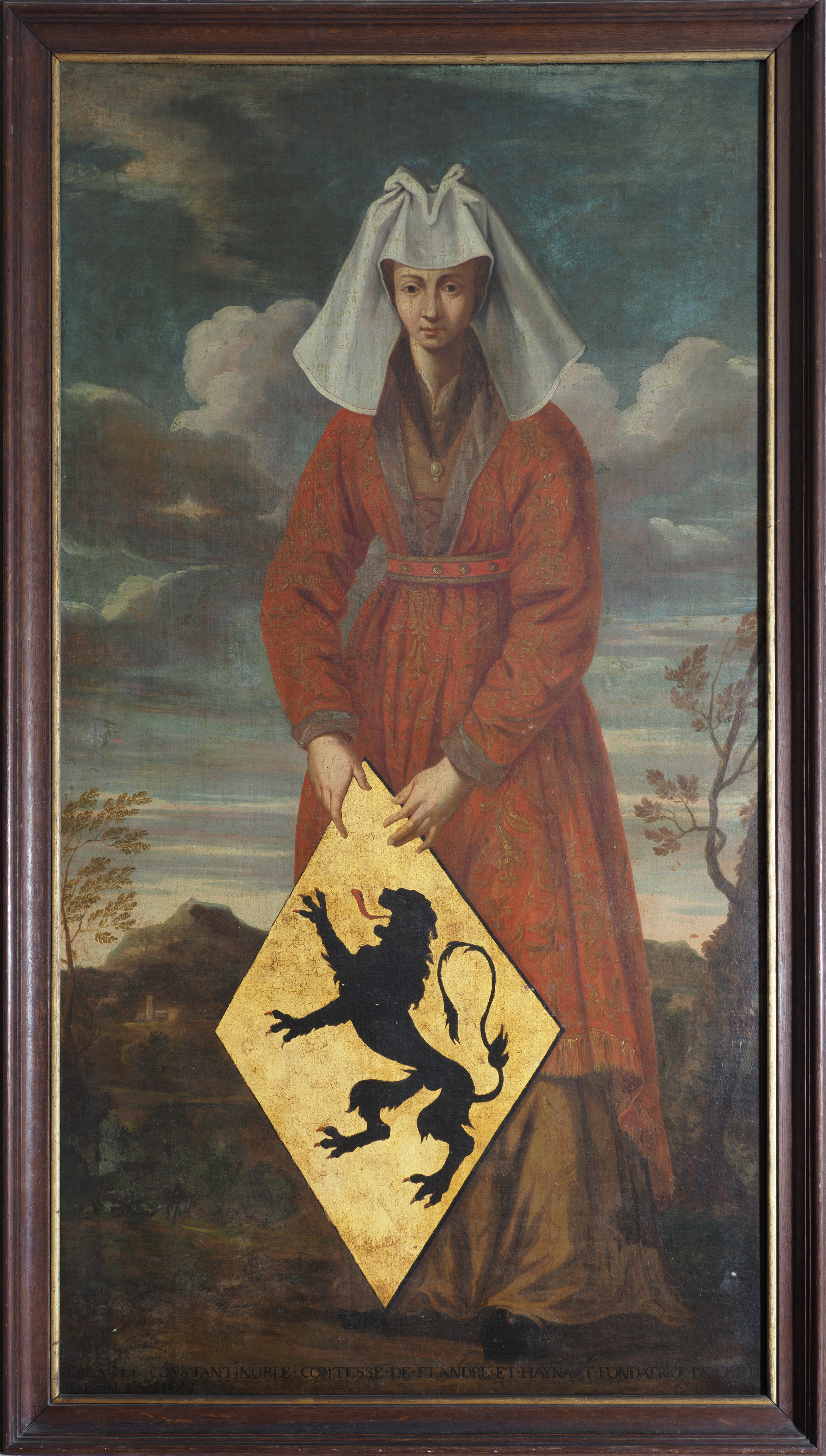
Portrait de la Comtesse Jeanne de Constantinople

En 1245, en reconnaissance de sa fondatrice, le lieu est renommé « l’hôpital Comtesse ». Des terres agricoles réparties sur l’ensemble de la Flandre, la perception de dîmes (impôts sur les récoltes, prélevés par l’Église) ainsi que plusieurs droits seigneuriaux cédés par la comtesse Jeanne de Flandre et sa sœur la comtesse Marguerite de Constantinople (v. 1202-1280), assurent une source de revenus complétés par des dons de bienfaiteurs et la location de biens immobiliers. L’hôpital jouissait également d’exemptions d’impôts, de tailles et de droits de péage.
En 1468, un incendie détruit l’hôpital, à l’exception de l’infirmerie. La reconstruction de la salle des malades (1468-1472) est suivie de la construction du rez-de-chaussée du bâtiment de la communauté (1477-1482). Cependant, un nouvel incendie, survenu en 1649, entraîne une nouvelle série de travaux dirigés par l’architecte Julien Destrée (1611-1678), plus connu à Lille pour sa construction de la Vieille Bourse. Ce dernier édifie le bâtiment parallèle à la rue de la Monnaie, accueillant des « maisons de louage ». La dernière aile de style plus classique est construite en 1724 comme l’atteste le millésime inscrit sur un médaillon de la façade.

### "Hospice des Vieux Hommes et Bleuets réunis"
En raison de l’évolution de la médecine et du rôle des pouvoirs publics, l’hôpital Comtesse se transforme au fil du temps. En 1793, les sœurs augustines quittent l’établissement et sont remplacées par des citoyennes hospitalières. Durant le XIXe siècle, le lieu accueille des personnes âgées et des orphelins et prend le nom d’« Hospice des Vieux Hommes et Bleuets réunis » (bleuet, ici en référence à la couleur bleue des uniformes des enfants accueillis). L’état de vétusté des bâtiments s’aggrave avec le temps ; le coût trop élevé des travaux conduit au relogement des orphelins et des vieillards. Ils quittent les lieux respectivement en 1921 et 1940. En septembre 1940, le départ des derniers « Vieux Hommes » met fin à la vocation hospitalière de l’Hospice Comtesse et le centre hospitalier régional, propriétaire des bâtiments, utilise les locaux comme magasin central.

### Projet d'un musée de folklore régional
Après la Première Guerre mondiale, la disparition progressive de la société et des techniques traditionnelles incite à recueillir davantage d’objets que l’on qualifie alors de folklore. Dans le même courant qui aboutit notamment en 1937 à la création du Musée National des Arts et Traditions populaires de Paris, Jules Scrive-Loyer (1872-1937), industriel et historien-géographe, souhaite créer à Lille un musée de folklore régional dont il soumet le projet en 1932 aux Amis de Lille, visant à rassembler une collection d’objets au sein d’un établissement attaché à la recherche et à la diffusion des connaissances sur la région.
L’activité de cet établissement devait se déployer autour d’une bibliothèque, d’archives, de expositions permanentes et temporaires et de conférences. En 1936, l’intérieur de la Porte de Paris à Lille est le premier choix pour créer le musée avec un programme qui comporte plusieurs sections réservées à la ville de Lille, à la Flandre wallonne et flamande, au Hainaut, à l’Artois et au Tournaisis. Le projet n’aboutit pas mais la recherche d’un lieu se poursuit. En 1942, Georges Henri Rivière (1897-1985), conservateur du Musée national des Arts et Traditions Populaires, cherche à Lille un bâtiment qui permet d’implanter un musée d’histoire et d’ethnographie répondant sur le plan régional au musée parisien. Le site de l’Hospice Comtesse retient l’attention des édiles lillois.
En juin 1943, le conseil municipal engage des discussions avec la direction des Beaux-Arts de Lille en vue de créer un musée dans l’ancien hospice. À cette fin, au cours des années 1940, des négociations sont engagées auprès du centre hospitalier régional de Lille, propriétaire des bâtiments. Le 13 novembre 1943, le principe de bail emphytéotique est adopté et le conseil municipal planifie, dès avril 1944, des travaux de restauration des bâtiments, à l’exception des annexes modernes qui sont démolies.
Les travaux débutent en 1946-1947 avec une participation de l’État à hauteur des deux tiers pour les bâtiments des XVe et XVIIe siècles de la cour d’honneur, classés au titre de Monuments Historiques par décret du 14 avril 1923 (cad. KY 139). Les façades et toitures de l’ensemble des bâtiments autres que ceux des XVe et XVIIe siècles sont classés quant à eux Monuments Historiques par arrêté du 26 février 1991 (cad. KY 119, 133 à 139).
Le 26 juillet 1951 le bail est signé avec le centre hospitalier de Lille avec effet rétroactif au 1er janvier 1944, engageant la Ville à investir l’ensemble des locaux pour un usage exclusif de musée du folklore. La Ville accepte également de conserver temporairement le magasin central du centre hospitalier jusqu’à sa réinstallation dans ses anciens locaux de l’Hôtel de l’administration. Les travaux engagés sont importants mais leur avancée à un rythme soutenu jusqu’en 1968 permet à l’Hospice Comtesse de retrouver un aspect restauré. En 1952, des aménagements muséographiques sont réalisés au premier étage du bâtiment de la communauté. En 1957, l’acquisition de la collection Hel, composée de soixante-deux instruments de musique, s’inscrit dans cette volonté de constituer des collections fortes.
Le 7 mai 1958, la Ville de Lille prend possession des locaux. En mai 1962, lors du congrès de la Société Française d’Archéologie, les conservateurs du musée des Beaux-Arts de Lille, Pierre Maurois (1892-1974) et Albert Châtelet (1883-1960), organisent une présentation d’ambiance, au rez-de-chaussée du bâtiment de la communauté en rassemblant d’une part, des meubles et des objets d’art mis en dépôt par les hospices de Lille et d’autre part, des pièces de collections du musée des Beaux-Arts.

### Ouverture du "Musée de l'Hospice Comtesse"
Le 8 novembre 1962, le conseil municipal adopte la décision d’ouvrir l’établissement au public avec la dénomination de « Musée de l’Hospice Comtesse » dont la conservation est confiée à Albert Châtelet. L’ouverture au public est d’abord fixée à trois jours par semaine (jeudi, samedi et dimanche) avec un droit d’entrée s’élevant à 0,50 F. À la demande de la Commission des Beaux-Arts, les recettes des entrées devaient être affectées à un crédit d’emploi permettant l’acquisition d’objets ou d’œuvres destinés à intégrer les collections du musée.
Le 14 décembre 1962, le Musée de l’Hospice Comtesse est inauguré. Le mois suivant, l’établissement ouvre officiellement ses portes au public. Le 11 février 1966, un poste de conservateur est créé. Le titulaire du poste devait d’une part, assurer la gestion du Musée de l’Hospice Comtesse, sous l’autorité du conservateur du musée des Beaux-Arts de Lille et d’autre part, mettre en œuvre un projet de musée d’ethnographie et de folklore. Philippe Jessu (1939-2017) a porté ce projet en se concentrant sur la Flandre française, c’est-à-dire la partie du comté de Flandre devenue française à la suite du siège des troupes de Louis XIV en août 1667.
En 1969, le musée connaît une nouvelle orientation en accueillant une importante partie du « musée lillois », désignant une partie des collections du musée des Beaux-Arts de Lille rassemblant des objets qui reflètent les sociétés des siècles passés. En parallèle, la menace de disparition des traces du passé lillois en raison du renouveau urbain, incite les archéologues à sauver des vestiges qui trouvent refuge dans la cour, les réserves et les caves de l’Hospice Comtesse. Ce nouvel ensemble permet à Philippe Jessu d’envisager un programme plus large développé autour des axes suivants : l’histoire de Lille et de la Flandre française, les Arts appliqués et les Arts et traditions populaires de la Flandre française, et des présentations d’ambiance. En 1973, le départ du centre hospitalier de Lille des salles dites Camille Desmet et du bâtiment de 1649 permet d’entreprendre de nouvelles restaurations.

### Vers un musée d'art et d'histoire de la ville
Un vrai tournant s’effectue en 1991 lorsque le Palais des Beaux-Arts de Lille ferme ses portes pour des travaux de rénovation. Durant cette période, des œuvres sont exposées à l’Hospice Comtesse dans le cadre d’une exposition intitulée Art Septentrional (avec des œuvres comme celles de La tentation de Marie-Madeleine de Jacob Jordaens, Saint Jérôme en prière attribué à Artus Wolffort ou Jésus chez Marthe et Marie de Erasme II Quellin  et Jan Fyt). L’architecture et l’intérieur de l’Hospice Comtesse permettent une mise en valeur des œuvres exposées, une quarantaine d’œuvres des écoles nordique, flamande et hollandaise, redécouvertes autrement par le public grâce au caractère intimiste des salles de l’Hospice Comtesse.
Trois facteurs principaux ont permis au Musée de l’Hospice Comtesse de trouver sa voie : l’élaboration d’un programme muséographique, les prêts du Palais des Beaux-Arts et l’engagement d’une politique d’acquisition d’œuvres d’art. En effet, il devenait nécessaire d’enrichir les collections pour affirmer la nouvelle vocation du musée. Aude Cordonnier (1955-), nommée directrice-conservatrice du musée en 1987, émet la volonté de sortir du cadre exclusivement lillois et régional pour permettre au visiteur de découvrir l’art et la culture des anciens Pays-Bas.

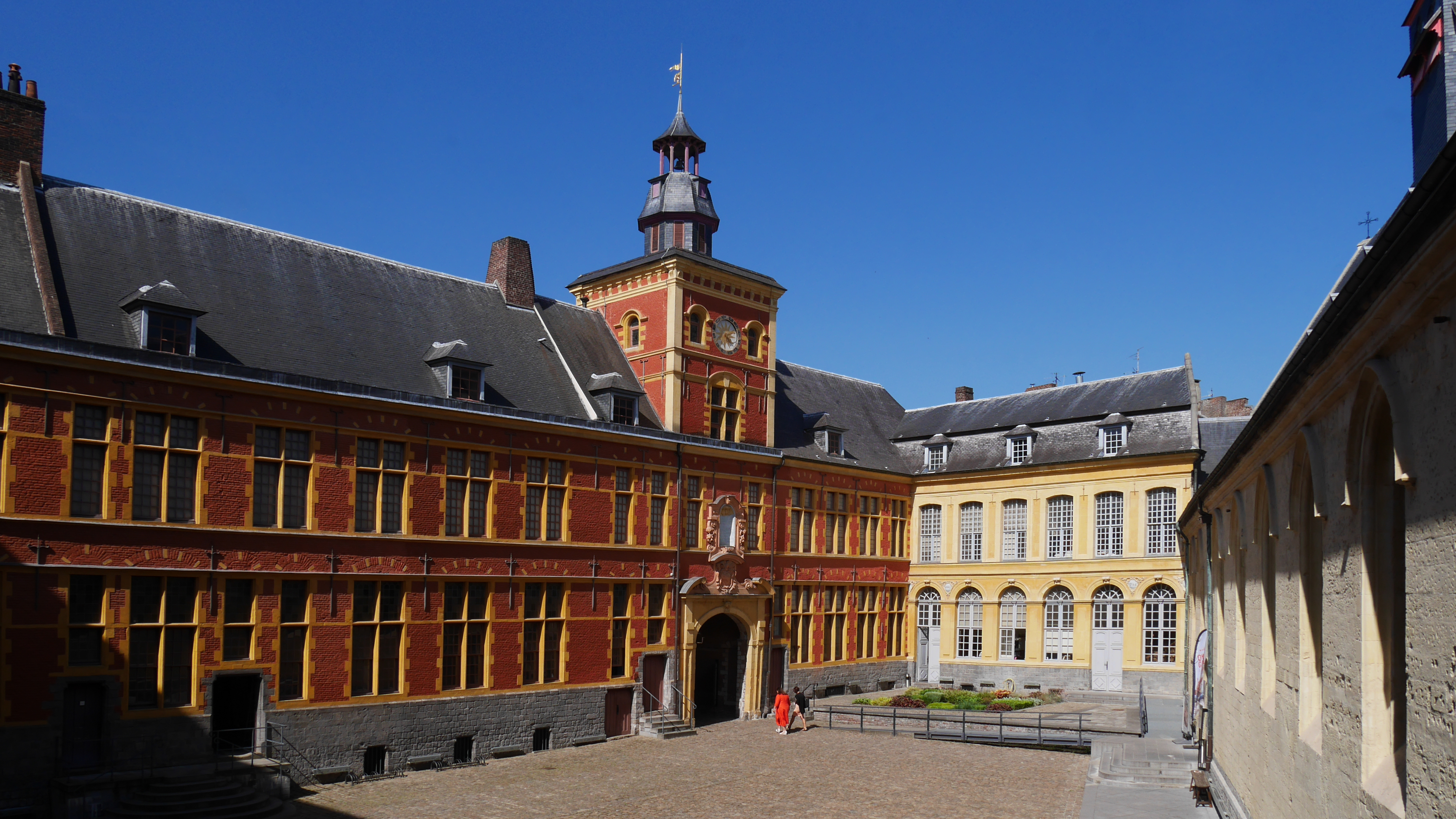
La cour d'honneur

Le passé lillois et son architecture sont présentés autour d’une réflexion sur le lieu. En effet, l’ensemble des bâtiments de l’Hospice Comtesse possèdent un lien étroit avec l’histoire de Lille, de la période des comtes de Flandre jusqu’à la Révolution française. Ils présentent un panorama de l’art de bâtir à Lille du XVe au XVIIIe siècle, en révélant également la richesse d’une institution charitable au cœur de la ville.
L’articulation complexe des bâtiments a constitué un obstacle pour imaginer une muséographie répondant à une logique scientifique avec un développement linéaire. Le projet du musée devait tenir compte de l’ambiance singulière de ces lieux empreints de spiritualité.
Aussi, la muséographie de l’Hospice Comtesse s’articule depuis de la manière suivante : 
- Au rez-de-chaussée : les salles de la communauté (cuisine, réfectoire, parloir, pharmacie et lingerie) restituent l’atmosphère des maisons flamandes des XVIIe et XVIIIe siècles, tout en rappelant les fonctions spirituelle et hospitalière des lieux.
- Au premier étage : l’ancien dortoir des religieuses soignantes accueille un ensemble de peintures, sculptures, objets de faïence et d’orfèvrerie illustrant l’histoire, la vie et les arts lillois de l’époque des comtes de Flandre jusqu’à la Révolution française.

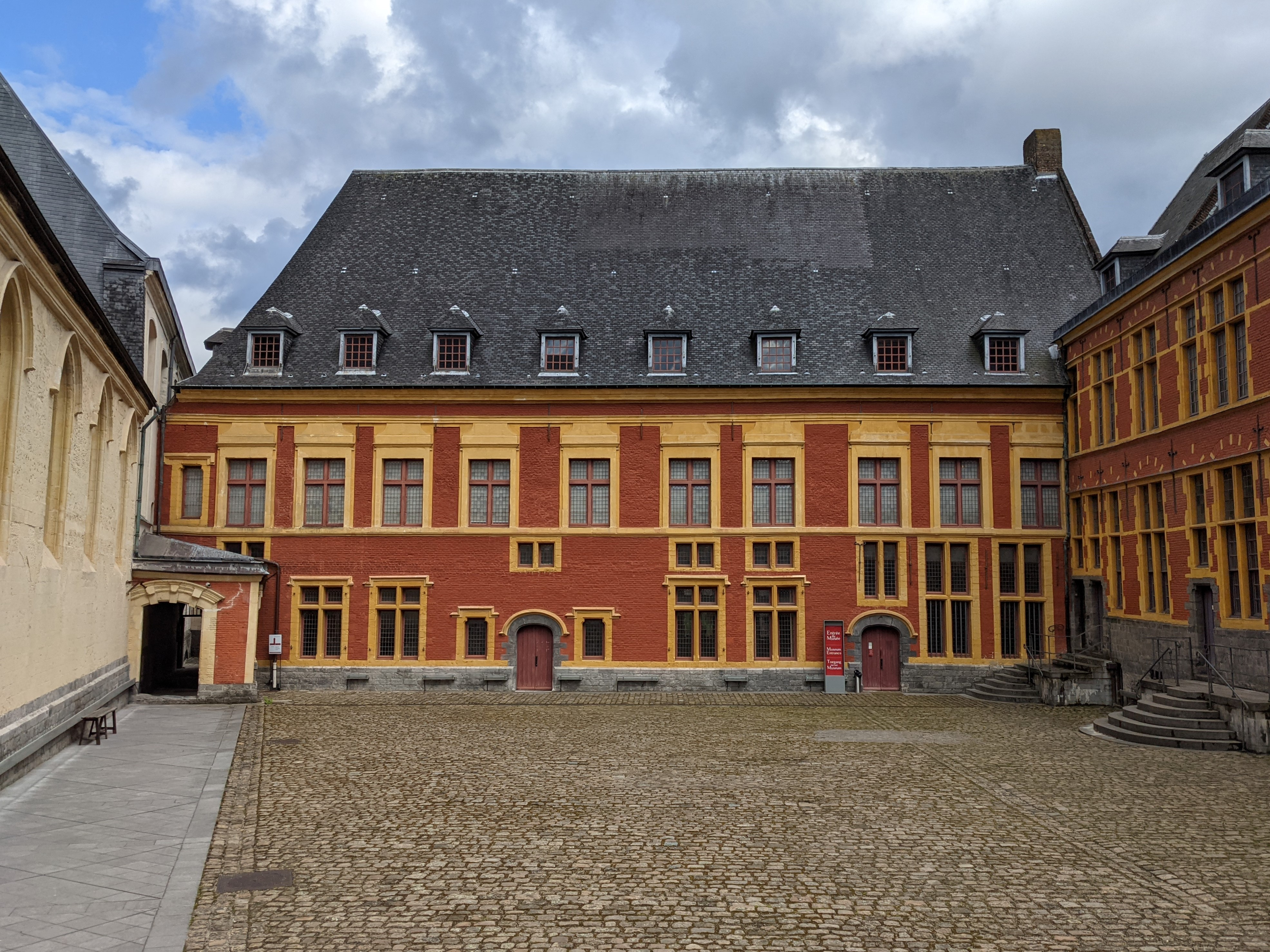
Façade du bâtiment dit de la "communauté"

En parallèle de la présentation des collections qui continuent de bénéficier d’une importante politique d’acquisition, Aude Cordonnier veille à développer un programme d’animation et de valorisation du patrimoine et de l’architecture en partenariat avec les ministères de la Culture, de l’Éducation nationale et l’Office de Tourisme de Lille et ce, afin de développer le tourisme culturel et des activités éducatives, de diffuser les connaissances du patrimoine et de sensibiliser les habitants au patrimoine et à leur environnement.
En 1998, la réouverture du Palais des Beaux-Arts de Lille ainsi que le transfert de l’action « Découvre ton quartier, ta ville et ta région », initiée par Aude Cordonnier à la direction du Patrimoine de la ville, impliquent le renouveau de l’établissement. Aude Cordonnier et Catherine Monnet (1962-), à sa suite, proposent de repositionner le lieu en tant que musée d’histoire de la ville en soulignant le caractère historique des bâtiments, le potentiel des collections, la complémentarité avec les autres musées lillois (Palais des Beaux-Arts, Musée d’Histoire Naturelle), les évolutions muséologiques et l’ouverture des musées de ville sur les enjeux urbains contemporains. L’objectif est d’offrir au public un musée de ville dont le parcours s’organise autour des bâtiments et des collections afin de comprendre l’évolution de la ville et son histoire.
En 2004, Lille est élue Capitale Européenne de la Culture. Le Musée de l’Hospice Comtesse, sollicité pour cette occasion, fait peau neuve avec l’application sur ses murs extérieurs de badigeons polychromes dont des traces auraient été retrouvées. L’hypothèse de bâtiments colorés à Lille au XVIIe siècle n’est pas partagée par l’ensemble des spécialistes, notamment par la directrice-conservatrice Catherine Monnet qui se base sur des œuvres d’art telles que La Procession de Lille de François Watteau (1758-1823) et un dessin de 1733 représentant la Porte de Paris, où les édifices ne présentent aucune polychromie.

### Ouverture à la création contemporaine
Dans le cadre de l’événement « Lille 2004, Capitale Européenne de la Culture », le musée de l’Hospice Comtesse, alors dirigé par Alain Tapié (1948-), accueille l’exposition Flower Power, amorçant un dialogue nouveau entre le lieu et la création contemporaine qui se poursuit depuis, notamment par l’accueil des expositions produites par lille3000 organisées environ tous les trois ans (Huang Yong Ping pour Fantastic (2012), Phnom Penh pour Renaissance (2015), Intenso/Mexicano pour Eldorado (2019), Le serpent cosmique pour Utopia (2022), Fiesta (2025)).
En 2007, le musée avait également accueilli l’exposition Secrets de collections lilloises organisée conjointement par le Rotary Club de la ville de Lille et la municipalité. Les œuvres sélectionnées parmi cinq collections privées, devaient illustrer un siècle d’histoire de l’art depuis le début du XXe jusqu’au XXIe siècle. Sous la direction de Bruno Girveau (1960-) à partir de 2013, les expositions organisées illustrent une volonté de poursuivre l’ouverture vers l’art contemporain (Mahjoub Ben Bella, la couleur incantatoire (2013), Erik Desmazières, des mondes gravés et Omer Bouchery, instants gravés (2014), Safet Zec, la peinture et la vie (2016), Itinéraires singuliers (2019) mais aussi de mettre en valeur les collections propres au musée (Jean Pasquero, lumières de la ville, cinémas lillois des années vingt (dans le cadre des Transphotographiques 2007), À la belle enseigne, boutiques lilloise d’autrefois (2015), Héros de fil et de bois, marionnettes de Lille et de Roubaix (2017), L’atelier Pasquero : une aventure photographique (2020 et 2023)).
Depuis le 1er avril 2024, la direction du Palais des Beaux-Arts de Lille et du Musée de l’Hospice Comtesse est assurée par Juliette Singer (1974-). Dans la continuité d’une démarche de culture durable et partagée, son projet vise à conforter l’identité et la place des deux musées au cœur du territoire lillois en travaillant le lien avec les acteurs locaux et en favorisant l’ouverture sur l’espace public et l’accessibilité du lieu. La politique d’expositions de Juliette Singer vise à s’orienter davantage vers la scène contemporaine ; les parcours permanents continueront leur refonte avec entre autres, des parcours d’exploration différenciés, le développement d’un patrimoine immatériel ou encore une offre à destination des familles et des enfants.

## Les collections
Les collections du musée ont été constituées suivant différentes sources de collectes, notamment celle regroupée sous le terme « Musée Lillois » (inventaire ML). Les collections sélectionnées répondent à une volonté d’une part, de faire du musée de l’Hospice Comtesse un miroir de la ville et de sa région, ouvert sur les activités de la société d’une époque et d’autre part, d’entrer en correspondance avec l’histoire spécifique de l’ancien hôpital Notre-Dame, notamment par la création de salles d’ambiance.
Dès la création du Musée de l’Hospice Comtesse et de son projet, de nombreux dons ou legs forment et complètent les collections initiales : 
- Don de la famille Descamps-Scrive Loyer : plus de 200 objets divers, peintures, documents graphiques et photographiques dont 20 albums.
- Don de M. et Mme Jules de Vicq (novembre 1881 et mai 1882) : 450 pièces dont 129 céramiques.
- Don Augustin Ozenfant (1894)
- Legs et achats Louis Quarré-Reybourbon (1907) : plus de 200 pièces dont une cinquantaine d’enseignes lilloises
- Fonds Louis Legougeux (1907) : 2141 dessins, estampes, gravures et plans originaux
- Don Jules Émile Scrive-Loyer (1958) : 221 dessins et cartes
- Don de René Pasquero (1972) : fonds de l’atelier Pasquero
- Legs André Cateaux (1975) : 349 céramiques
- Legs Marie-Thérèse Boutemy (1986) : 46 pièces en faïence (XVIIIe siècle)
- Don Philippe Bernardin (2001) : 119 négatifs sur verre (XXe siècle)
- Don Mme Verly (2002) : 18 pièces textile (XXe siècle)
- Don Marie-José Daverat (2008) : 63 pièces textiles et objets divers (XXe siècle)
- Don Benoît Cordonnier (2022) : examen du don en cours

La formation des collections est soutenue également par le développement de dépôts qui participent aux contenus de l’ancien hôpital mais aussi à l’histoire de la ville. Le dépôt des meubles et objets d’art par les Hospices de Lille est le fruit d’un partenariat entre le musée et le Centre Hospitalier Régional Universitaire de Lille (de 1962 à 2007) soit 117 pièces tous domaines confondus, permettant d’évoquer l’atmosphère d’un hôpital des XVIIe et XVIIIe siècles. Avant l’ouverture du Musée de l’Hospice Comtesse, ces pièces étaient conservées au Palais des Beaux-Arts de Lille ou dans les locaux du CHRU. Les peintures issues des collections du Palais des Beaux-Arts de Lille représentent 101 pièces.
Les collections du Musée de l’Hospice Comtesse sont réparties en différents fonds en fonction des matériaux ou grands domaines artistiques. Chaque domaine ou département regroupe un nombre plus ou moins important de pièces (de moins de 15 à plus de 35 000 éléments) selon les fonds :
Fonds actuels (ici, classés par ordre alphabétique) :
- Fonds arts graphiques : 5506 items
- Fonds bois sculptés : 451 items
- Fonds céramiques : 1500 items
- Fonds instruments de musique anciens : 127 items
- Fonds lapidaire : estimé à 250 items ou fragments (évaluation en cours)
- Fonds marionnettes : 80 items
- Fonds mobilier : 161 pièces
- Fonds objets d’art et ethnographie (petits et grands volumes) : 1399 items
- Fonds peintures : 328 items
- Fonds photographies et cartes postales ; estimé à 63 061 items
- Fonds tapisseries : 14 items
- Fonds textiles : estimé à 1500 items

### Le fonds arts graphiques (période XVIe-XXesiècles)

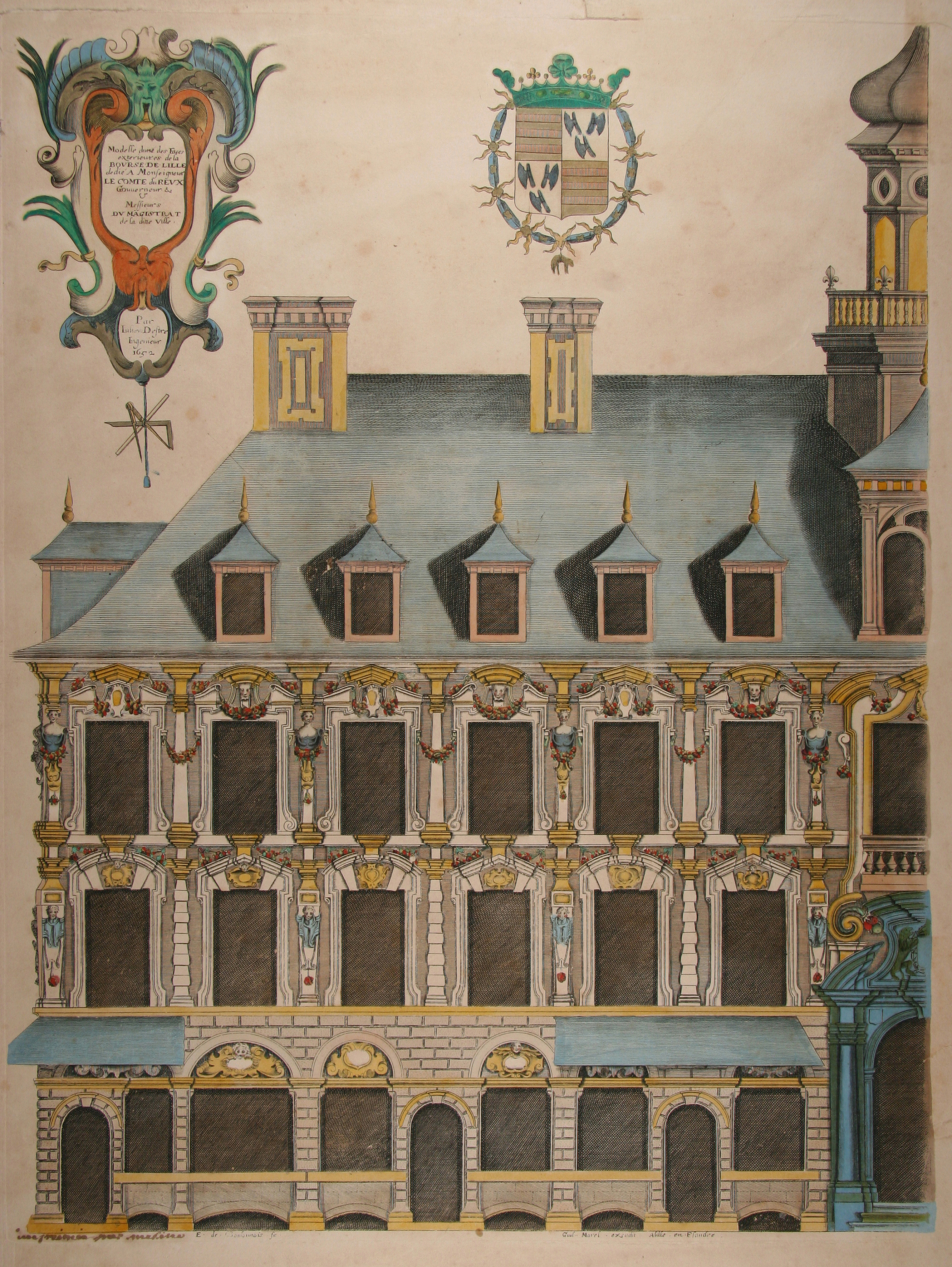
La Vieille Bourse de Lille

Le fonds arts graphiques est majoritairement composé de dessins originaux, d’estampes et de plans qui retracent l’essor de la ville de Lille et l’édification de ses principaux monuments. Ce fonds met aussi l’accent sur les collections constituées par les érudits lillois du XIXe siècle et par les artistes de la région amoureux de leur ville, de ses habitants et de son identité singulière. Il est composé d’imageries populaires relatives à la grande région du Nord et par extension à celle des Hauts-de-France (tirage, albums et plaques de cuivre) dont :
- des albums de dessins (relatifs à Notre-Dame de la Treille, la vie quotidienne et religieuse, les événements emblématiques lillois).
- des dessins d’architecture et des plans d’agrandissement de Lille à différentes époques.
- des dessins de personnalités (Jeanne Escalle Dubuisson, Edouard Boldoduc) et de métiers lillois.
- un fonds de journaux et d’archives (actes notariés, manuscrits reliés, etc.).

### Le fonds bois sculptés (période XVe-XIXesiècles)
Le fonds bois sculptés est issu pour sa grande majorité de fonds anciens de la fin du XIXe et du début du XXe siècle et de dépôts provenant des hôpitaux lillois (CHU). Cette collection comprend de nombreux éléments architecturaux civils et religieux, des sculptures religieuses ou civiles et des enseignes. Elle raconte notamment la richesse des décors et des motifs qui ornaient les intérieurs lillois.

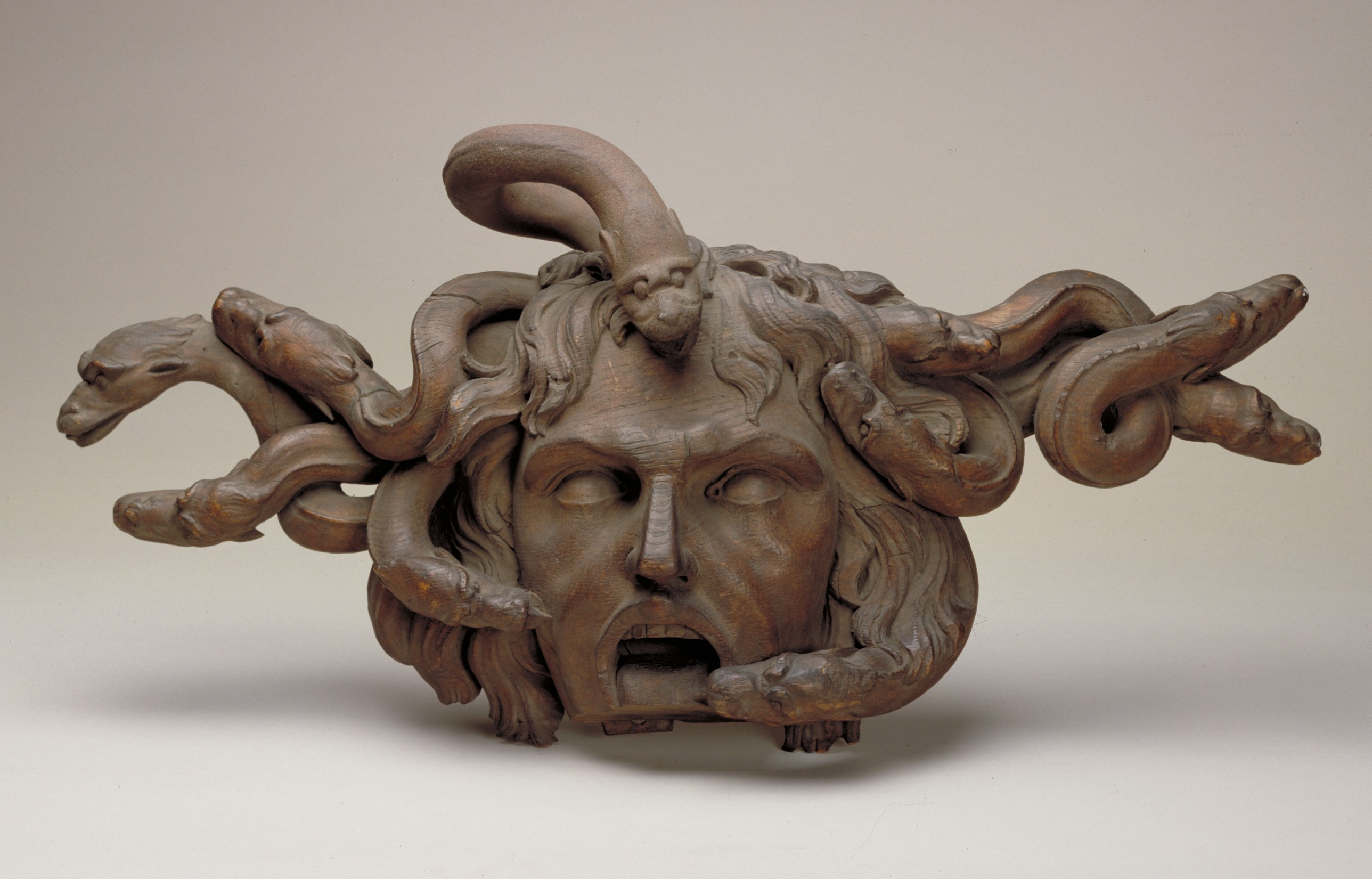
Tête de Méduse, décor sculpté du Bureau des Finances de Lille
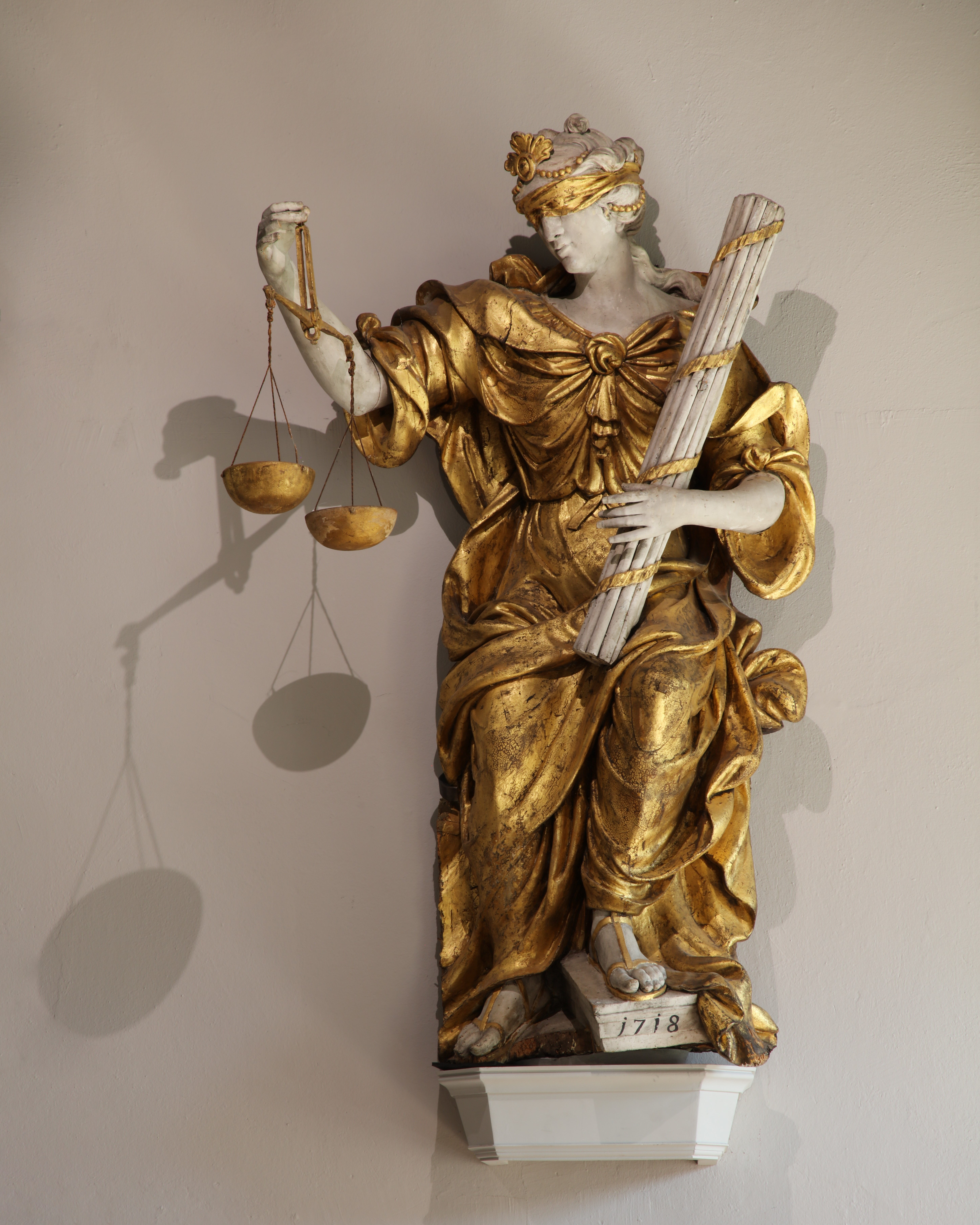
La justice, décor de la salle du Conclave du Palais Rihour de Lille

### Le fonds céramiques (période XIIIe-XXesiècles)
Les pièces les plus anciennes de ce fonds proviennent de fouilles archéologiques dans la région des Hauts-de-France. Il se compose de pièces en terre vernissée, utilitaires et décoratives, de porcelaines et de faïences (assiettes, plats, vases, encriers, statuettes et éléments décoratifs, statuettes religieuses, petits autels, croix, plaques, carreaux de faïence) issues de différents centres de production, de céramiques à thématique religieuse, de carreaux de faïence provenant de dons et d’achats effectués depuis la création du musée en 1962 et de maisons du Vieux-Lille vouées à la destruction dans le contexte de transformation de l’urbain à Lille au milieu du XXe siècle.

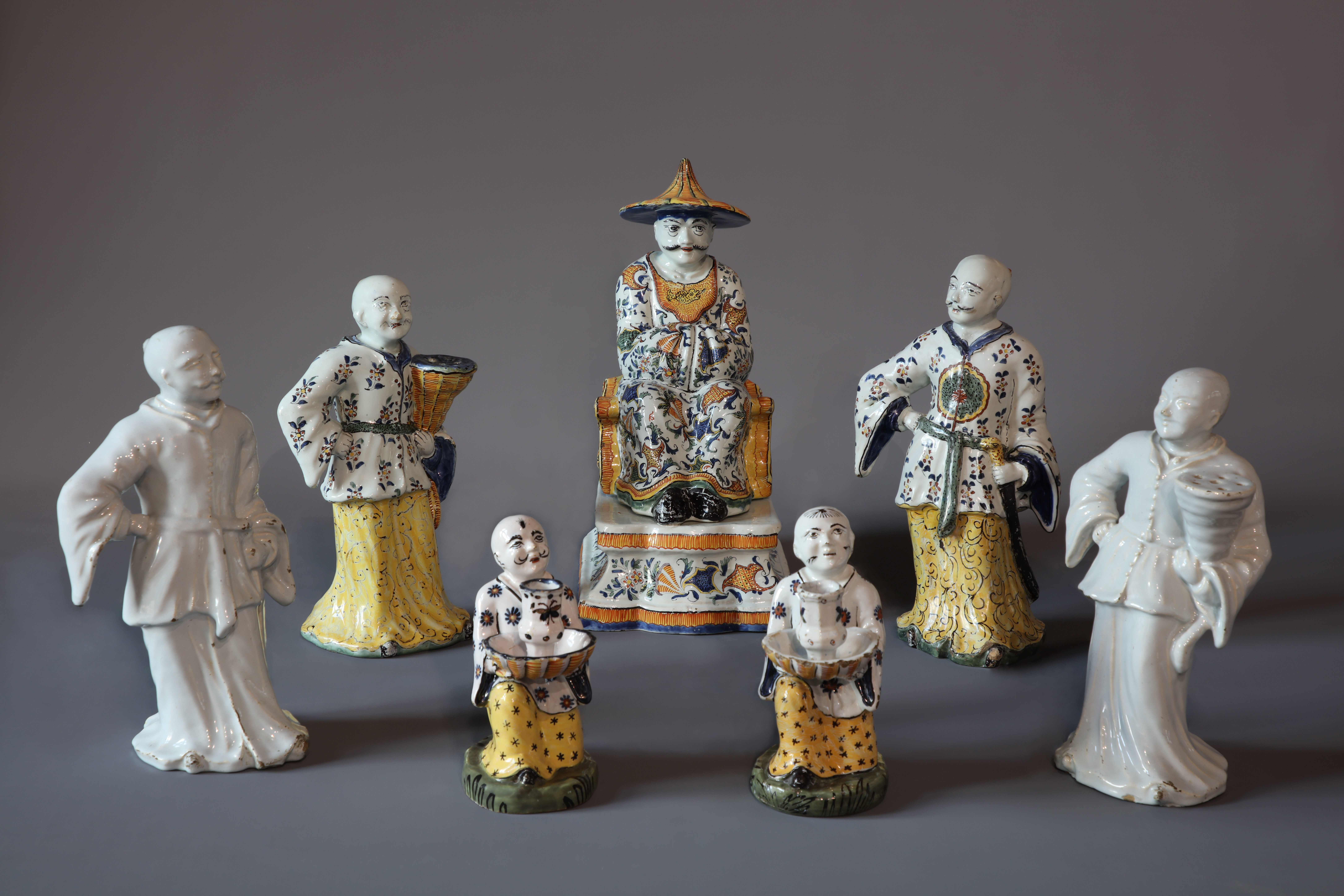
Empereur de Chine et sa cour (magots)
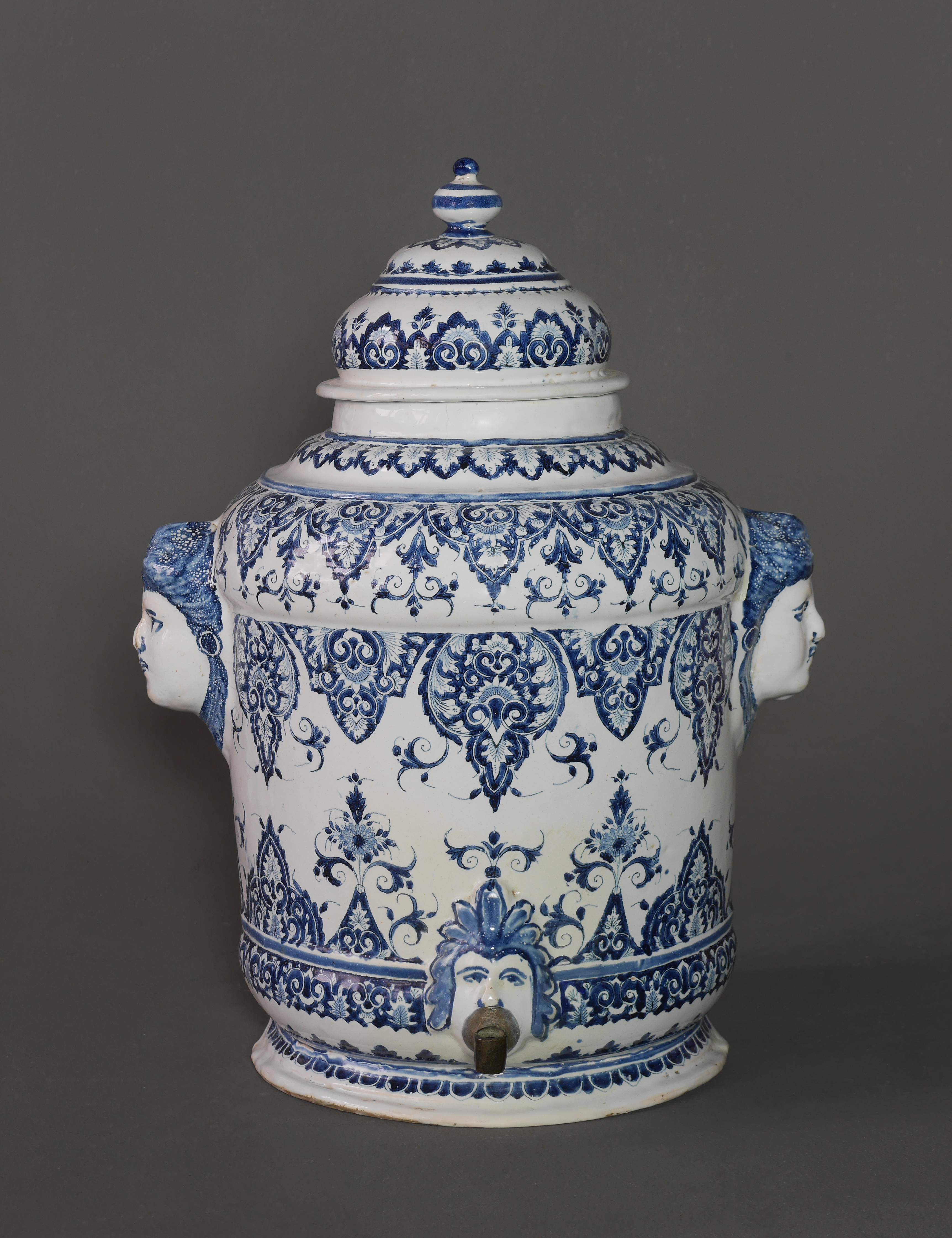
Fontaine avec son couvercle

### Le fonds objets d'art et ethnographie (petits volumes - période XIVe-XXesiècles)
Le fonds se compose d’objets de métiers anciens (sabotiers, couvreurs, relieurs, chapeliers, etc.), d’un grand nombre d’objets variés (poids, mesures, cachets, objets en étain, armes) ainsi que de la collection d’orfèvrerie lilloise.

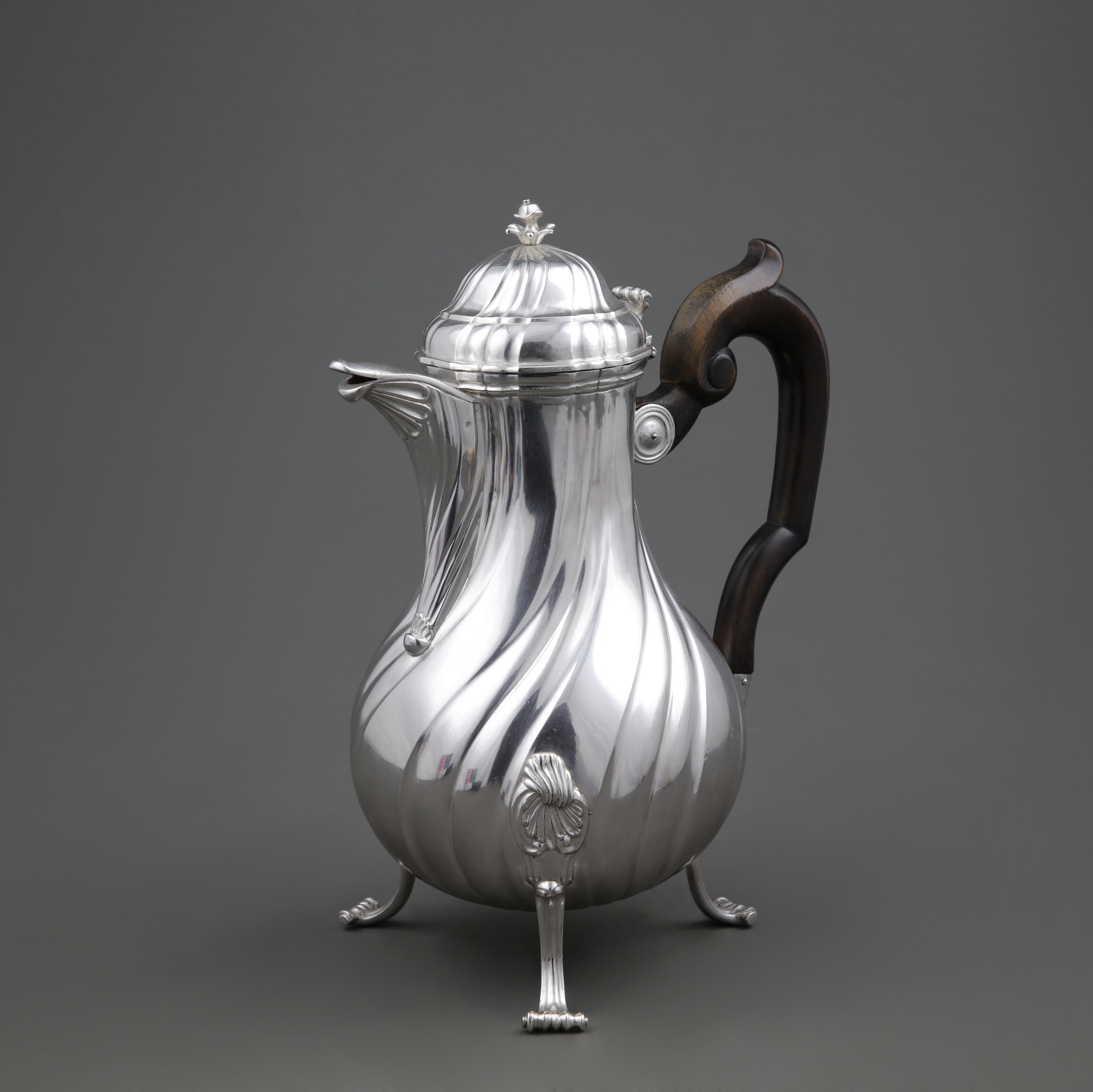
Verseuse
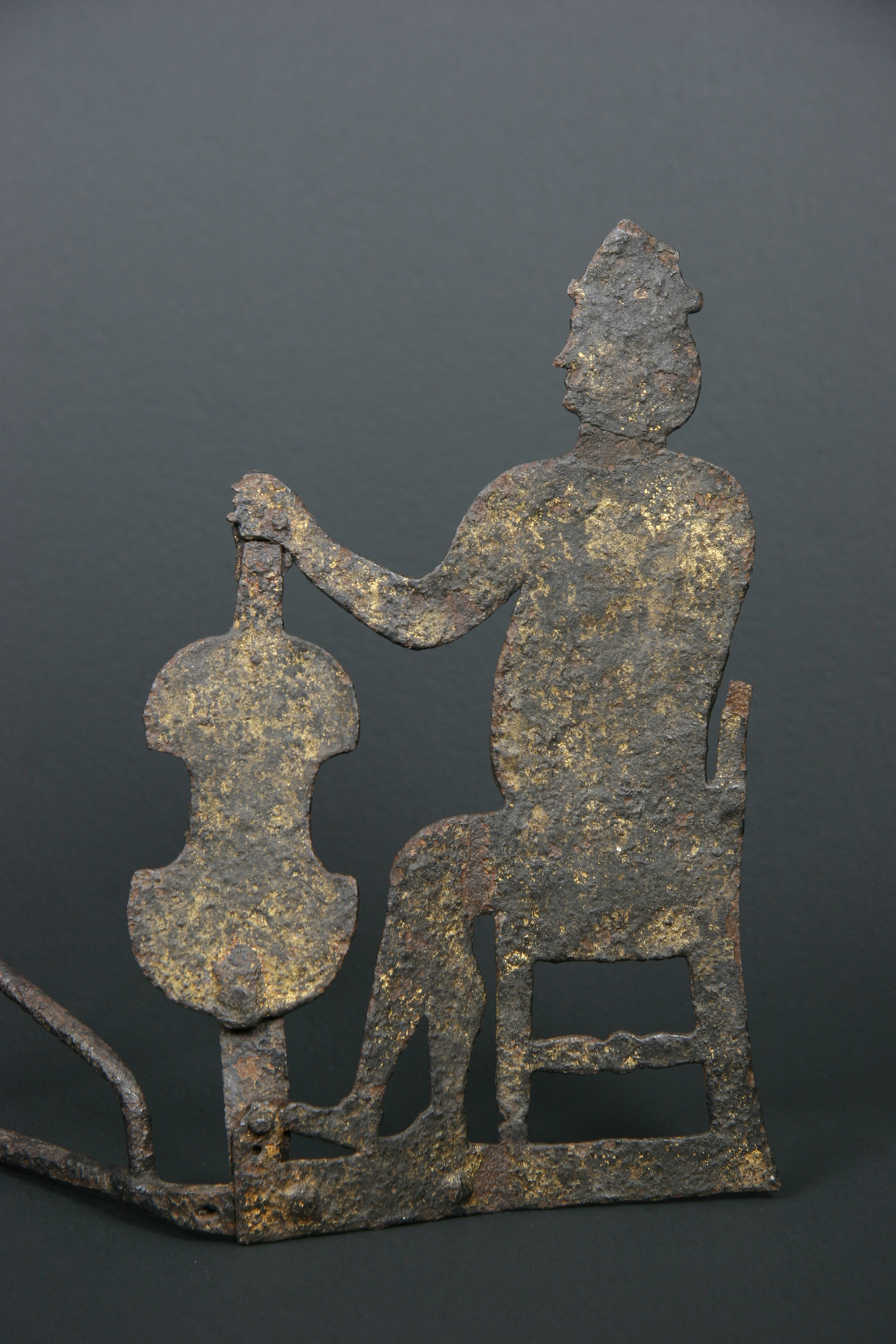
Enseigne d'un luthier lillois

### Le fonds ethnographiques (grands volumes - périodeXVIIIe–XXesiècles)
La majorité du fonds a été donnée dans les années 1960 à 1980. Il se compose d’objets de plus grands volumes relatifs à d’anciens métiers (enseignes, ustensiles en métal, charrettes, attelages pour bêtes, outils en bois, meules, poids etc.) et de pièces du quotidien (lessiveuses, baignoires, paniers, valises, matériel pour bébé, etc.).

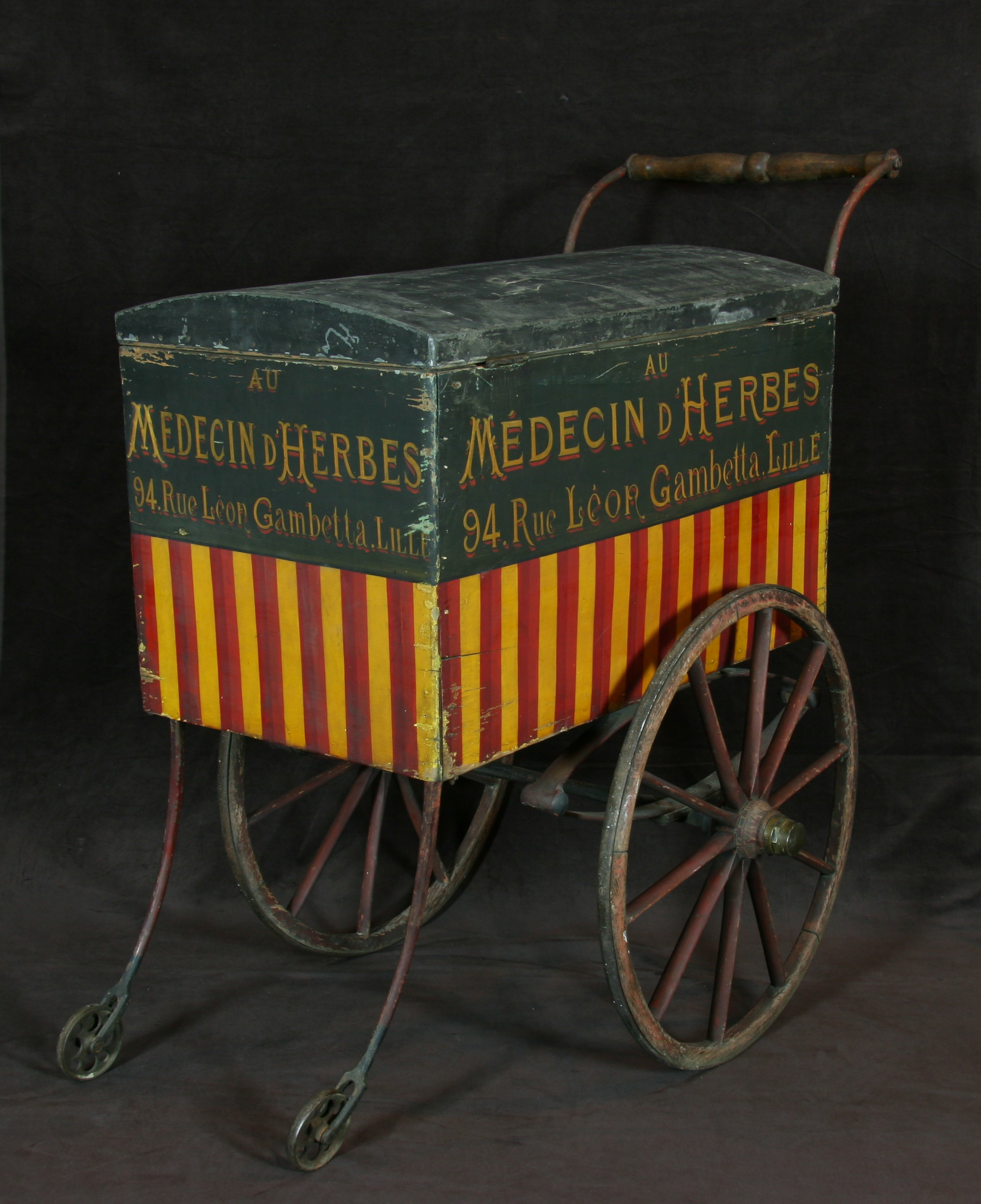
Carriole de colporteur Au Médecin d'herbes

### Le fonds instruments de musique anciens
C’est en 1957 que la collection d’instruments de musique anciens réunie par Joseph Hel (1842-1902) et Pierre Hel (1884-1937), luthiers installés à Lille de 1865 à 1937, est achetée en 1957 par la Ville de Lille pour le futur Musée de l’Hospice Comtesse. Cette collection se compose principalement de lutherie du XVIIe au début du XXe siècle avec un bel ensemble de cordes frottées – basse de viole, viole d’amour, violon – et de cordes pincées – guitare, cistre, mandoline. En décembre 1989, la collection est présentée dans le cadre d’un exposition intitulée La collection Hel, instruments de musique anciens réunis par deux luthiers. Cette exposition est devenue permanente jusqu’à la fermeture de l’espace (aile Camille Desmet) en 2002.

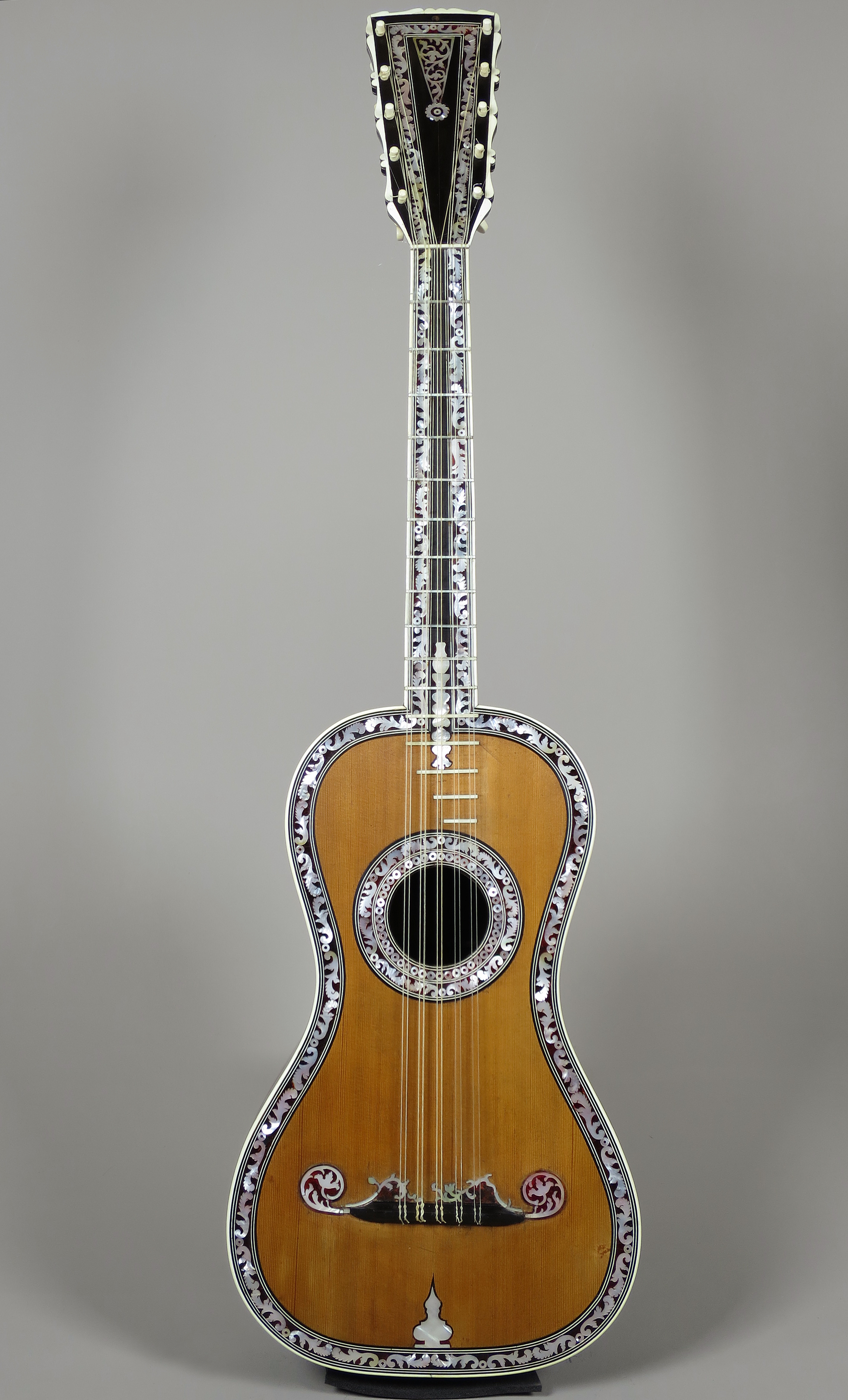
Guitare 1795
Buccin

### Le fonds lapidaire (période Moyen-Âge - début du XXesiècle)
Le fonds se compose principalement de pierres tombales et d’éléments d’architectures civiles souvent issues de fouilles archéologiques réalisées à Lille. Ce fonds est à l’heure actuelle en cours d’inventaire et d’étude. 

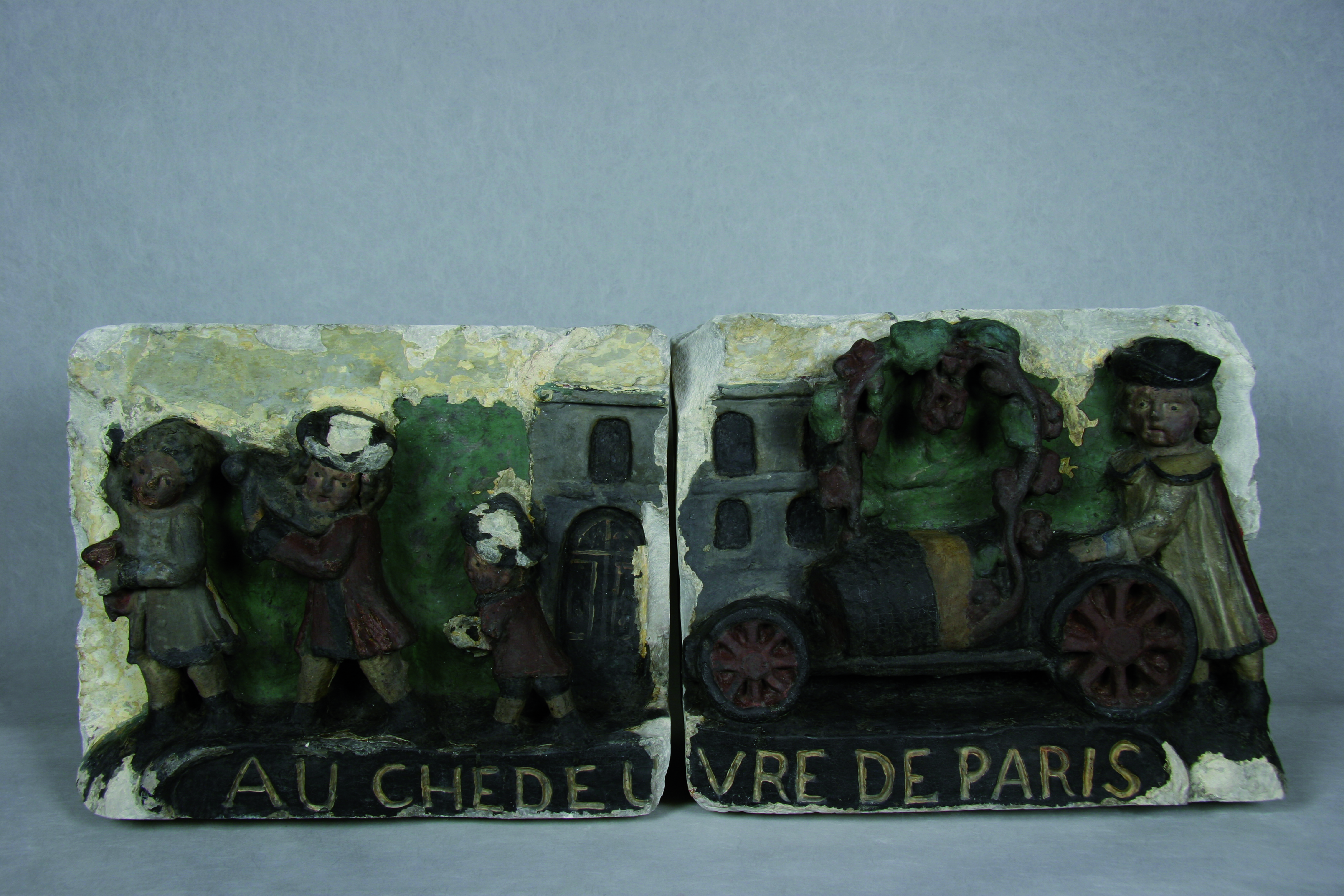
Enseigne Au chedeuvre de Paris
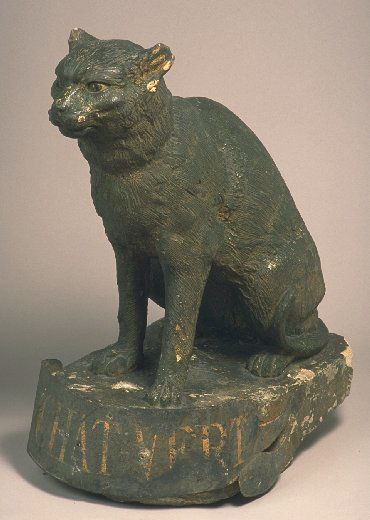
Enseigne Chat vert

### Le fonds marionnettes (période XIXe-XXesiècles)
Le fonds marionnettes témoigne du développement social de la ville de Lille et de Roubaix : les marionnettes étant à l’époque un moyen d’expression ouvrière à part entière. Cette collection se compose d’affiches lilloises et de près de 80 marionnettes au total, dont 38 proviennent du théâtre Louis de Budt (1849 – 1936). Ce fonds existe grâce à des dons émanant de particuliers ou de l’association des Amis des Musées de Lille, ainsi qu’à une politique d’enrichissement des collections, comme celle du théâtre lillois d’Henri Buisset.

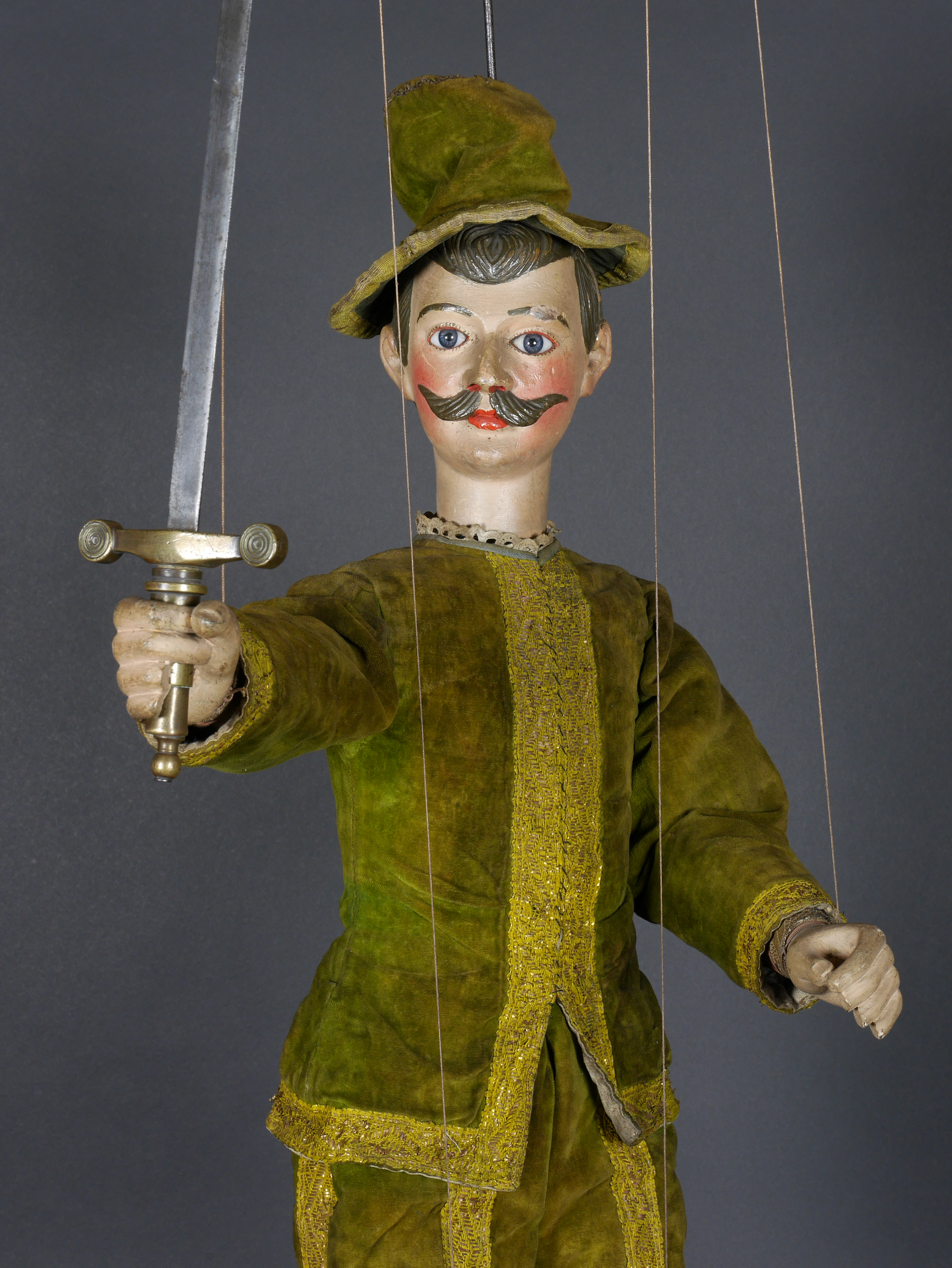
Capitaine de Morvert, marionnette du Théâtre Louis de Budt
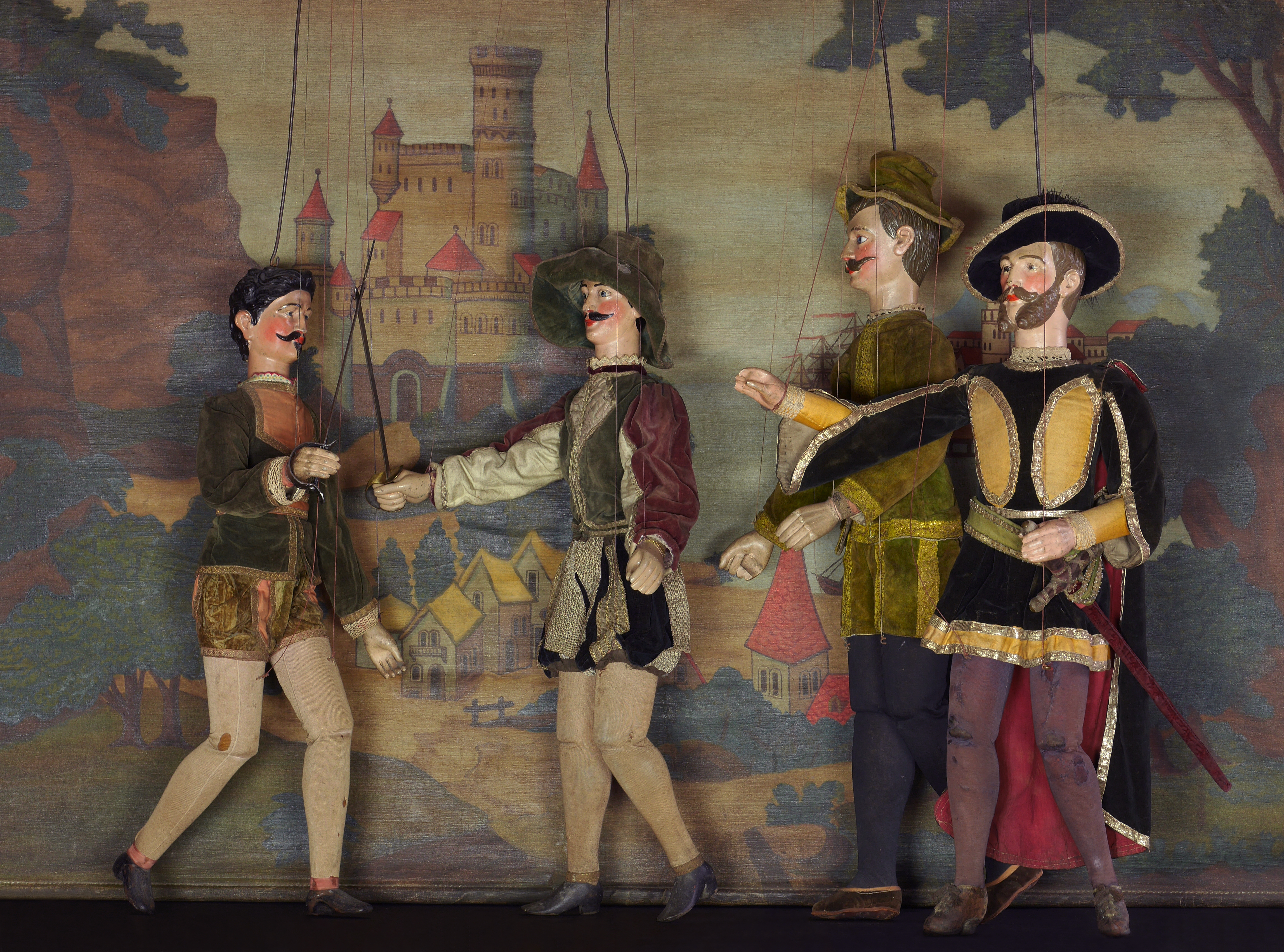
Roland de Roncevaux, Marionnettes du Théâtre Louis de Budt

### Le fonds mobilier (période XVIe-XXesiècles)
Reflet de nombreuses influences, le fonds mobilier du Musée de l’Hospice Comtesse est marqué à la fois par l’empreinte des anciens Pays-Bas et celle de la France à laquelle Lille est rattachée à partir de 1667. Il recèle de beaux exemples de savoir-faire : Ribbank (pièce de mobilier incontournable des Flandres), buffet-panetière, coiffeuse… et témoigne du goût des sociétés qui se sont succédé du XVIe au début du XXe siècle.

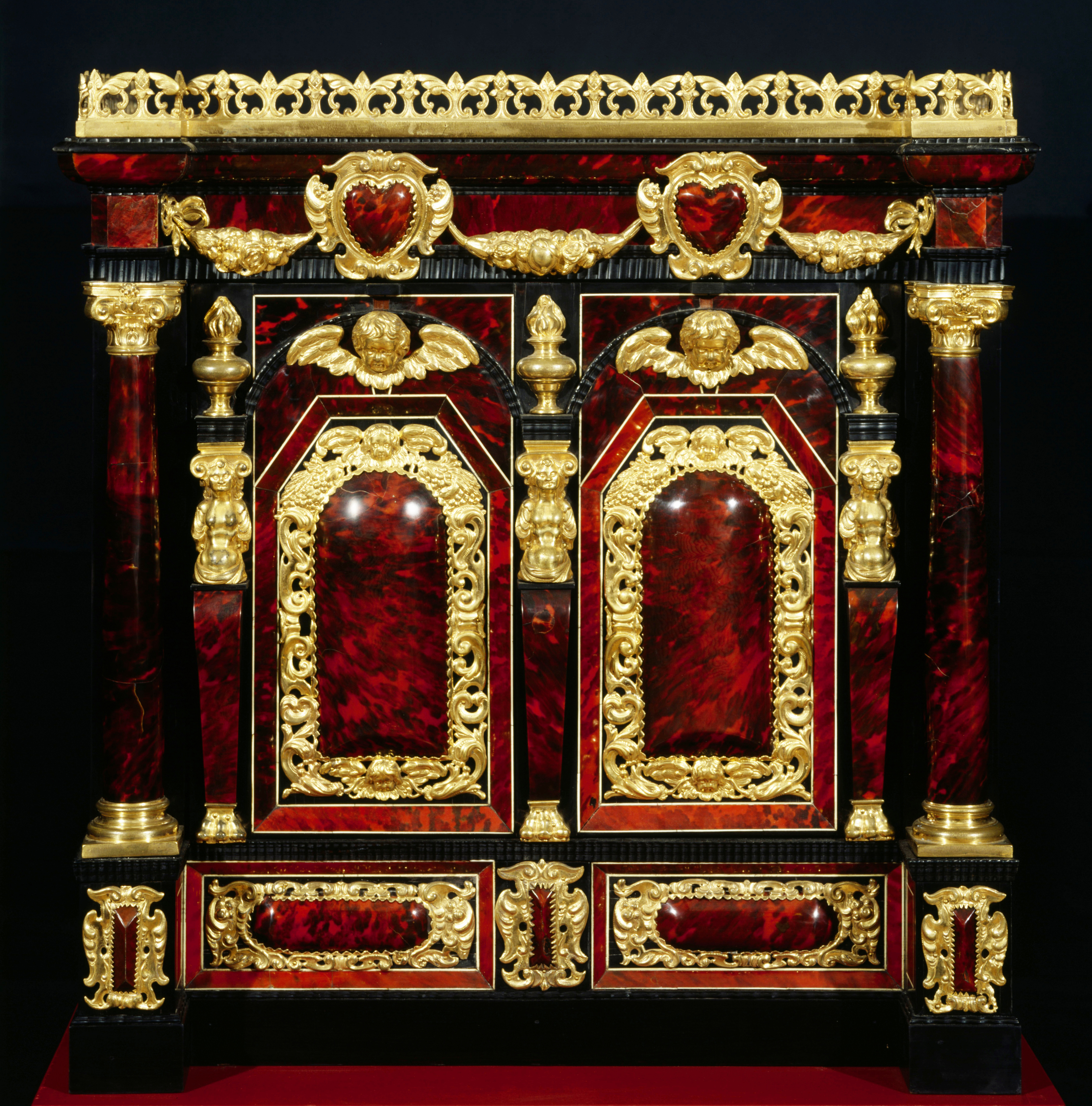
Tabernacle, Lille 1662-1663
Table coiffeuse

### Le fonds peinture (période XVe-XXesiècles)
Cette collection illustre avant tout la peinture religieuse du XVIIe au XIXe siècle du Nord de la France, grâce à la présence d’Arnould de Vuez (1644-1720), peintre officiel de l’Hospice Comtesse. Portraits de personnalités, de figures historiques (les ducs de Bourgogne) et scènes de genre composent ce fonds pour lequel les artistes lillois et flamands sont largement représentés à l’instar de Louis Joseph Watteau (1731-1798) et François Watteau (1758-1823), peintres de la vie lilloise.
Dans ce fonds sont représentées :
- les écoles du Nord (France, Flandre, Hollande, Allemagne) des XVe-XVIe siècles.
- la peinture flamande et hollandaise du XVIIe siècle (scènes religieuses, portraits, scènes de genre, paysages et natures mortes) et les Flandres françaises de la fin du XVIIe au XVIIIe siècle.

### Le fonds photographies et cartes postales (période 1845-1970)
Rassemblant plus de 55 000 items avec des procédés, des supports et des formats variés ainsi qu’un grand nombre de cartes postales anciennes, le fonds photographique du Musée de l’Hospice Comtesse couvre une période de 1845 à 1970. Il comprend un grand nombre de négatifs sur plaques de verre et support souple, de positifs sur verre, métal et des tirages sur papier isolés ou en albums.
Au croisement de l’histoire sociale et de la culture matérielle, ces images ont été principalement réalisées par des professionnels et anonymes lillois ou régionaux mais aussi par des photographes amateurs.
Ce fonds s’est constitué d’une part, grâce aux dons de particuliers, de l’association des Amis des Musées et d’autre part, grâce à des achats de la Ville de Lille. Ces acquisitions ont été réalisées en fonction des projets successifs du musée depuis sa création en tant que musée d’ethnographie et de folklore de la région Nord-Pas-de-Calais à aujourd’hui comme musée d’art et d’histoire de Lille.

Dans les années 1970, le fonds photographique s’est considérablement enrichi grâce à l’acquisition d’ensembles homogènes dont les plus conséquents sont le fonds d’atelier professionnel de Jean (1866-1951) et son fils René Pasquero (1904-2005) (plus de 18000 items, tirages, négatifs, matériel photographique) et le fonds Pollet-Carpa provenant d’une maison d’édition lilloise de cartes postales (11 200 items, cartes postales imprimées, tirages, négatifs).

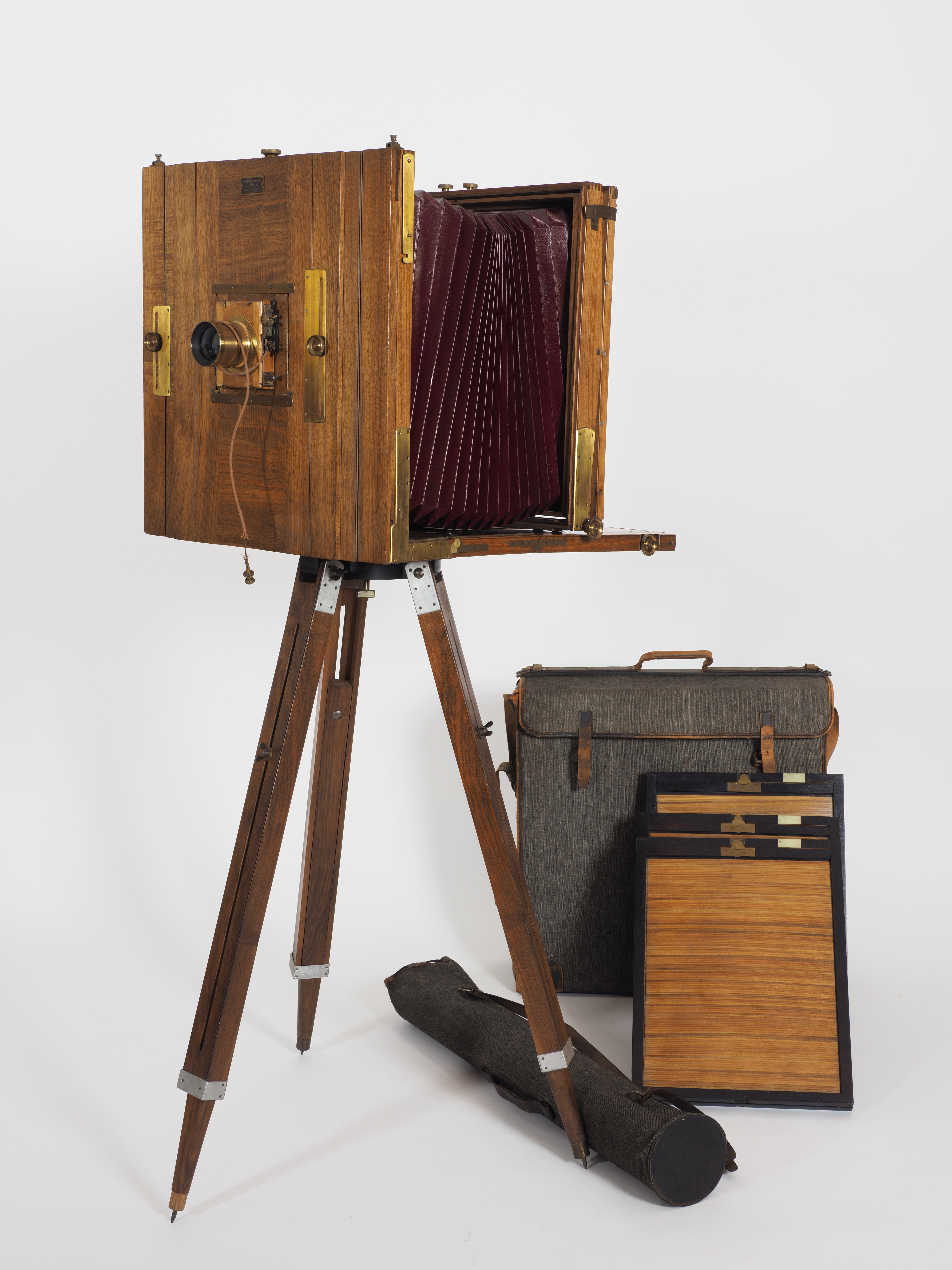
Chambre pliante E. Lorillon
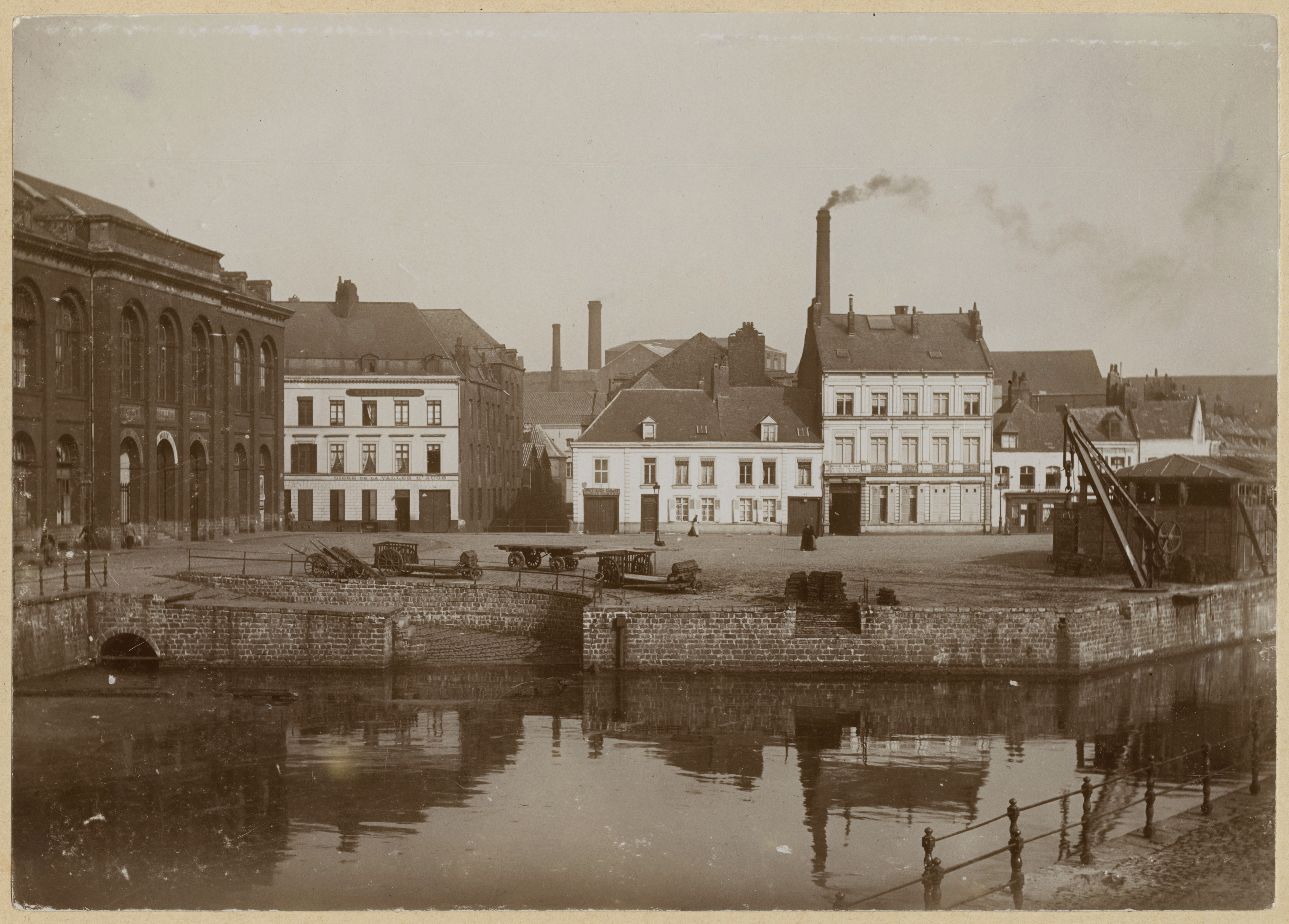
L'abreuvoir du quai de la Basse-Deûle à Lille
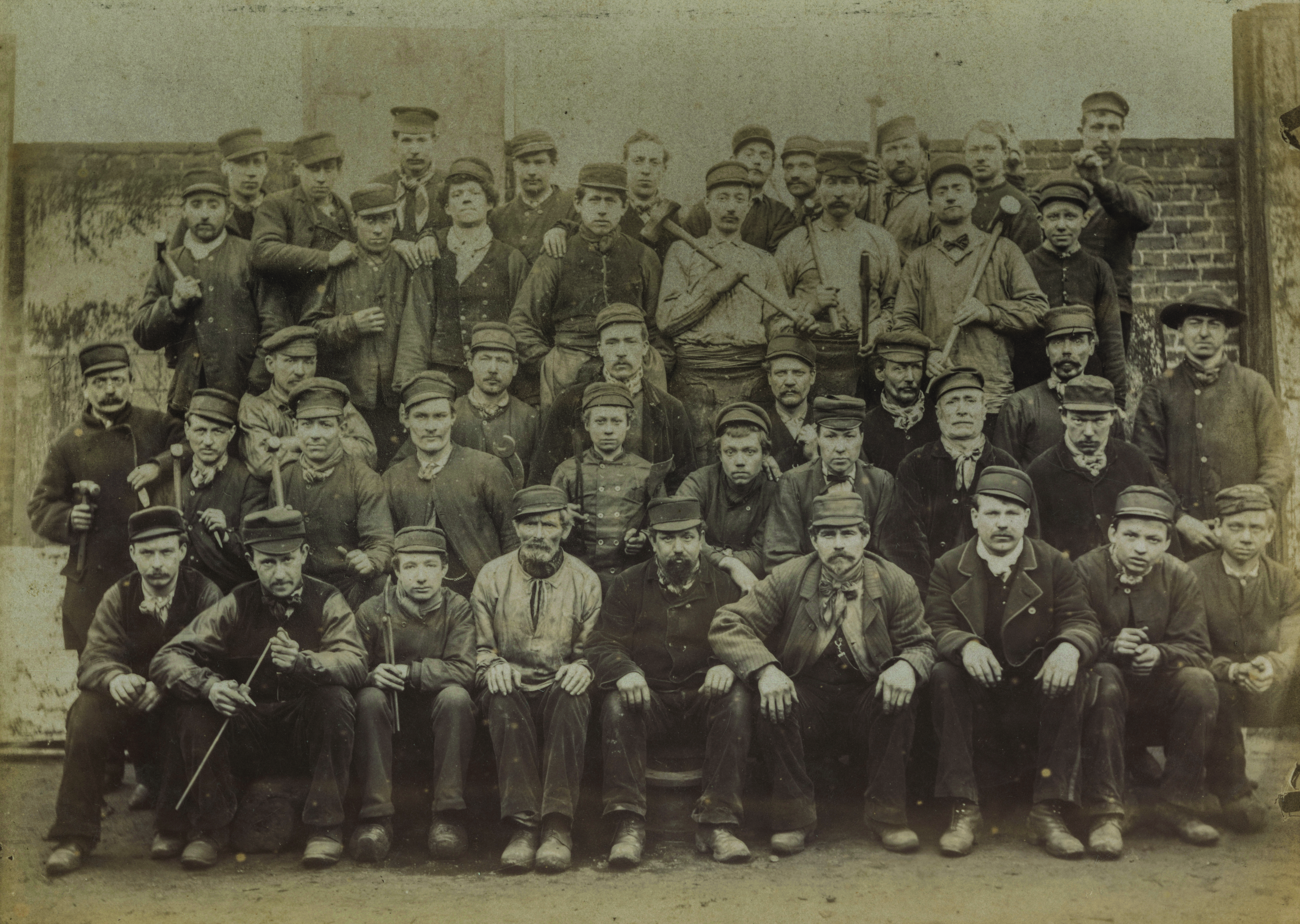
Ouvriers métallurgistes dans la région lilloise
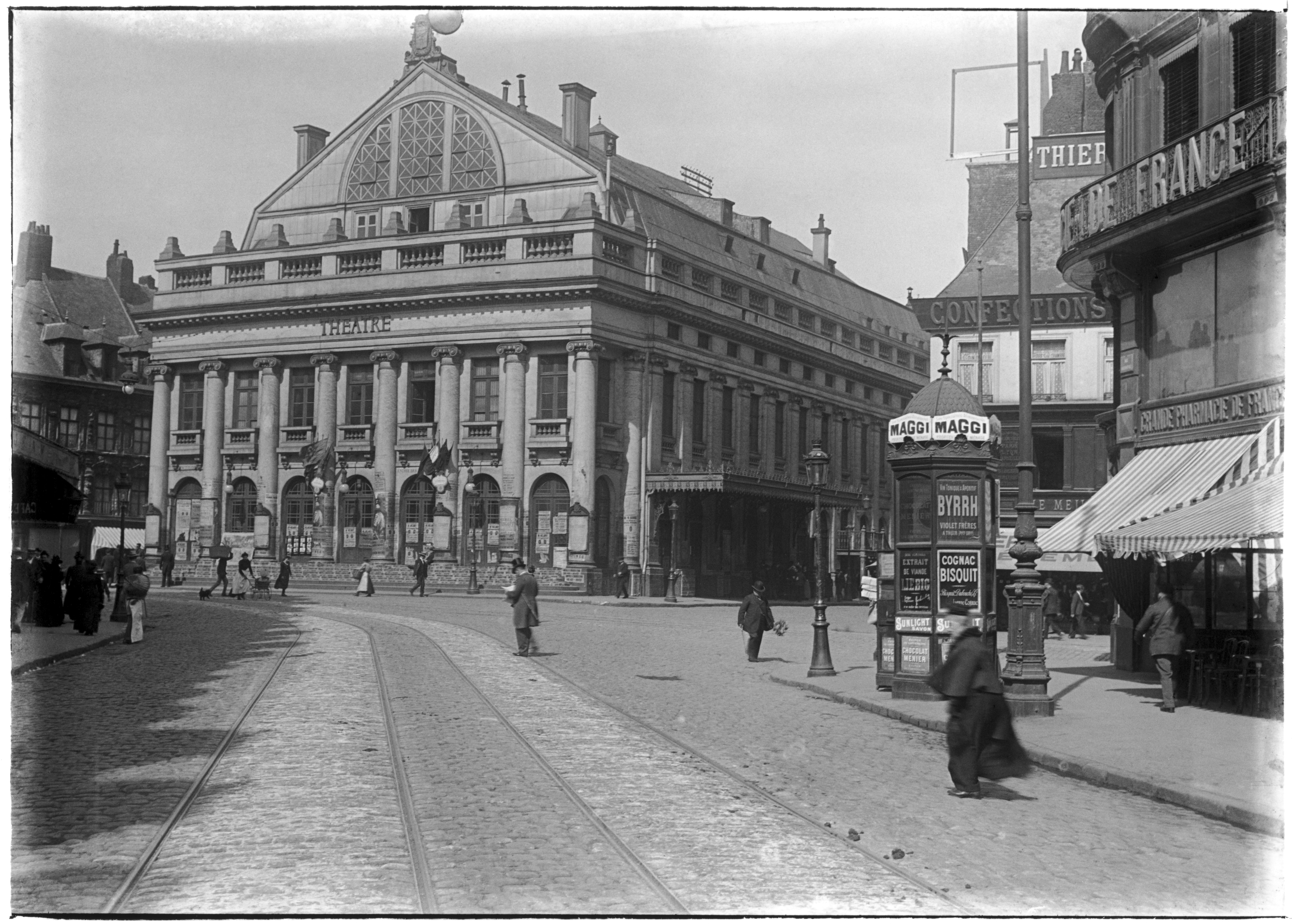
Le théâtre de Lille restauré par Benvignat

### Le fonds tapisseries (périodeXVIIIesiècle)
Mémoire de la dernière grande manufacture lilloise du XVIIIe siècle, celle de Guillaume Werniers (1700-1738), ce fonds conserve plusieurs tapisseries (14) aux éclats remarquables, témoins d’un savoir-faire où se mêlent influences flamandes et françaises.

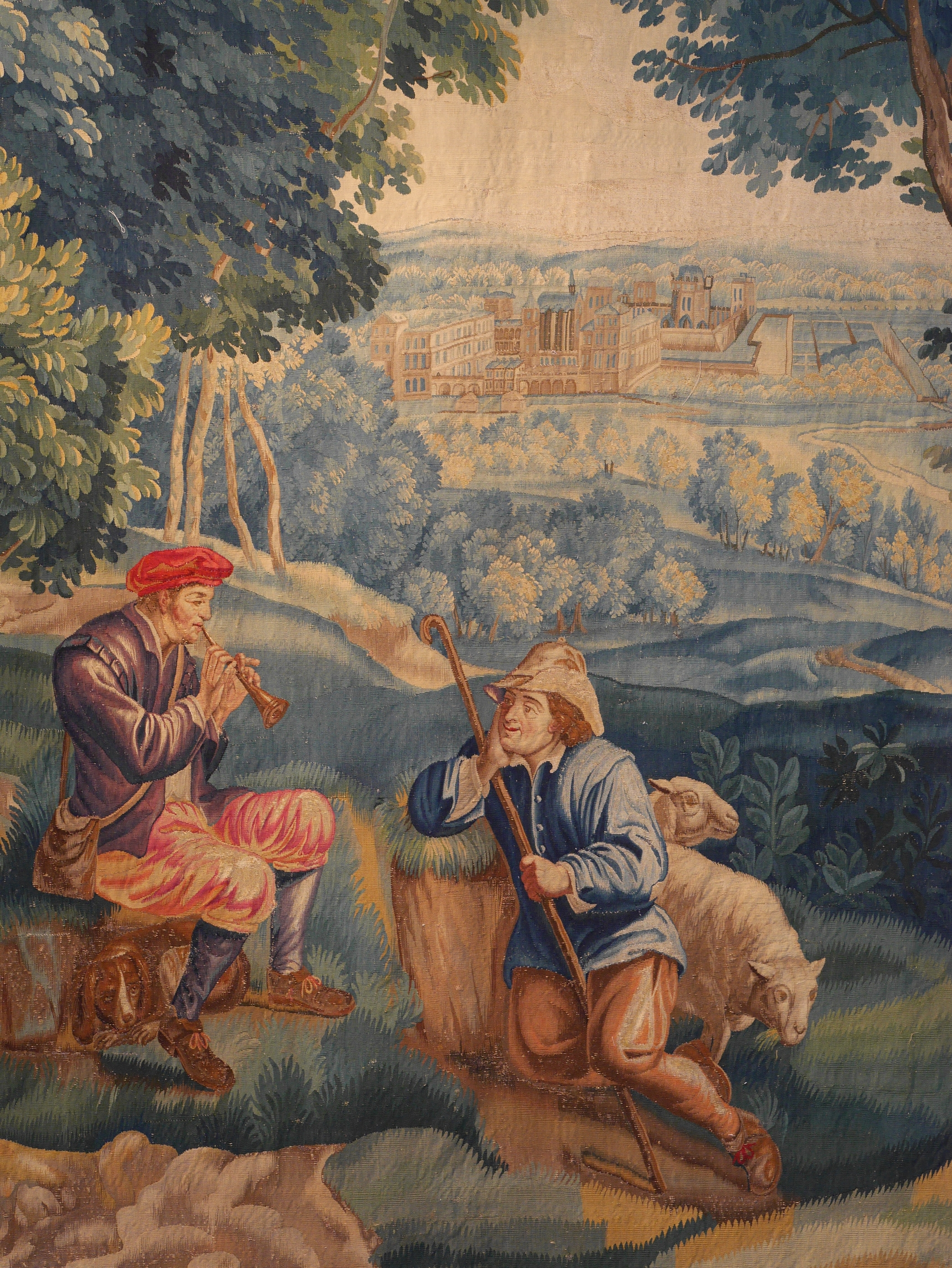
Le repos des bergers
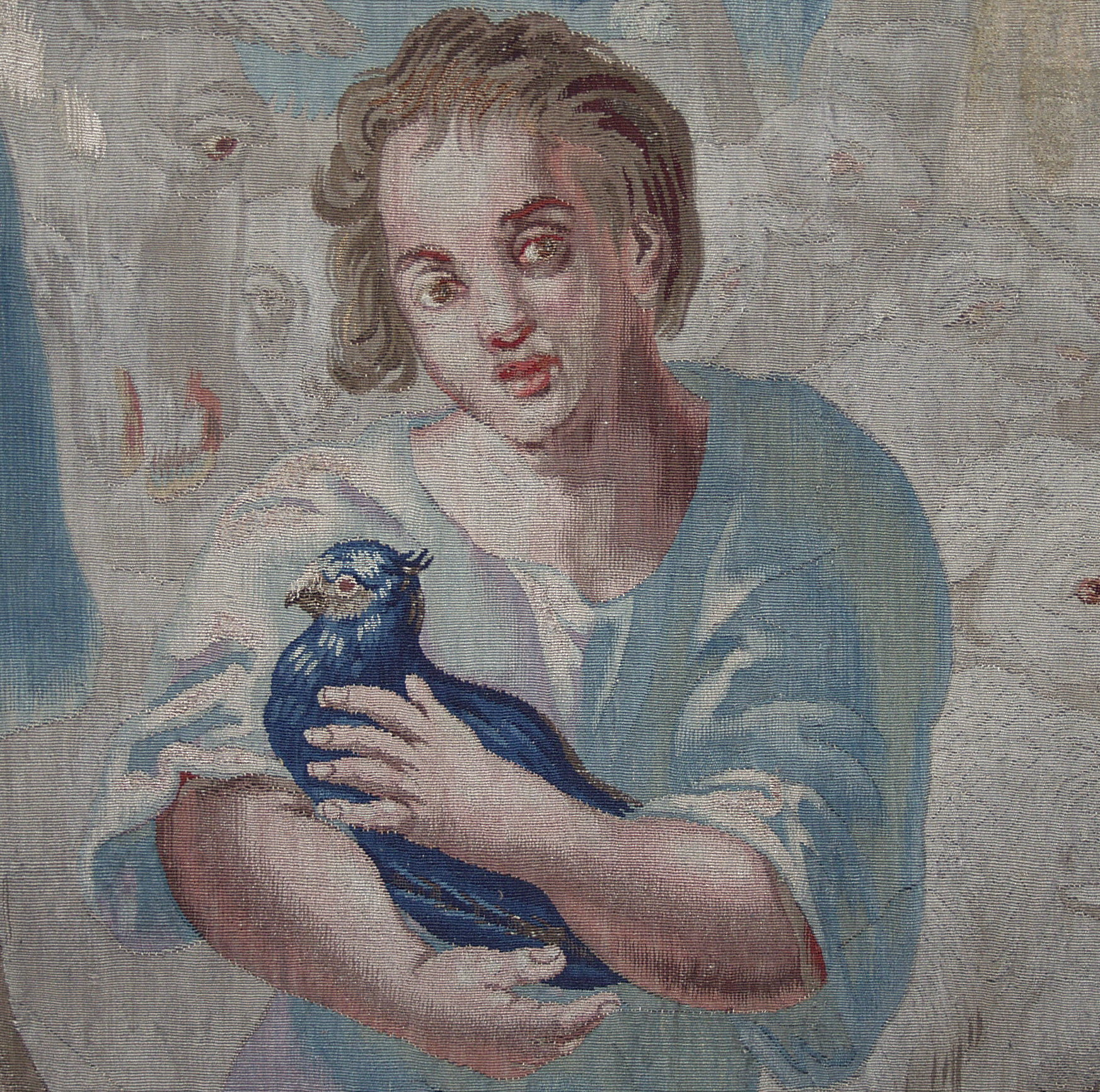
Les marchands chassés du Temple (détail)

### Le fonds textile (période XVe- début XXesiècles)
Le fonds textile comprend des bannières militaires, des drapeaux religieux et associatifs (XVIIIe et XIXe siècles), des vêtements majoritairement féminins et d’enfants (XVIIIe – début 
), des objets composites (par exemple, une crèche du XIXe siècle avec des personnages en cire, tissus et rembourrage), mais aussi un fonds de marionnettes lilloises à tringle (une quarantaine de pièces) datant du dernier quart du XIXe siècle complété un fonds de dentelles des XIXe et XXe siècles.

## Évolution de la muséographie du Musée de l'Hospice Comtesse

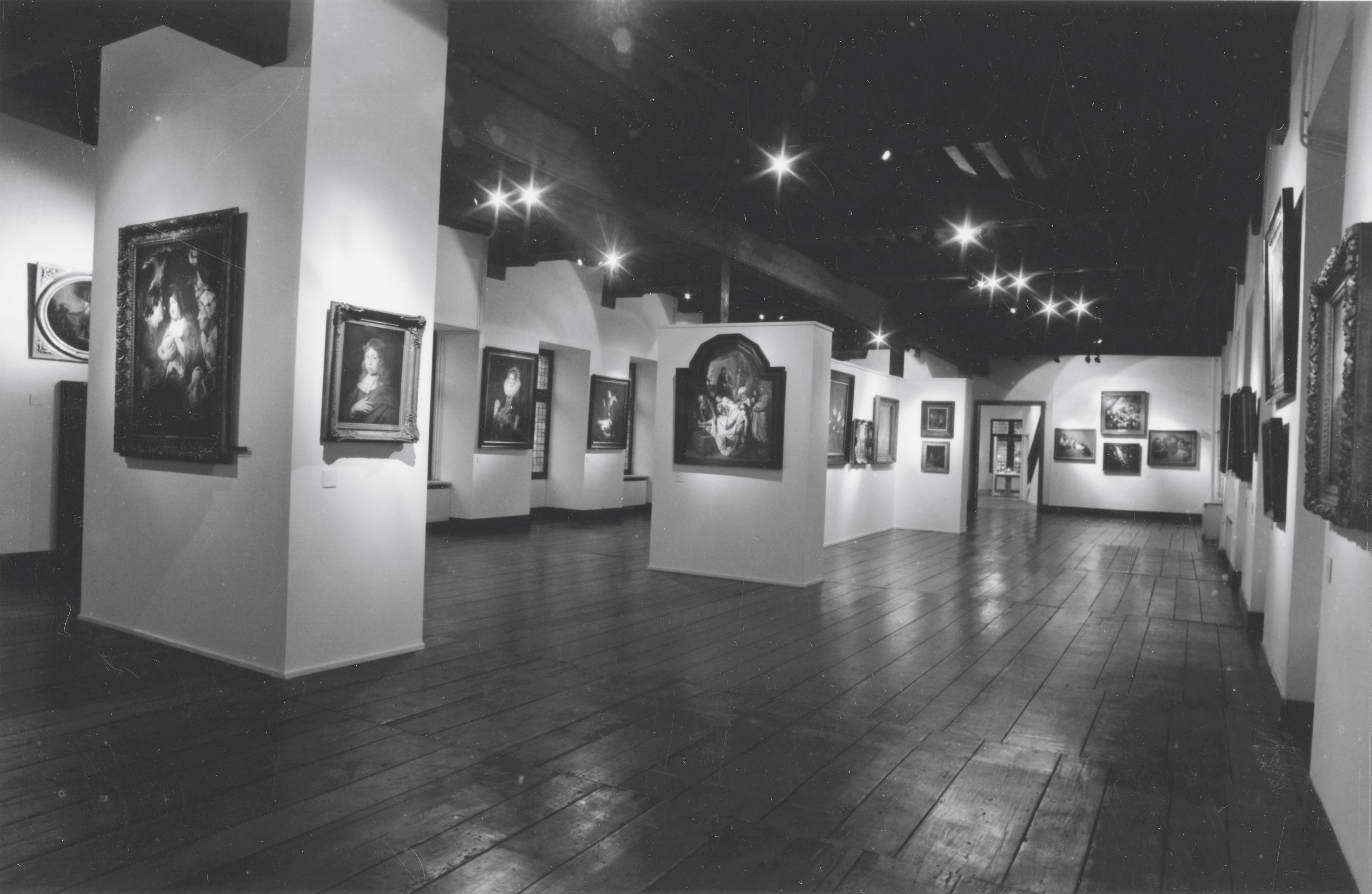
Le dortoir

Depuis les années 2000, la muséographie des collections permanentes a connu plusieurs évolutions (peu de témoignages visuels subsistent de la présentation des années 1970-1990). Les travaux de rénovation du parquet du dortoir de la communauté, des boiseries et des carreaux de l’escalier de la communauté démarrent en janvier 2000.
À l’occasion de l’exposition Lille au XVIIe siècle des Pays-Bas espagnols au Roi-Soleil présentée du 15 septembre au 27 décembre 2000, le rez-de-chaussée est peint en vert et le dortoir en rouge. Dans la pharmacie, une vitrine est construite puis une vaste cimaise au centre du dortoir. À la suite de l’exposition, la muséographie est réinvestie pour la présentation des collections permanentes.

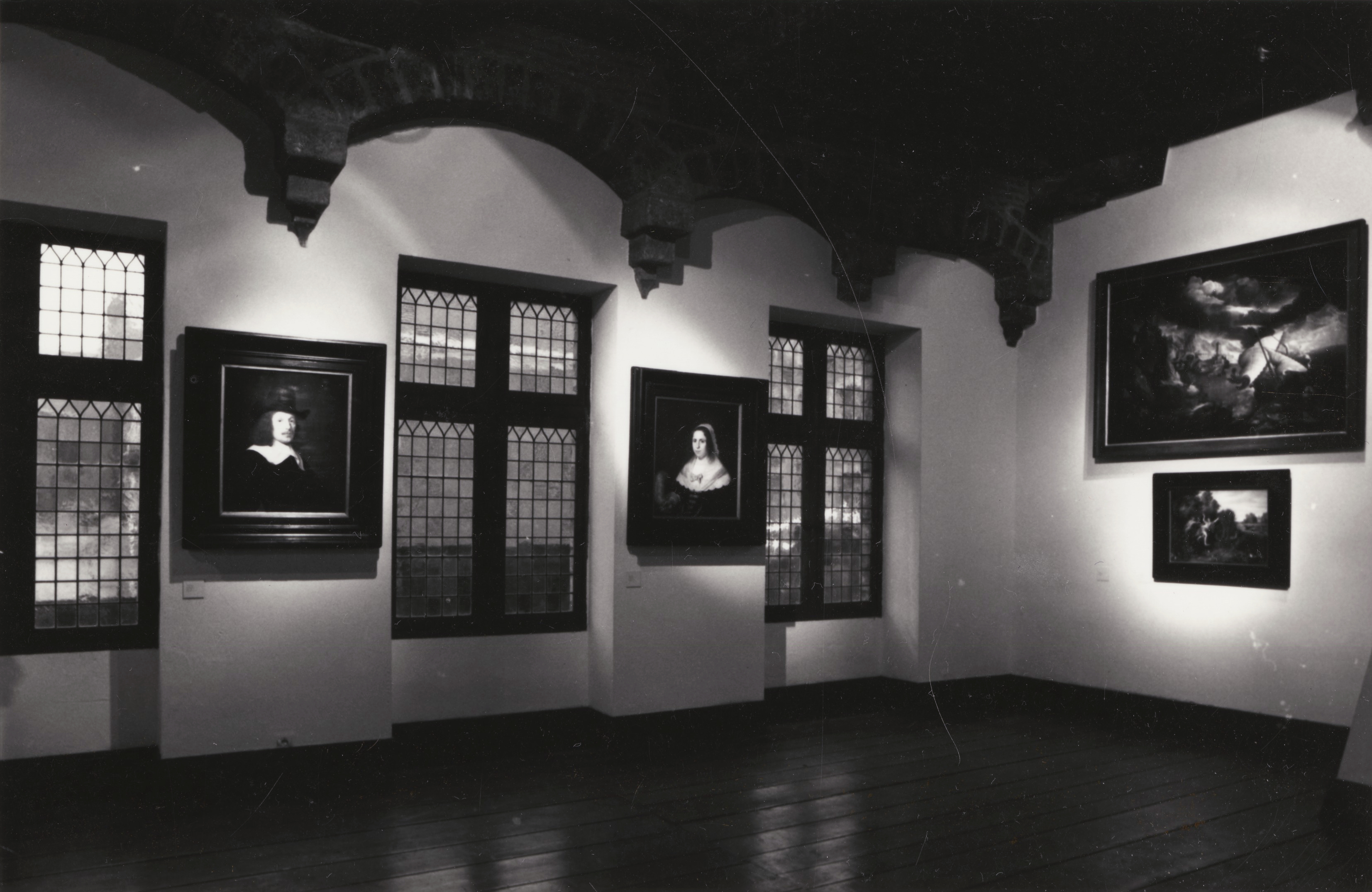
Le dortoir

Les expositions temporaires questionnent régulièrement l’accrochage des collections permanentes. Lors de l’exposition Flower Power, une trentaine de peintures du XVIIe siècle ont été présentées. Fin 2004, les œuvres de la présentation permanente du dortoir regagnent les réserves pour accueillir l’exposition Étrange et familier, architecture et design qui se déploie également dans la salle des malades et la chapelle.
En juin 2006, une nouvelle muséographie est inaugurée sous la direction d’Alain Tapié, proposant une remise en peinture grise de l’ensemble de la communauté, le démontage de la grande vitrine de la pharmacie, la construction de vitrines carrés, l’installation de cimaises évoquant les cellules des religieuses dans le dortoir.
Fin 2021 et début 2022, l’ensemble du rez-de-chaussée est rénové, principalement en raison d’un éclairage insuffisant à moderniser. Dans la pharmacie, un nouveau mobilier est intégré sur le mur de gauche avec la présentation de la peinture La leçon de pharmacie et de plusieurs pots à pharmacie provenant de l’hospice de Seclin. Un mobilier dédié à la médiation multi-sensorielle est également installé au centre de la pièce. La recherche d’une nouvelle médiation dite universelle pour tous se traduit par la création de cartels plus lisibles, la construction de bornes de salles en trois langues (français, anglais et néerlandais), la mise en place d’un emplacement réservé à la médiation jeune public et le déploiement d’une médiation numérique.

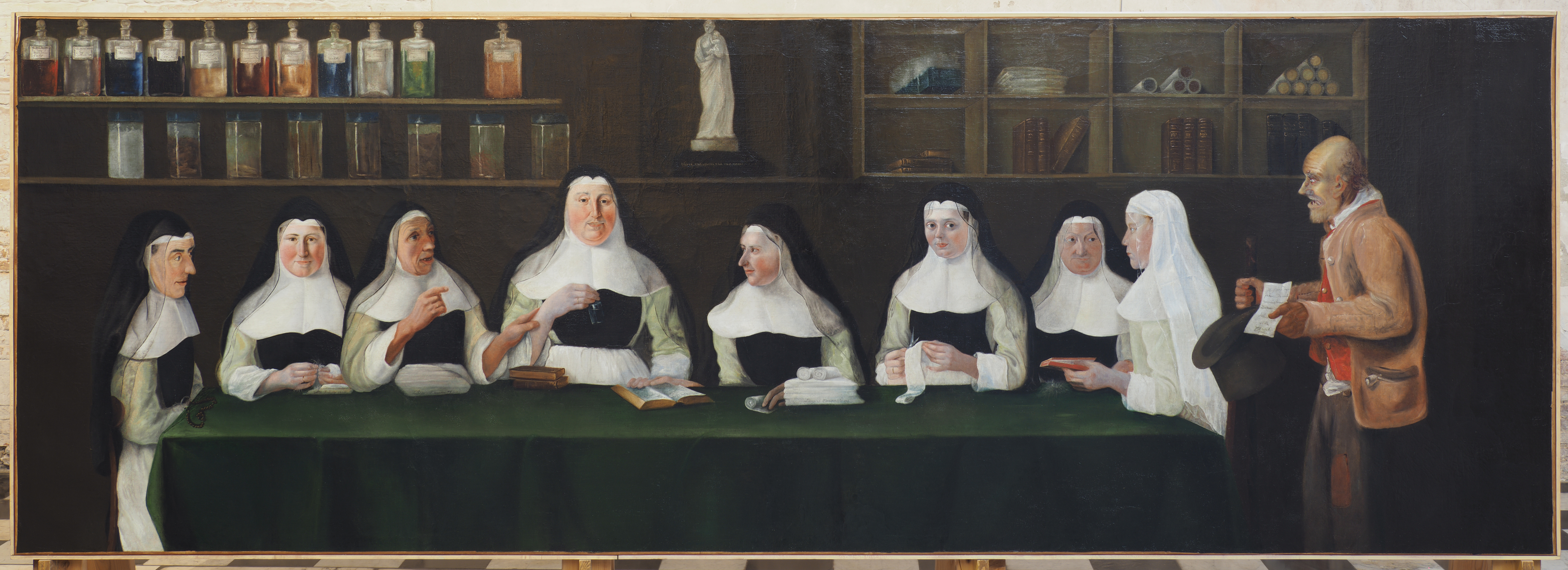
La leçon de pharmacie

Fin 2022 et début 2023, dans la continuité des modification apportées au rez-de-chaussée, le dortoir bénéficie à son tour d’une nouvelle muséographie qui propose la construction de nouvelles cimaises et de nouvelles vitrines et la répartition de l’espace d’exposition en cinq grandes sections : « Une ville, un décor », « Figures du pouvoir », « Vie marchande », « Fêtes et processions » et « Lille et le monde ».

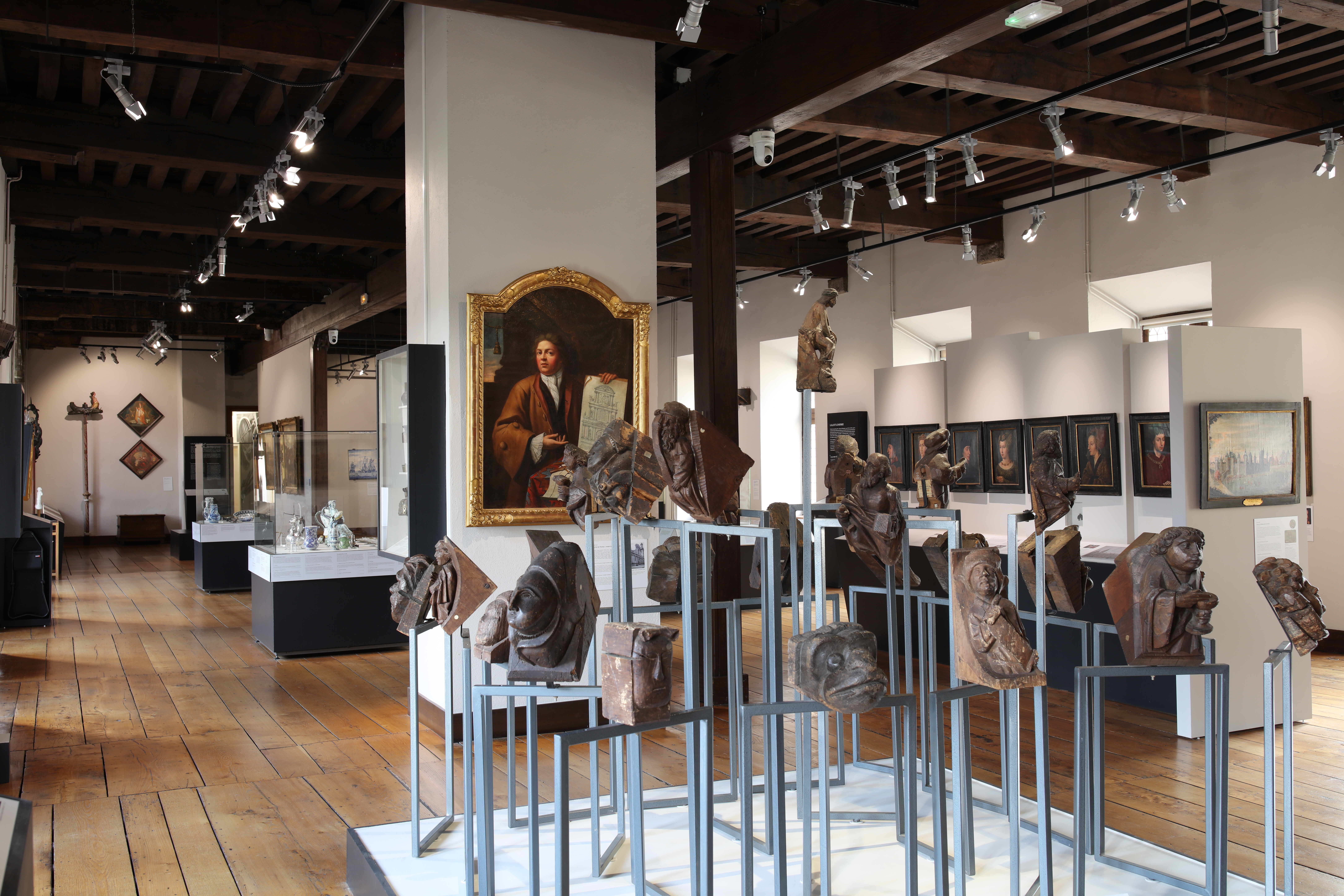
Le dortoir
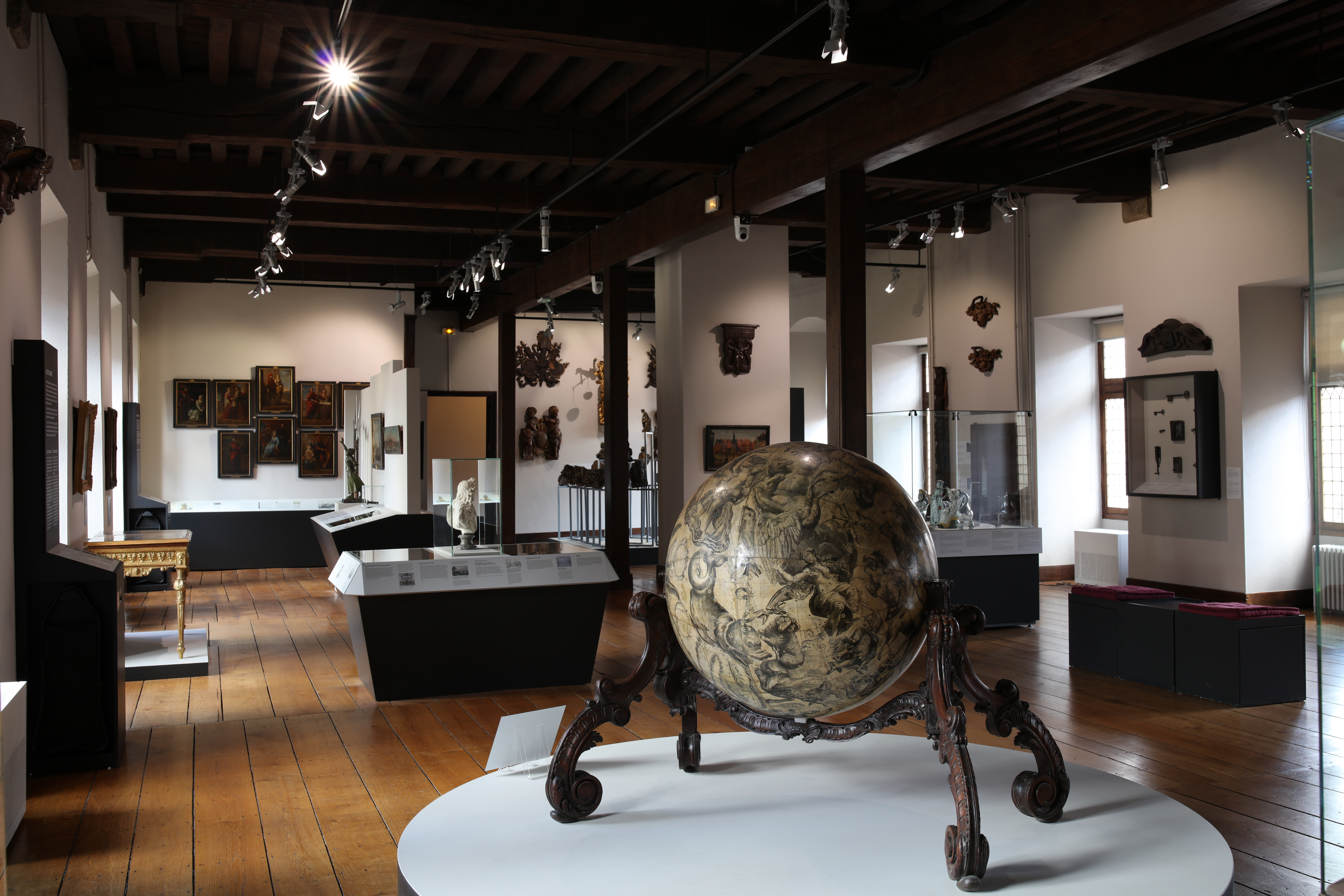
Le dortoir

### Le bâtiment de la communauté
La diversité architecturale de l’Hospice Comtesse, ainsi que son passé conventuel et hospitalier, son inscription au cœur de la ville et les liens entretenus au fil des siècles avec les comtes de Flandre et leurs successeurs, en font un site de mémoire. Les collections devaient donc s’articuler autour de cette richesse de manière à inviter le visiteur, passant de pièce en pièce, à se laisser imprégner à la fois par la spiritualité des lieux et l’atmosphère d’une maison flamande. Au premier étage, le musée propose un parcours illustrant la vie sociale et culturelle principalement à Lille aux XVIIe et XVIIIe siècles.

#### La cuisine

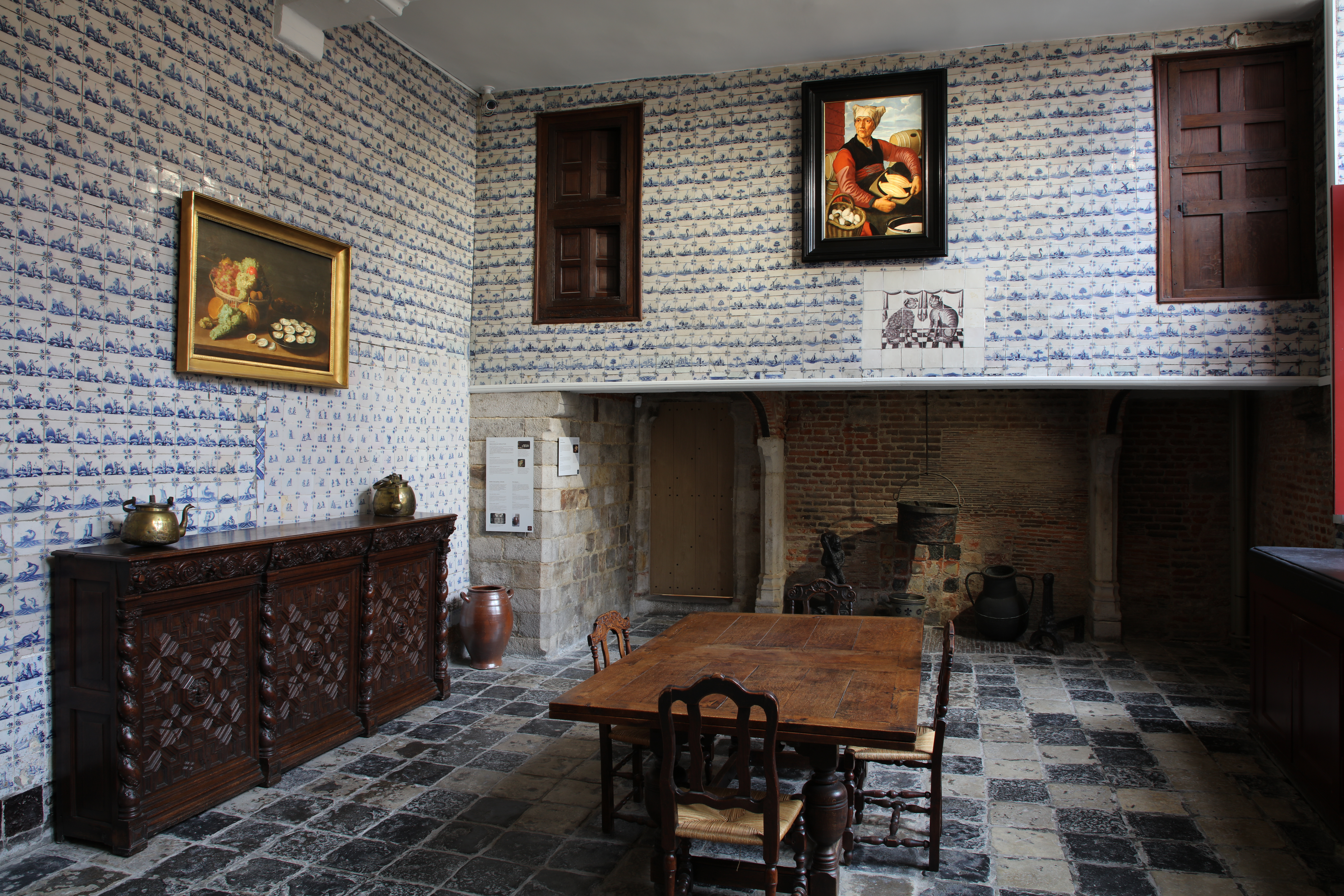
La cuisine

Le rez-de-chaussée du bâtiment de la communauté des augustines a été construit entre 1477 et 1482. L’emploi de la brique, du grès et de la pierre de Lezennes ainsi que la forme des ouvertures suggèrent une influence du Palais Rihour de Lille bâti entre 1453 et 1473 à l’initiative de Philippe Le Bon (1396-1467).
La cuisine évoque l’intimité des maisons flamandes du XVIIe siècle, notamment avec son pavement en dalles de Tournai et ses murs recouverts de carreaux de faïence de Lille peints à la main en camaïeu bleu cobalt, proposant des thèmes variés tels que des paysages pastoraux, des monstres marins, des bergers/bergères et des jeux d’enfants. Ces carreaux de faïence ont probablement été fabriqués à la manufacture Wamps-Masquelier établie à Lille, avec l’autorisation du Magistrat de la ville en 1740, à l’initiative de Jean-Baptiste Wamps. Spécialisée dans la production de carreaux de faïence « à la manière de Hollande », cette manufacture effectue plusieurs livraisons à l’Hospice Comtesse en 1745 et 1752.
Dans cette cuisine, les religieuses préparaient les repas des malades et de la communauté. Il est facile d’imaginer la cuisson de la nourriture dans la vaste cheminée au-dessus de laquelle des vantaux de bois rappellent la présence d’anciens fumoirs à viande ou à poisson. Sous les hautes fenêtres à petits carreaux, un meuble bas surmonté d’un bloc de pierre pouvait servir à la fois de table de découpe et de garde-manger. Un buffet à trois portes, de forme oblongue, complète le mobilier de la pièce. Rare au XVIIe siècle, ce meuble en chêne était généralement fabriqué aux dimensions de la pièce. Il présente des colonnes torses qui l’apparente aux dresches conservés dans les hôpitaux de Bruges.

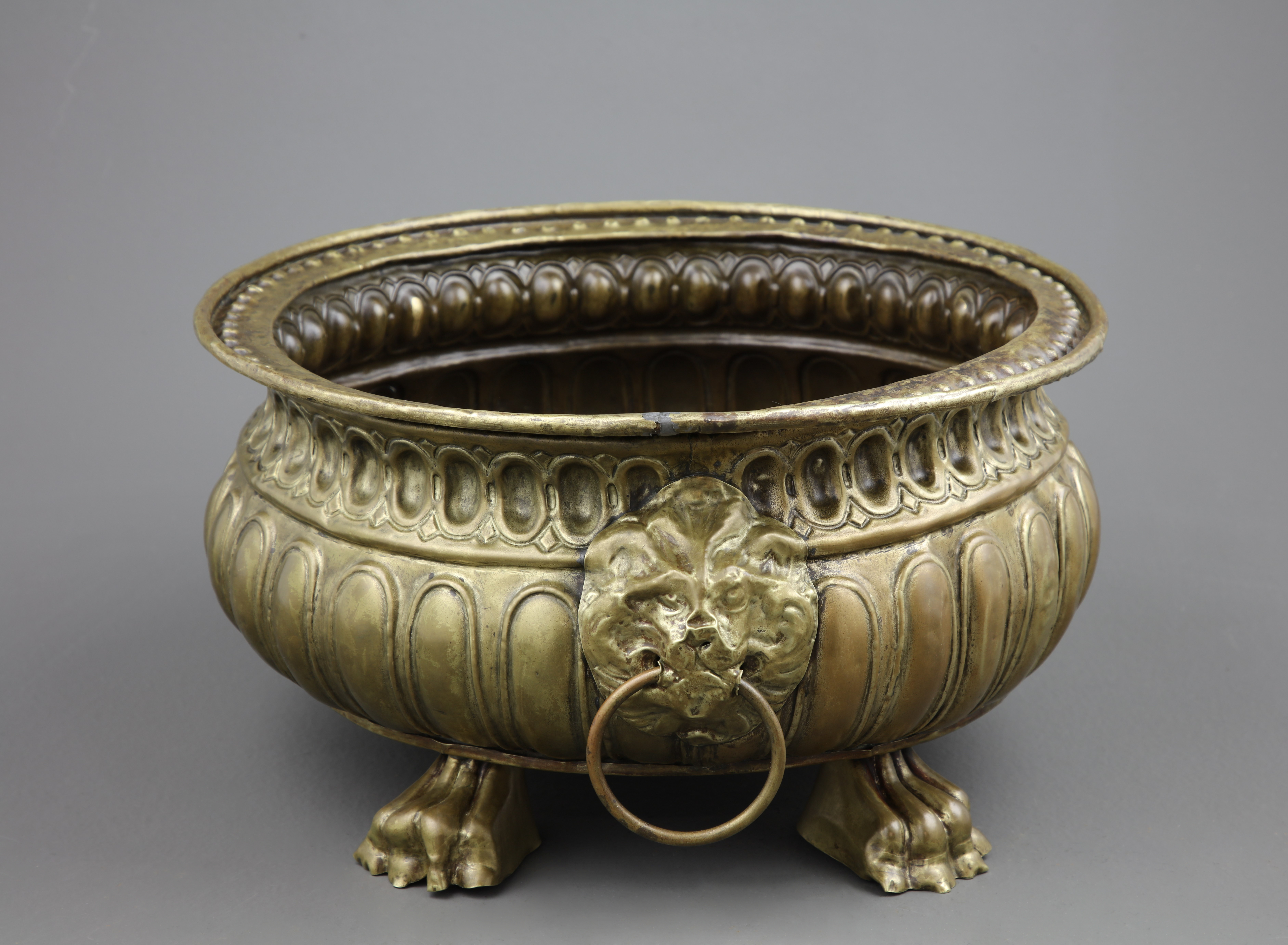
Rafraîchissoir

Parmi les objets susceptibles d’être utilisés au XVIIe siècle, un rafraîchissoir en cuivre rappelle la manière dont les boissons étaient gardées au frais avant l’apparition des premières machines frigorifiques au XIXe siècle. Remplis d’eau froide ou de glace en hiver, ces récipients étaient présents sur les tables des élites, notamment entre le XVIe et le XIXe siècle. Ils rappellent le goût des convives pour la consommation du vin frais. En l’absence de glace, il était courant d’utiliser du sel marin ou du « sel ammoniac ». Certains rafraîchissoirs étaient richement ornés (figures en relief, incrustations d’émaux) mais la plupart était en cuivre, tel celui du musée, au décor à godrons, avec deux mufles de lion portant les anneaux de suspension et quatre pieds en forme de pattes de lion.

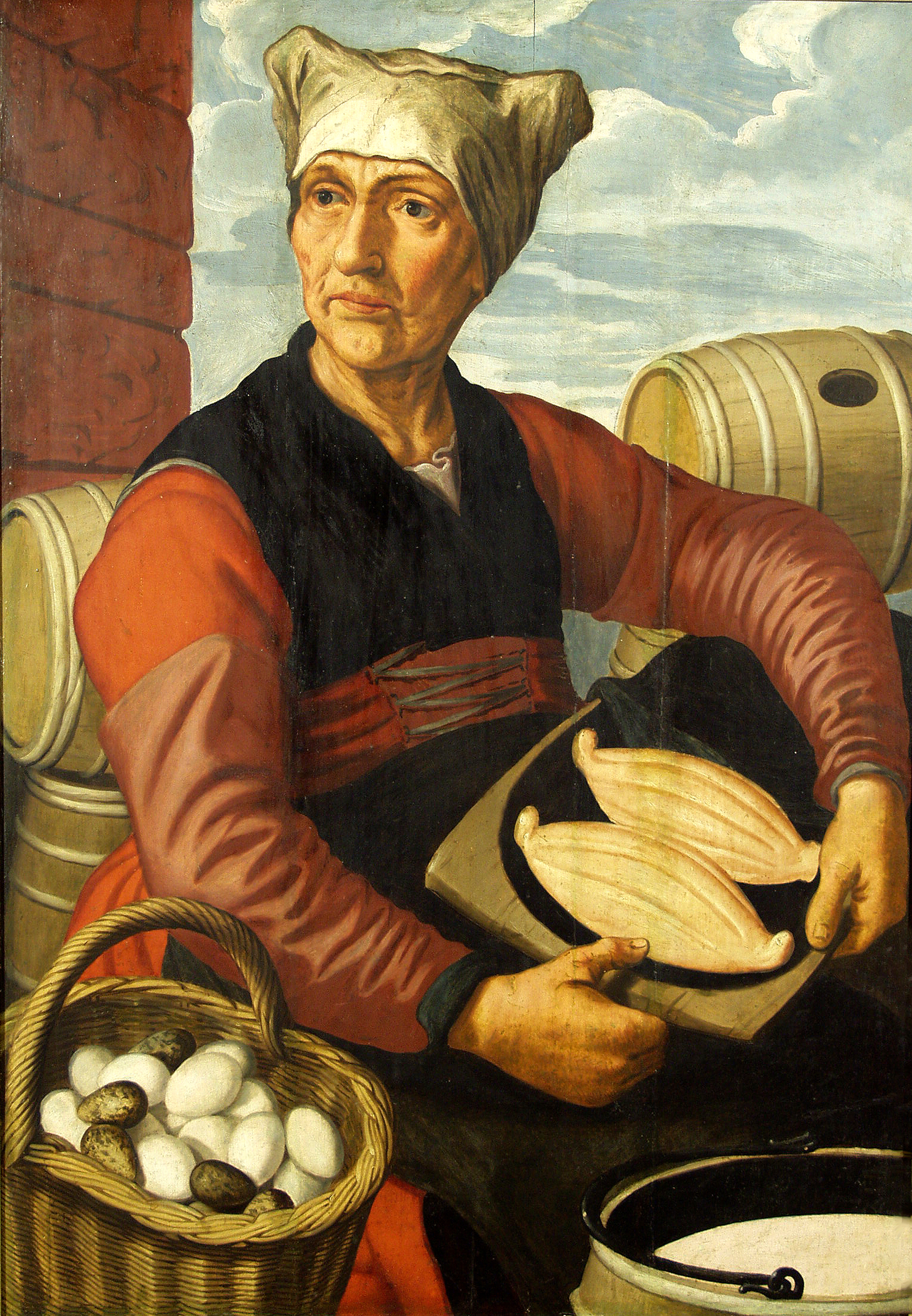
Fermière hollandaise

L’arrière-cuisine servait à la préparation des victuailles et à la découpe de la viande. Les carreaux de faïence blancs et brun violacé, placés à la manière d’un damier, recouvrent les murs. Quatre panneaux décoratifs formés de carreaux juxtaposés représentent un coq face à une poule, deux papegais (oiseau apparenté à un perroquet), un vase de fleurs et une corbeille de fruits. Quelques carreaux en terre vernissée datant vraisemblablement du XVe siècle subsistent dans cet espace qui n’est pas ouvert au public.

Les meubles et les œuvres rassemblés dans les salles de la communauté ont pour objectif de restituer la spiritualité des lieux mais aussi l’ambiance d’une maison flamande des XVIIe – XVIIIe siècles et les mœurs de l’époque. À titre d’exemple, la peinture intitulée Fermière hollandaise (1543) de Pieter Aertsen (1508-1575) présente une scène profane traduisant de façon réaliste une activité quotidienne et familière de l’époque. L’œuvre mêle l’art du portrait et de celui de la nature morte, représentant une fermière, vêtue en costume local, entourée de sa production destinée à la vente : œufs, lait, tonneaux de bière ou de vin et entre ses mains, dans un plat, deux portions de beurre moulé. Le cadrage serré met en valeur cette femme du peuple et permet de faire ressortir une imposante nature morte aux tons vifs et francs, reflet de l’originalité du maniérisme hollandais.

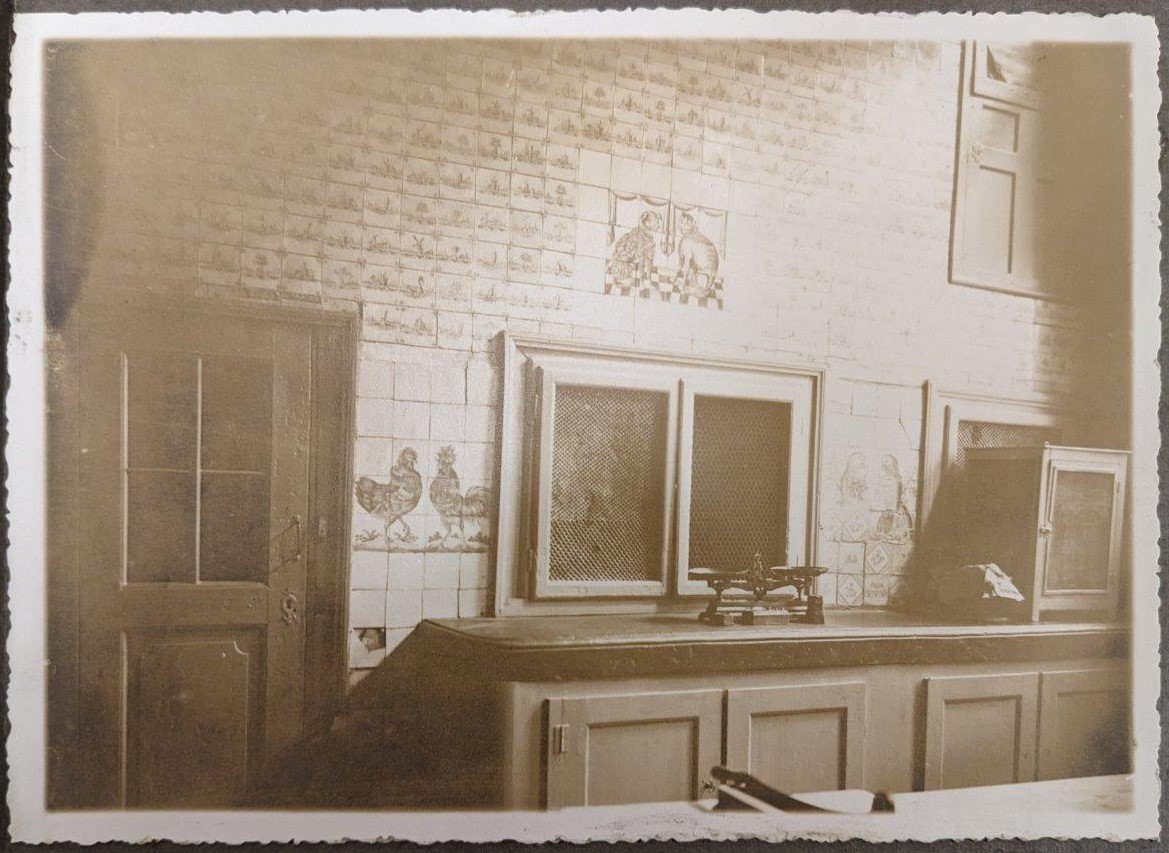
La cuisine, début XXe siècle
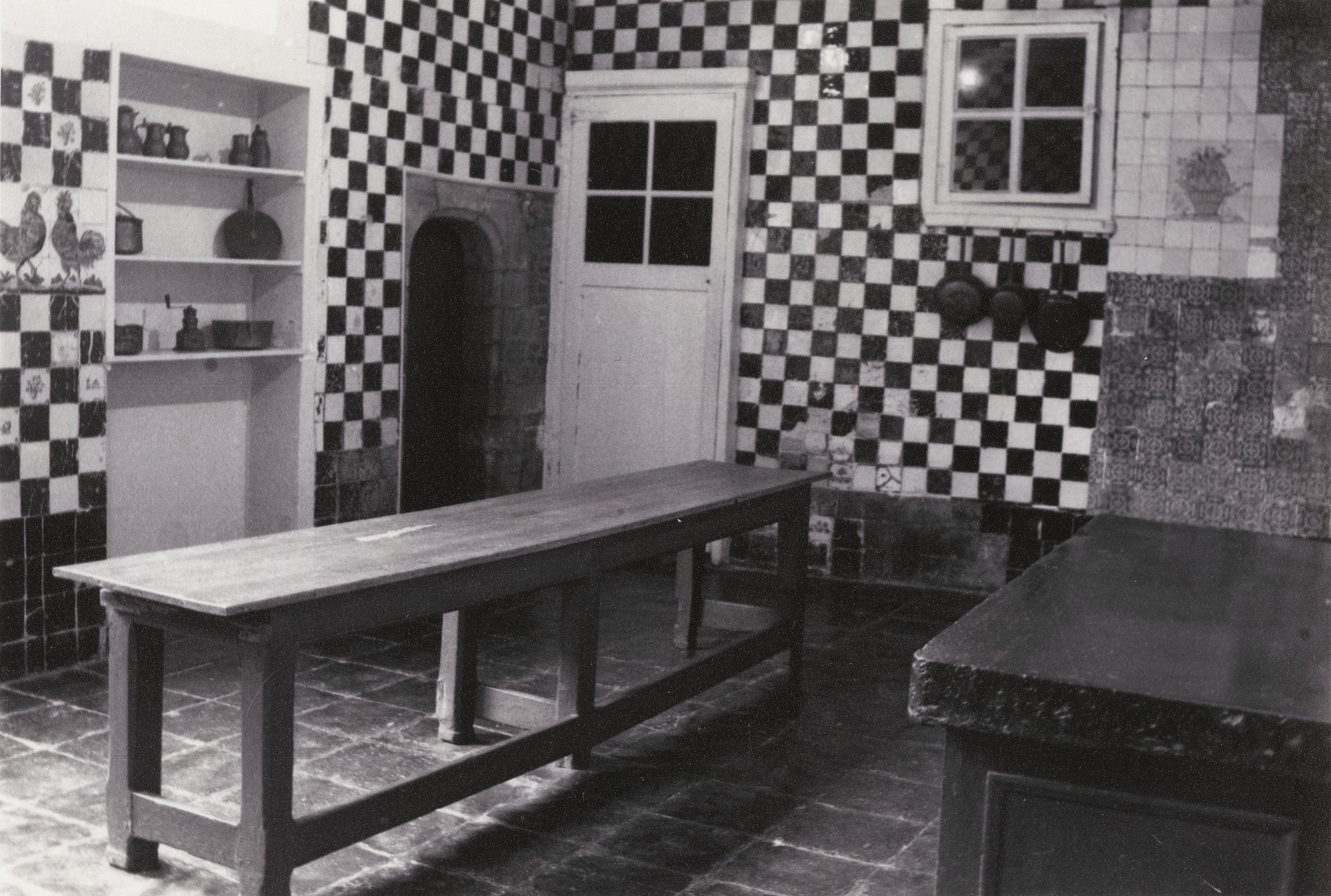
La cuisine, 1995.
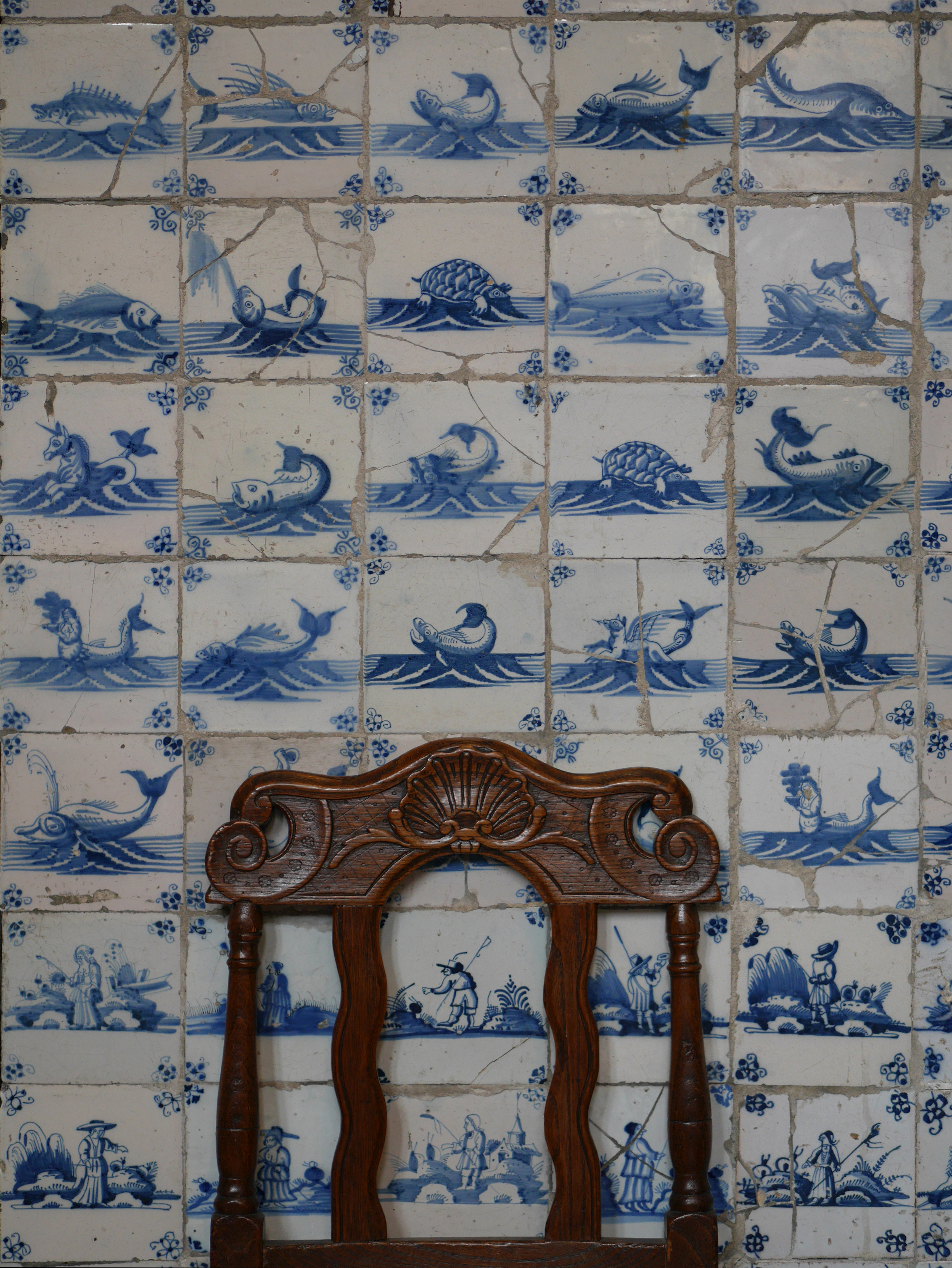
Carreaux de faïence

#### Le réfectoire

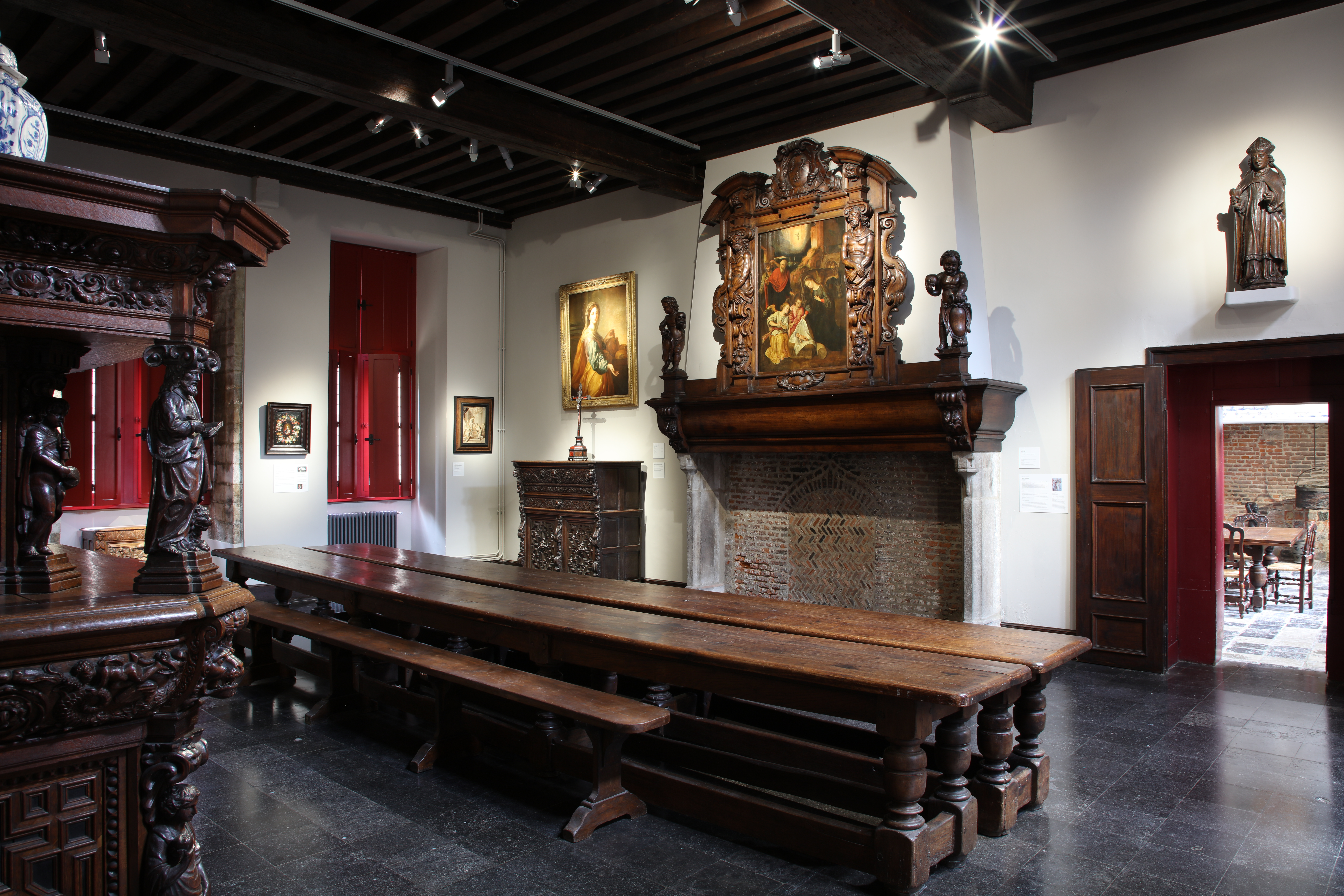
Le réfectoire

Dans le réfectoire situé au rez-de-chaussée, les religieuses prenaient leur repas en silence pendant que l’une d’elles lisait des passages de la Bible, assise en hauteur sur une chaise de lecture. Le mobilier et les objets, d’inspiration religieuse, restituent l’ambiance solennelle de cet ancien hôpital. Un bahut-crédence (ribbank) de création anversoise et un buffet à deux corps (dit troonkast) présentent un répertoire iconographique semblable à celui développé sur les façades lilloises des XVIIe et XVIIIe siècles : guirlandes de fruits, cornes d’abondance, termes.

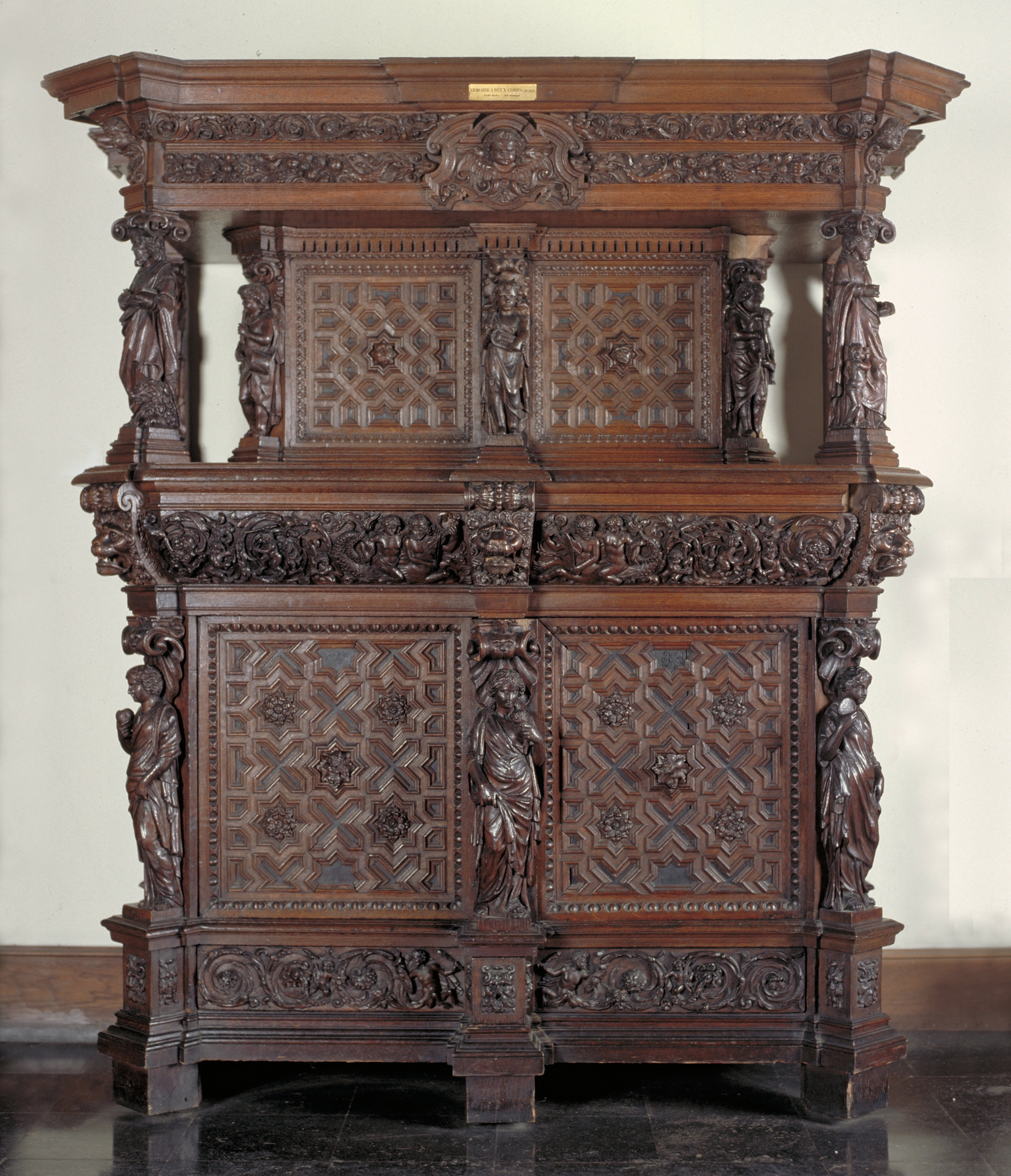
Buffet à deux corps (Troonkast)

Le bahut-crédence ou ribbank (1661), est un standard de l’habitat domestique du XVIIe siècle. Utilisé principalement pour la vaisselle, les livres ou les aliments à conserver, ce meuble porte également le nom de buffet à deux corps (un corps inférieur plein est surmonté d’un corps moins profond) s’inspirant de modèles publiés dans des recueils d’estampes diffusés par l’imprimerie. Son abondant décor évoque celui de la Renaissance. Dans la partie supérieure, les quatre évangélistes sont représentés avec leur attribut : Jean (l’aigle), Marc (le lion), Matthieu (l’ange) et Luc (le bœuf) ; ils supportent l’entablement supérieur en console composé de deux frises décorées de rinceaux de fruits. Dans la partie inférieure, le tiroir médian est orné de frises entremêlant des divinités marines jouant de la viole, des rinceaux, des amours et des animaux fantastiques.
Une statue de saint Augustin, réalisée en chêne au XVIe siècle, rappelle que la communauté religieuse observait, depuis 1245, la règle de saint Augustin. Pendant près de six siècles, cette règle de vie a été lue chaque semaine par et pour les religieuses. Elle devait permettre l’unité communautaire des sœurs, dans la concorde et la charité. Les sœurs devaient obéissance au maître et à la prieure. Elles vivaient dans la chasteté et ne possédaient rien en propre. Elles se soumettaient régulièrement à de nombreuses pratiques austères et ascétiques, faites de jeûne et d’abstinence, et leur journée se partageait entre les devoirs religieux et les soins aux malades.

#### Le parloir et les appartements de la prieure

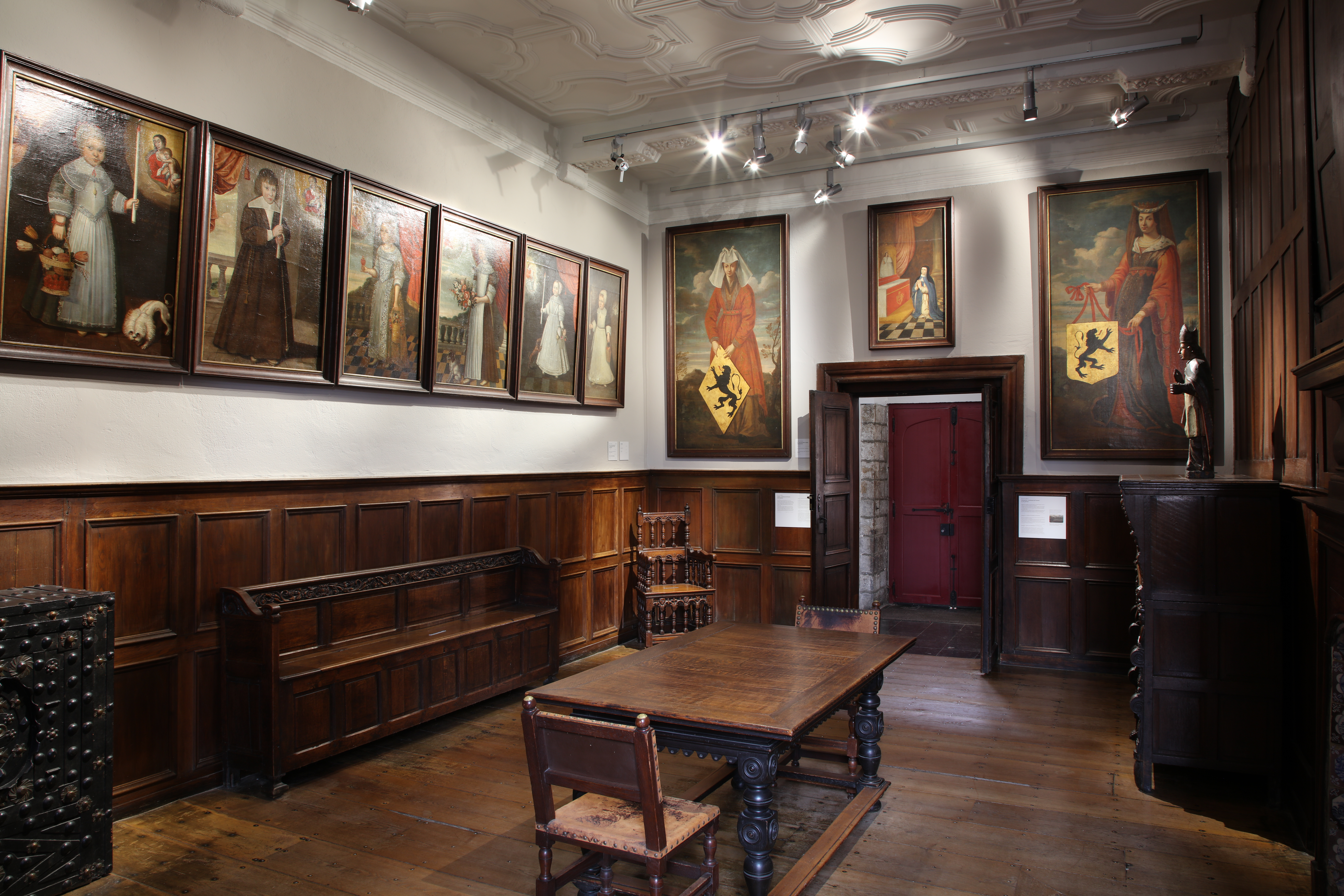
Le parloir

À la tête de la communauté des augustines, un maître et une prieure veillaient aux intérêts de l’hôpital ainsi qu’au bon fonctionnement du règlement monastique. Dans le parloir, la prieure recevait en audience privée ses invités de marque, des visiteurs de passage et les familles des religieuses. Cette pièce dégage une atmosphère intimiste principalement en raison de la présence de boiseries du XVIIe siècle. Dans la continuité de la pièce, un bureau (ou petit salon), un vestiaire et un oratoire composent les appartements de la prieure. Parmi les meubles exposés dans le parloir, un banc-coffre, possédant la double fonction de siège et de rangement, était traditionnellement présent dans les hôpitaux.

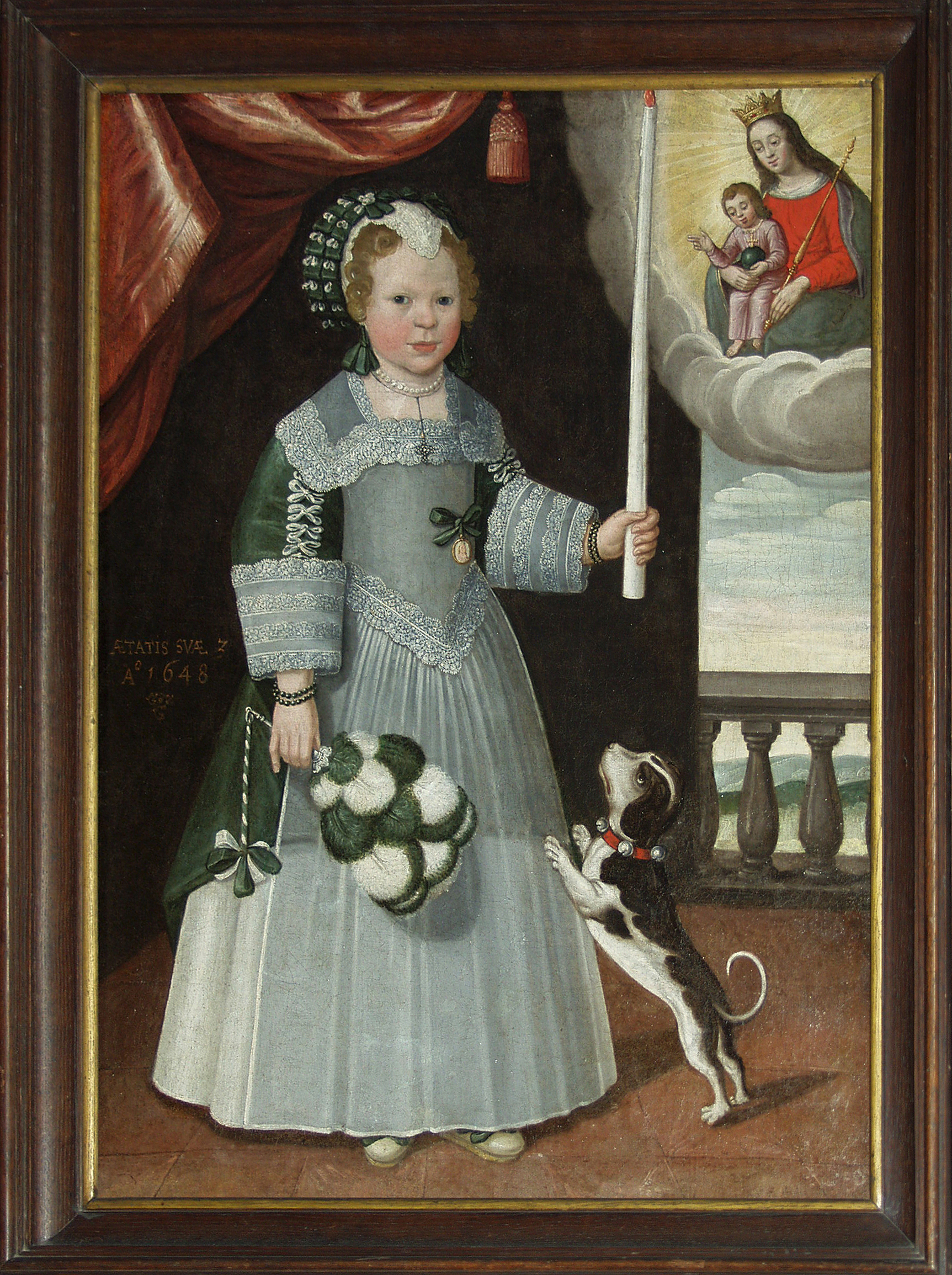
Ex-voto provenant de la chapelle Notre-Dame d'Assistance de Lille (XVIIe siècle)

Sur les murs, huit ex-votos peints rappellent la piété populaire du XVIIe siècle. Offerts à la Vierge en remerciement de la guérison ou du sauvetage d’un enfant, ces ex-votos étaient déposés dans la chapelle Notre-Dame d’Assistance à Lille, bâtie en 1640 grâce aux dons des fidèles sur le quai de la basse Deûle, à l’emplacement de l’ancienne chapelle du palais des comtes de Flandre, Notre-Dame « juxta aulam », dont seule une statue de la Vierge avait été conservée. Cette dernière avait la réputation d’accorder sa protection à ceux qui la priaient. Elle bénéficiait aussi d'une importante ferveur populaire, notamment parmi les ouvriers du rivage.
De part et d’autre de la porte d’entrée du parloir, deux portraits représentent les comtesses Jeanne et Marguerite de Flandre. Peintes entre 1681 et 1682 par Alexis du Rietz, ces deux œuvres permettent de rappeler le rôle de ces deux sœurs dans le développement de Lille, des comtés de Flandre et du Hainaut et dans la création d’œuvres charitables. L’administration de Jeanne de Flandre est toutefois marquée par des rapports conflictuels avec sa sœur cadette. Le mariage de Marguerite de Flandre avec Bouchard d’Avesnes, bailli du Hainaut, n’est pas accepté par le roi de France Philippe Auguste qui dénonce, auprès du pape Innocent III, une union illégale en raison du titre de sous-diacre que Bouchard aurait obtenu (voir page article détaillé sur Jeanne de Constantinople).
En 1215, le souverain pontife accepte d’annuler le mariage mais les deux époux se réfugient chez le duc de Luxembourg au château d’Houffalize dans les Ardennes où naissent leurs fils, Jean et Baudouin. Cette descendance pose la question de la succession et accentue les conflits entre les deux sœurs. Bouchard est capturé en 1219 lors d’une chevauchée en Flandre contre Jeanne de Flandre et accepte, deux ans plus tard, de renoncer à son mariage avec Marguerite. À la suite de leur séparation, Bouchard est libéré. Jeanne de Flandre convainc sa sœur d’épouser Guillaume de Dampierre.

Cependant, en 1225, un ermite vivant dans la forêt entre Valenciennes et Tournai, affirme être le comte Baudouin, le père de Jeanne et Marguerite de Flandre. Il serait parvenu à échapper aux Bulgares après vingt ans de captivité. Il revendique alors la restitution par Jeanne de Flandre de ses droits de souveraineté sur les comtés de Flandre et du Hainaut. Or, le 30 mai 1225, Louis VIII venu à la rencontre du prétendu comte, découvre qu’il s’agit d’un imposteur. Bouchard d’Avesnes pourrait être à l’origine de ce complot puisque le faux Baudouin aurait reconnu les droits légitimes de ses fils comme héritiers des deux comtés (voir la section “Retour de Baudouin” dans l’article détaillé sur Jeanne de Constantinople).

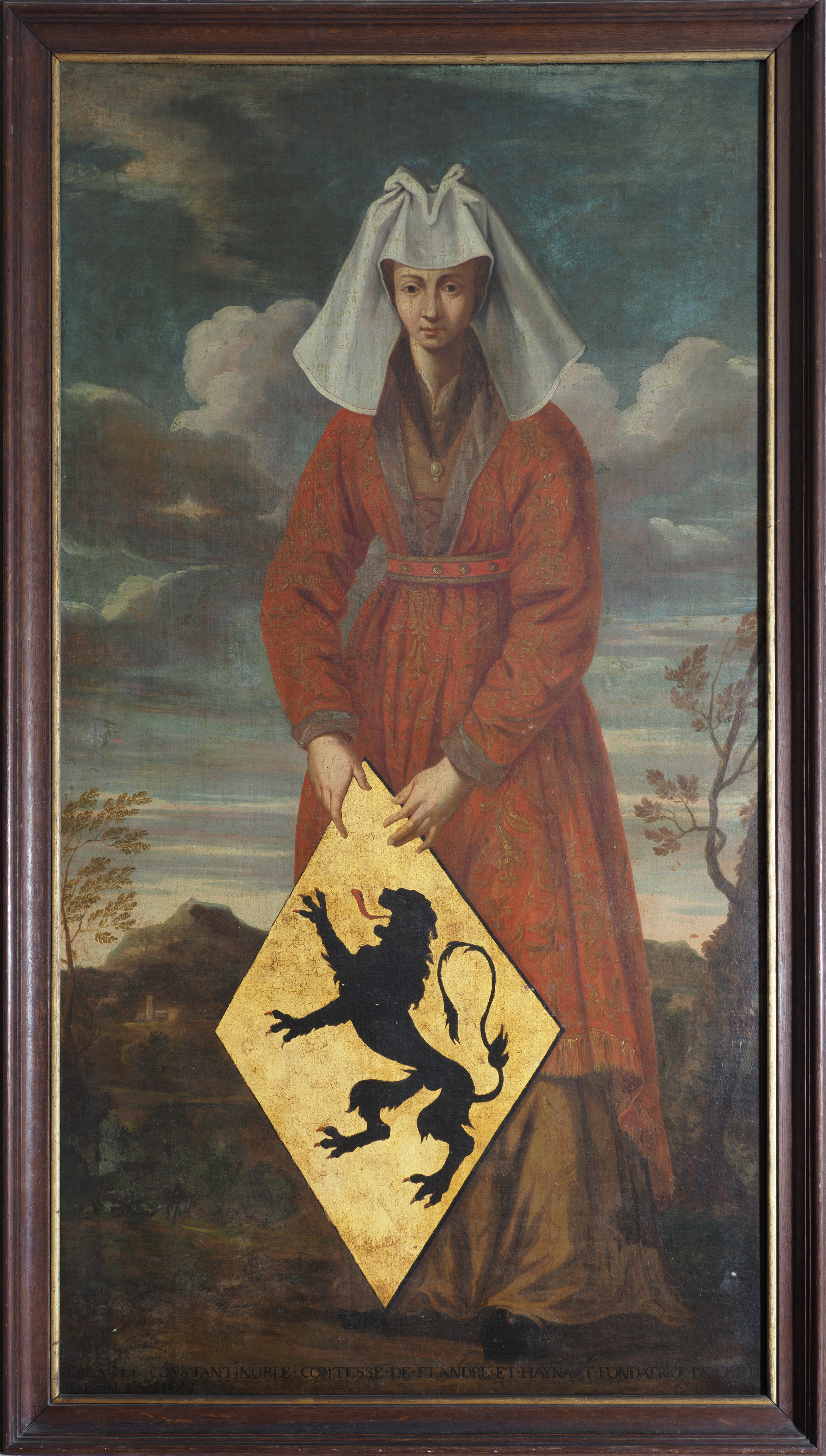
Portrait de la Comtesse Jeanne de Constantinople
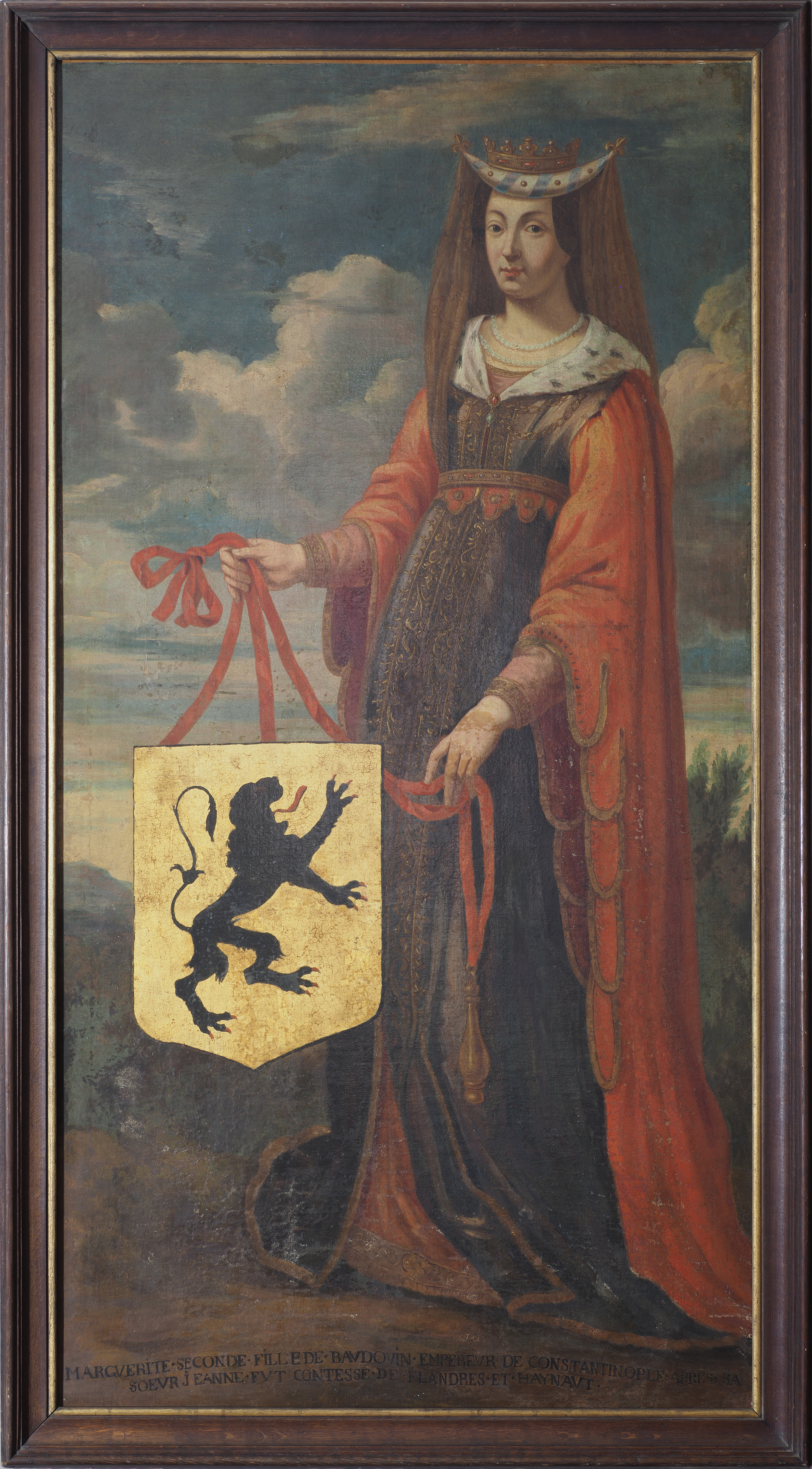
Portrait de la Comtesse Marguerite de Flandre

#### La pharmacie

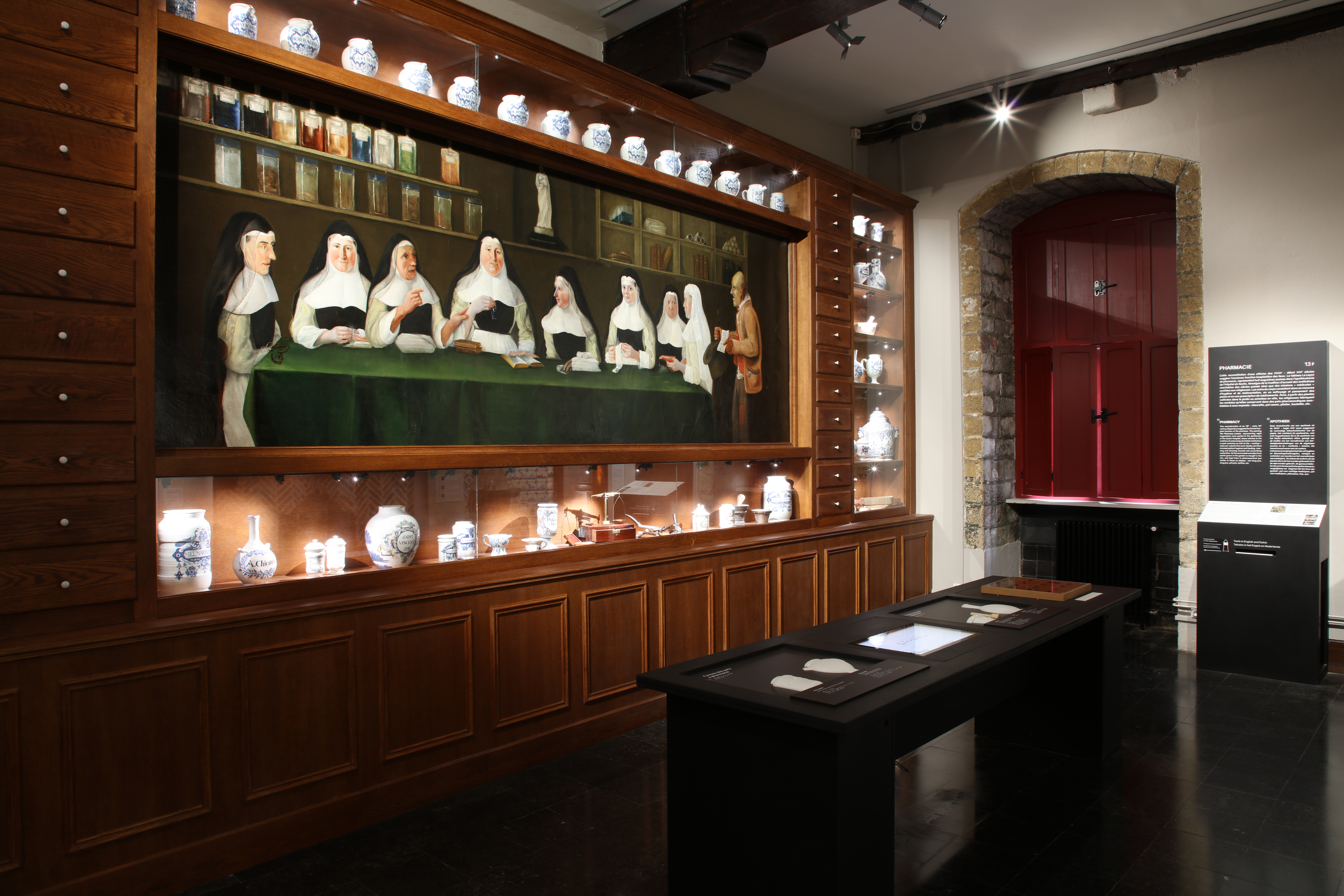
La pharmacie

Cette pièce rappelle la fonction hospitalière des lieux par la reconstitution d’une officine telle qu’elle pouvait être au XVIIIe et au début du XIXe siècle. Un tableau intitulé La leçon de pharmacie représente huit augustines dans l’apothicairerie de l’hôpital de Seclin accueillant, selon la tradition des institutions charitables des siècles passés, une personne malade. Des mesures d’hygiène et de réalimentation constituaient la priorité dans les soins apportés aux malades. Ces soins incluaient également un nettoyage et le pansement des plaies, ainsi qu’une prescription de médicaments. Les augustines disposaient d’un jardin médicinal où les plantes cultivées, auxquelles pouvaient s’ajouter des plantes achetées en ville, permettaient de fabriquer des remèdes qu’elles conservaient dans des pots pharmaceutiques semblables à ceux exposés : chevrette, pot canon, pilulier, bouteille, etc.

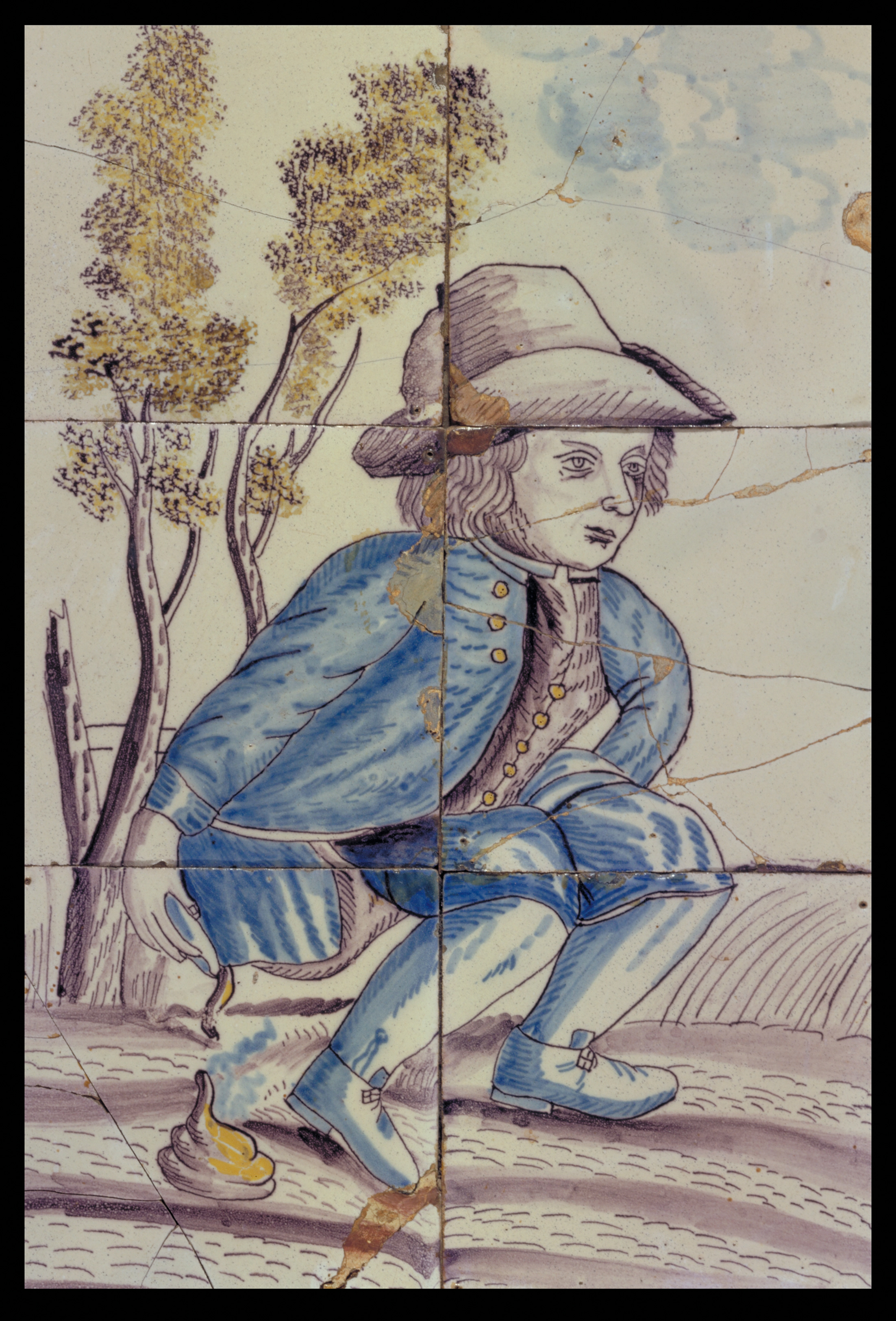
Panneau de carreaux "crotteux"

Cette salle met à disposition une table de médiation sur laquelle le visiteur est invité à deviner par la vue ou l’odorat des ingrédients qui faisaient partie de la recette de la Thériaque, un remède universel issu de l’Antiquité gréco-romaine et qui, jusqu’au XVIIIe siècle, est une incontournable panacée. En fonction des recettes, la Thériaque était composée de plus ou moins 80 ingrédients.

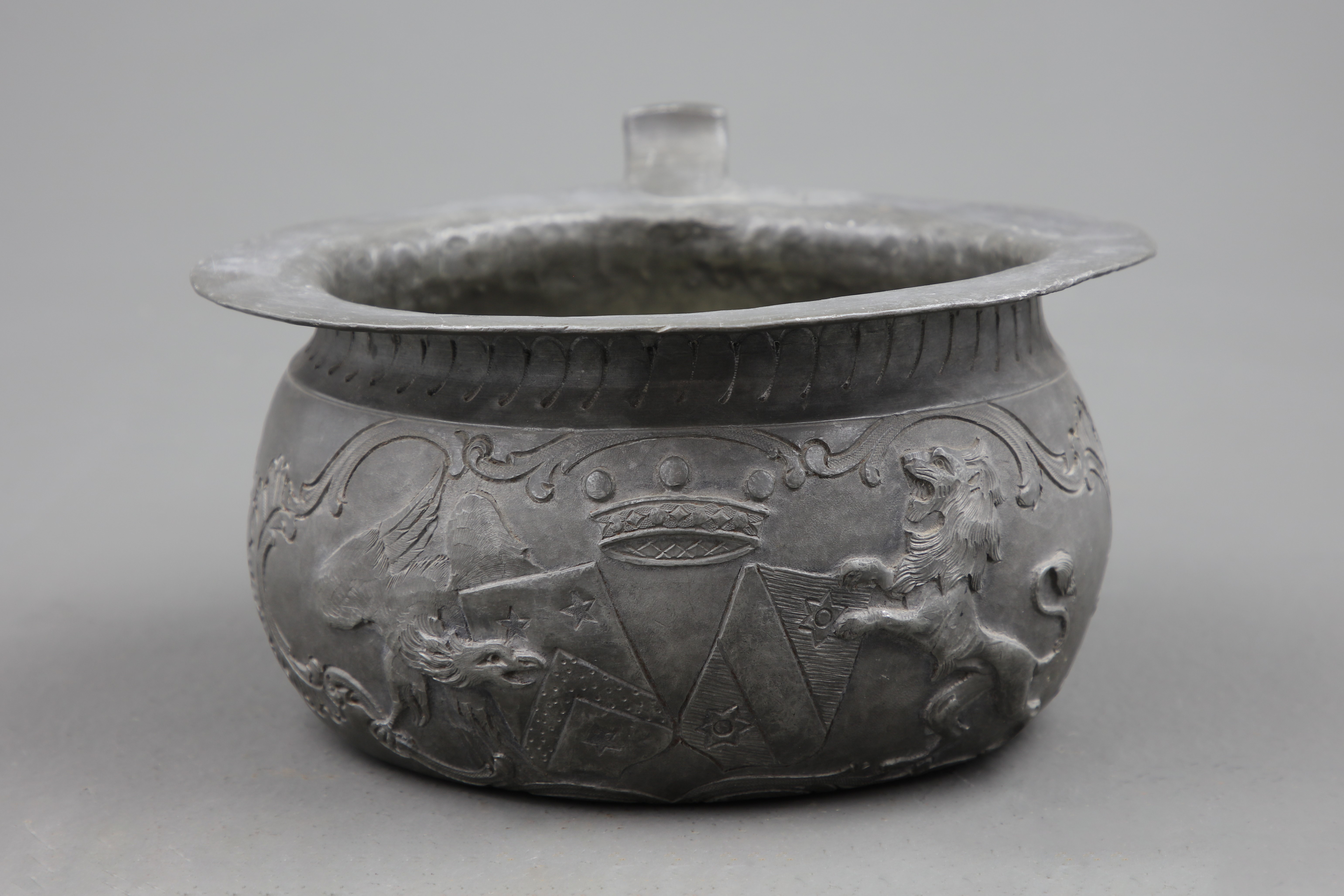
Pot de chambre (statut MNR)

Lors des travaux d’aménagement dans la pharmacie au cours du XXe siècle, un lieu d’aisance, ou sanitaire, a été découvert. Il était aéré par un fenestron, aujourd’hui caché par une cimaise, et relié au canal saint Pierre, situé juste à l’aplomb. Dans la pharmacie, ce petit espace apparaît comme une niche dans laquelle sont visibles un fauteuil d’aisance en faïence et un pot de chambre en étain du XVIIIe siècle (statut MNR) surmontés d’un panneau de carreaux dit le « crotteux », particularité de la production des manufactures de faïence à Lille. Il appartient à la tradition populaire lilloise de ces figurines accroupies en train de déféquer. On retrouve dans l’iconographie flamande un goût particulier pour la plaisanterie scatologique qui se manifeste sous la forme de petits « crotteux » en ronde-bosse, de moutardiers ou sur des assiettes.

#### La lingerie

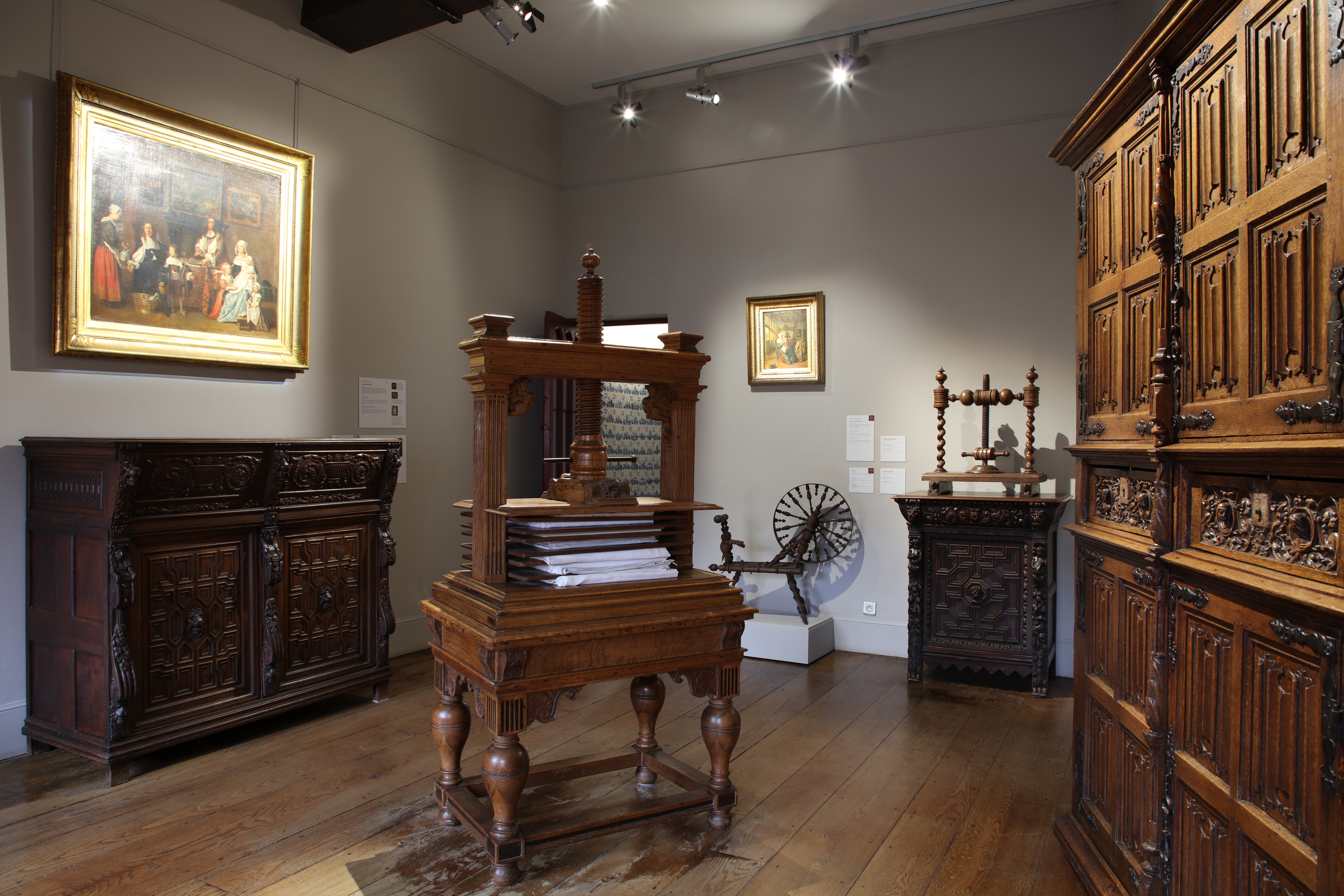
La lingerie

Dans cette pièce, les augustines entretenaient le linge et les draps destinés aux malades et confectionnaient parfois des vêtements. L’entretien du linge et des draps destinés aux malades ainsi que la confection occasionnelle de vêtements faisaient partie d’un rituel d’accueil des malades qui reposait sur des mesures d’hygiène corporelle ou de propreté des habits. Les religieuses disposaient d’une table à laver, d’une presse à linge pour défroisser les tissus, d’une armoire et d’un coffre pour ranger les effets.
Cette pièce permet de rappeler l’importance de Lille en tant que cité drapière dont la fortune reposait sur la fabrication et le commerce de toiles de lin et de draps de laine. Dès le Moyen Âge, le lin, qui donne son nom à la lingerie, est cultivé en Flandre. La fibre végétale de cette petite plante à fleurs bleues servait à fabriquer les toiles, les draps, les serviettes et les dentelles.

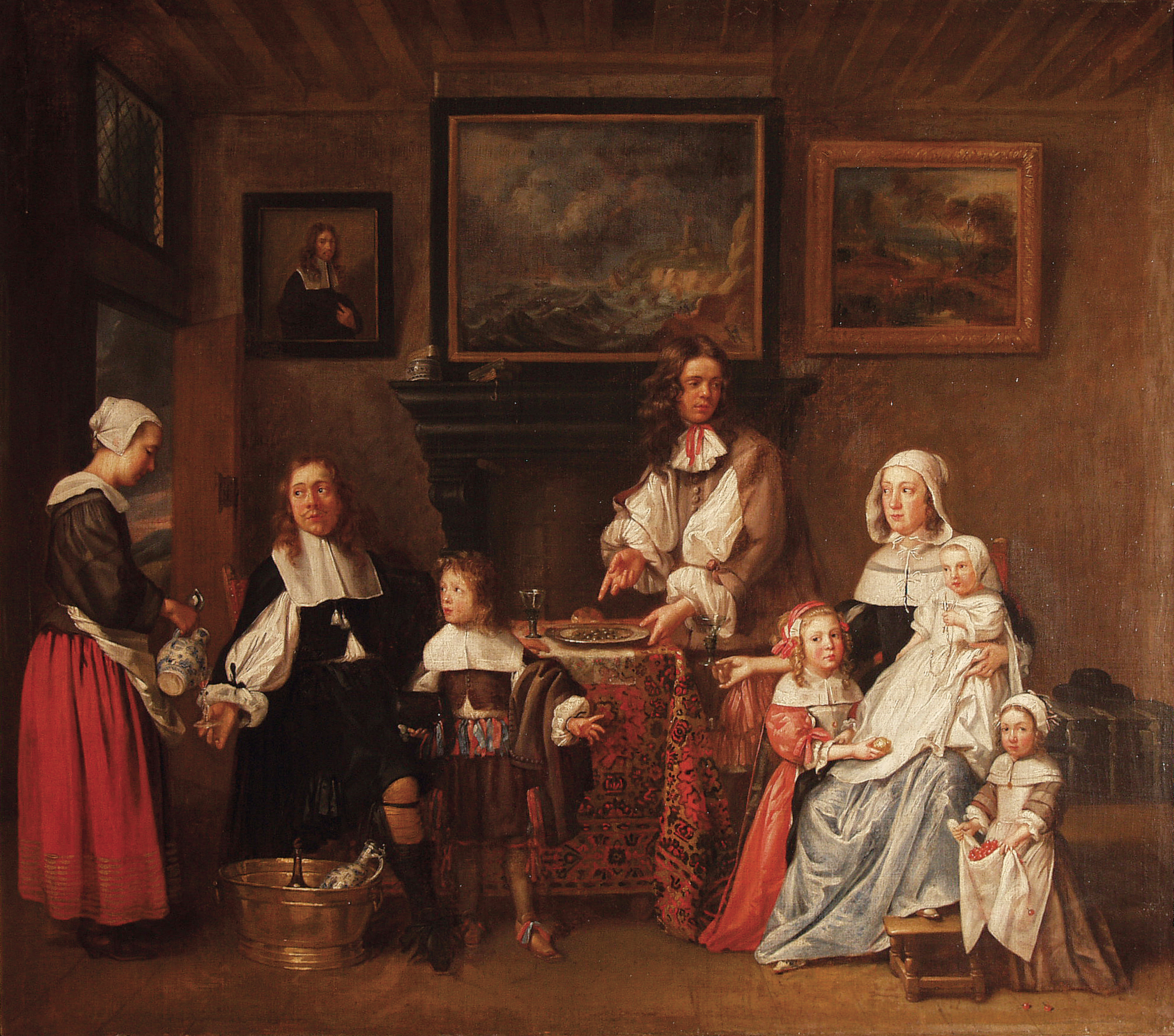
Le goûter de famille

L’intimité d’une maison flamande est évoquée dans cette pièce avec le tableau de Gillis van Tilborch (v. 1625-1678) intitulée Le goûter de famille renseignant sur la mode vestimentaire et les habitudes de la vie bourgeoise septentrionale de la seconde moitié du XVIIe siècle. L’intérieur de la maison est adapté à l’intimité du foyer. Il contribue notamment à la naissance du sentiment de famille ainsi qu’à un intérêt renouvelé pour l’éducation des enfants.
Une presse à linge ou à lin aux plateaux à calandrer est placée au centre de la pièce. Sa monumentalité témoigne de l’importance du beau linge dans les riches maisons flamandes. Cette presse est composée de plusieurs plateaux superposés entre lesquels on glisse le linge à « calandrer » (repasser, défroisser), et que l’on serre fortement à l’aide d’une grosse vis en bois. Au XVIIe siècle, la lessive se fait en plein air. L’oxygène d’un gazon bien vert rend le linge plus blanc. Une fois amidonné, le linge est placé dans la presse qui lui donne le bon pli.

#### Le dortoir
L’atmosphère d’une maison flamande ou hollandaise du XVIIe siècle se retrouve au premier étage du bâtiment de la communauté, dans l’ancien dortoir des augustines, avec les hautes fenêtres à petits carreaux, les poutres apparentes et le plancher à larges lattes d’orme. L’espace accueille aujourd’hui un ensemble de peintures, sculptures, objets d’orfèvrerie et de faïence permettant de retracer l’histoire et la culture matérielle de Lille, de la période des comtes de Flandre du XVe à la Révolution française. Depuis 2023, l’espace est divisé en cinq grandes sections.

##### Première section: "Lille: une ville, un décor"

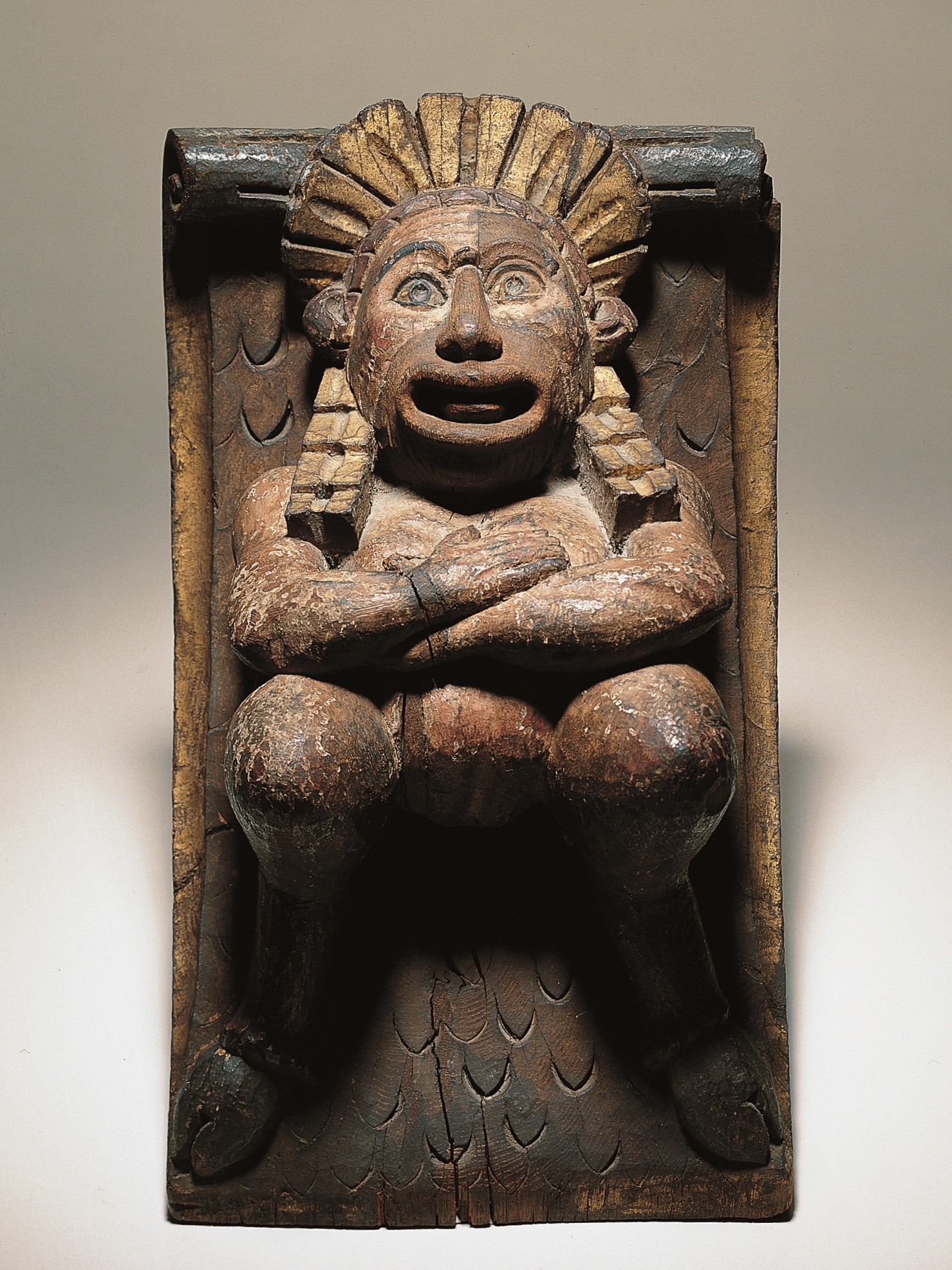
Corbeau provenant de la halle échevinale de Lille

Cette première section rappelle le grand engouement à Lille pour la sculpture décorative aux XVIe et XVIIe siècles. La publication de recueils de modèles permet le renouvellement du répertoire ornemental lillois, avec l’apparition de nouvelles iconographies telles que des figures humaines, animales ou hybrides comme des sirènes sculptées en bois ou en pierre afin d’embellir les maisons et les bâtiments civils et religieux. Le musée présente un ensemble de corbeaux, des supports de bois sculptés faisant saillie sur un mur et destinés à soutenir une poutre. Ces éléments d’architecture ou de décor (XVe – XVIIe siècles) rappellent que les poutres et solives des plafonds pouvaient être ornées de sculptures ou de peintures.
Les boiseries qui recouvrent les murs et les semelles de poutres s’ornent de sujets sacrés dans les églises et de motifs profanes et exotiques dans les autres édifices. Les personnages coiffés de couronnes de plumes de l’ancienne halle échevinale de Lille rappellent les motifs de la conquête espagnole aux Amériques ; les chérubins de la salle du Conclave du Palais Rihour, réalisés par Claude Franchomme et André-Baptiste Cuvelier, illustrent les échanges artistiques entre la Flandre et l’Italie.

##### Deuxième section: "Figures du pouvoir"
Cette section rappelle les quatre grandes périodes de gouvernance de Lille, de sa fondation en 1066 au siège de 1667 par les troupes du roi de France Louis XIV. Sous l’autorité des comtes de Flandre, vassaux du roi de France, Lille est une cité prospère sujette aux tensions et aux convoitises. À la mort du comte de Flandre Louis de Male en 1384, la Flandre est rattachée au duché de Bourgogne par le mariage de Marguerite de Male (1350-1405) avec Philippe Le Hardi (1342-1404). Sous l’égide du duc Philippe Le Bon (1396-1467), Lille accroît son dynamisme marchand.

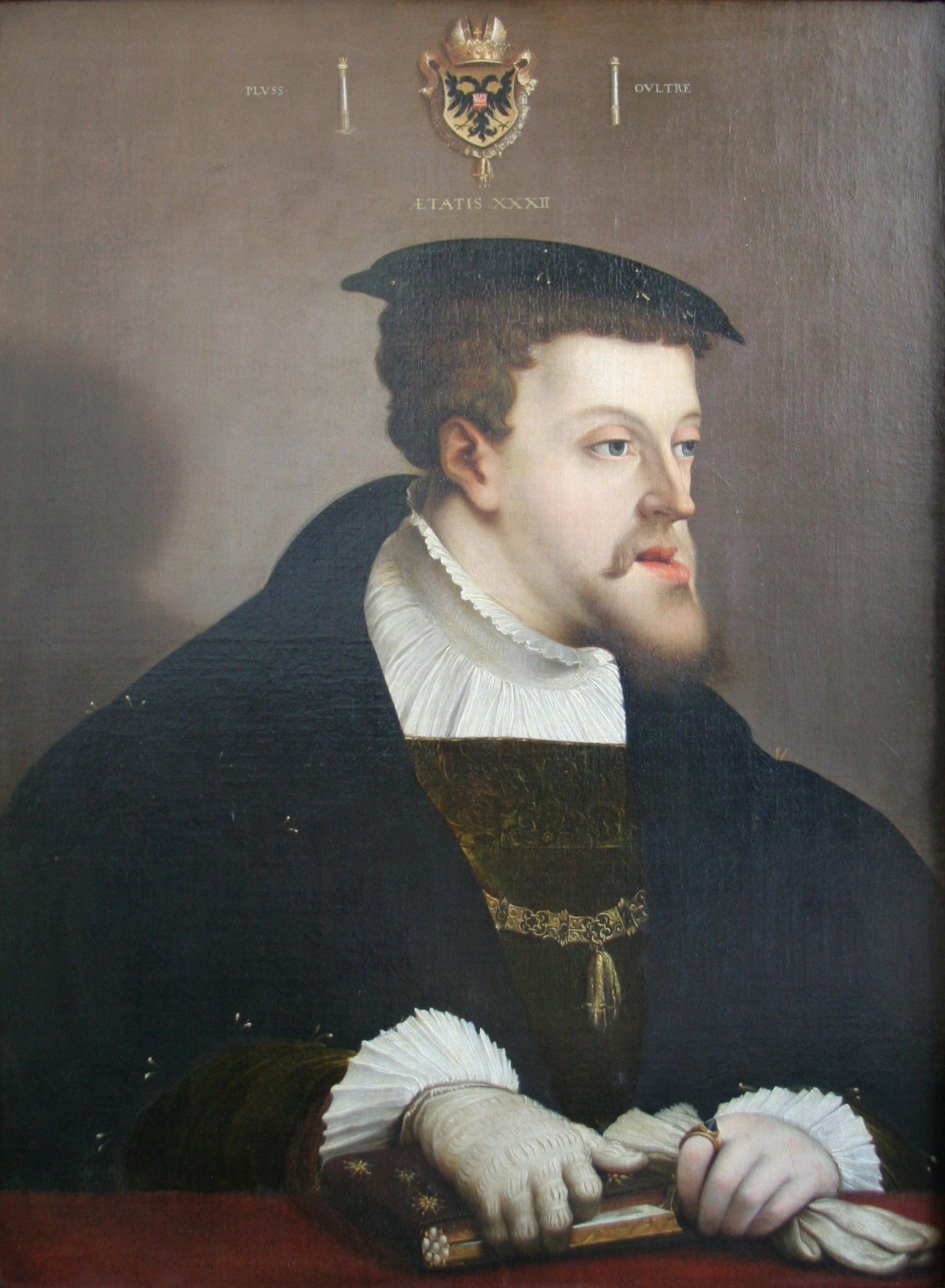
Charles V, dit Charles Quint

Avec le règne de Charles Quint (1500-1558), la cité passe sous domination espagnole mais le XVIe siècle est une période tumultueuse avec les conflits politiques et les guerres de religions. Lille connaît une période d’apaisement avec les archiducs Albert (1559-1621) et Isabelle d’Autriche (1599-1633).
À la mort du roi Philippe IV d’Espagne en 1665, Louis XIV (1638-1715) revendique une partie des Pays-Bas espagnols par le droit de dévolution. L’échec de cette tentative de rattachement de la Flandre au royaume de France provoque la guerre de Dévolution menant les troupes de Louis XIV aux portes de Lille en août 1667. À la suite d’un siège de neuf jours, Lille capitule et son rattachement au royaume de France est officialisé le 2 mai 1668 par le traité d’Aix-la-Chapelle. Lille devient une grande capitale administrative.
Huit portraits des comtes de Flandre exécutés par Arnould de Vuez (1644-1720) apparaissent dans cette section. Les œuvres ont été commandées vers 1710 pour l’antichambre de la salle du Conclave du Palais Rihour à Lille. Ces huit figures appartiennent à une série de 23 portraits de comtes de Flandre et de Hainaut, de Lyderic, « grand forestier » de Flandre, commandée par le souverain espagnol Charles II (1661-1700). Jeanne de Flandre est représentée aux côtés de ses deux époux légitimes imposés par la cour de France : Ferrand de Portugal (1188-1233) en 1212 puis Thomas de Savoie (1199-1259) en 1233. Cette section du dortoir veille à rappeler le rôle important joué par Jeanne de Flandre dans le développement de Lille d’une part, en dotant la ville d’une charte qui réorganise son administration et d’autre part, en modernisant le réseau fluvial qui assure à la cité un commerce florissant.

Huit autres portraits, exécutés anonymement en Flandre au XVIe siècle, illustrent la période bourguignonne de Lille. Les deux premières œuvres présentent Philippe le Hardi, duc de Bourgogne (1342-1404) et Marguerite de Flandre (1350-1405), héritière du comte de Flandre Louis de Male (1330-1384), qui apporte en dot le comté de Flandre aux ducs de Bourgogne. En décembre 1385, Philippe le Hardi entre dans Lille et promulgue une ordonnance visant l’organisation depuis Lille de ses domaines septentrionaux. Avec la création d’un Conseil de Justice et d’une Chambre des Comptes, Lille devient l’une des capitales administratives des États de Bourgogne. 

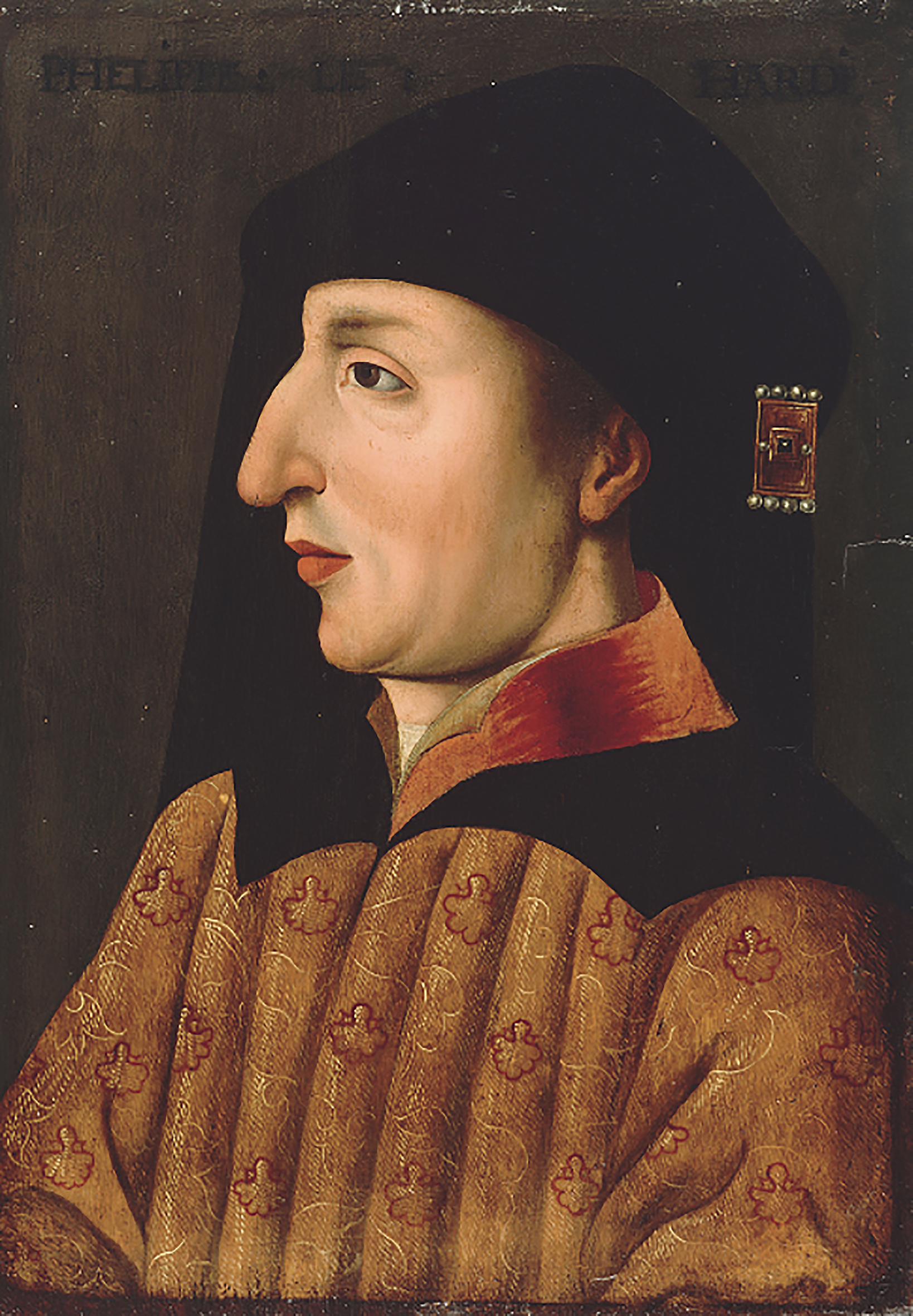
Philippe le Hardi
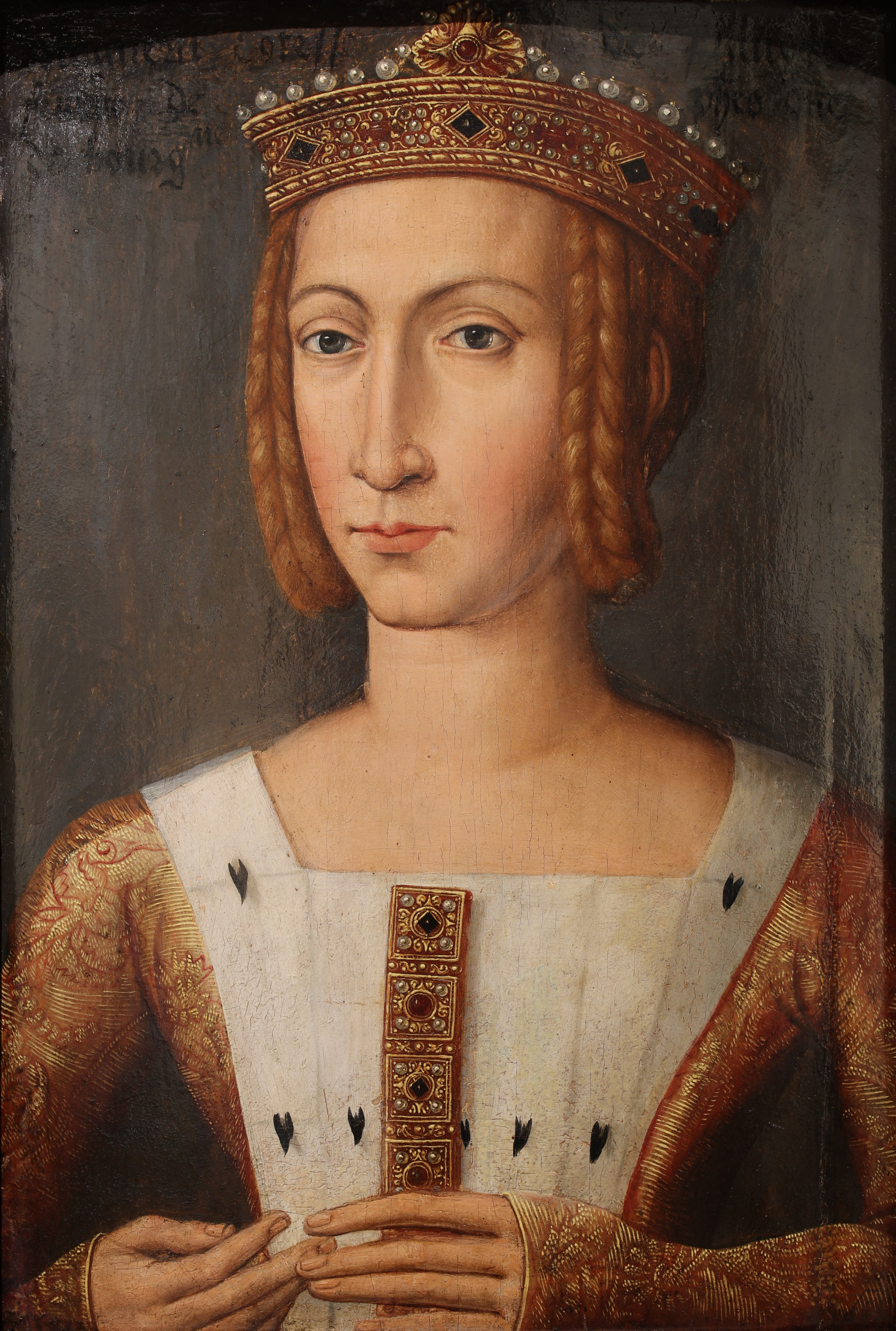
Marguerite, comtesse de Flandre
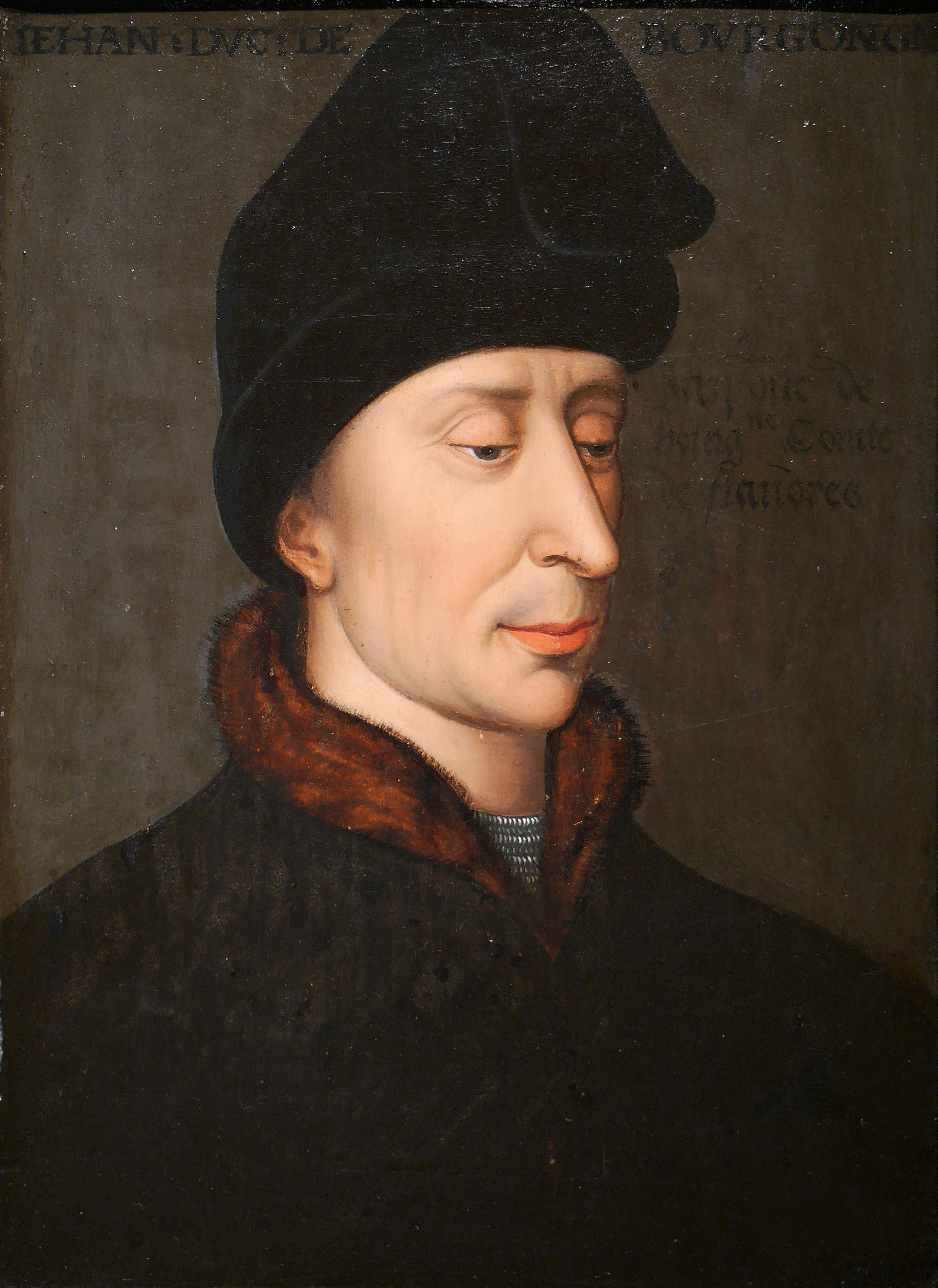
Jean sans Peur
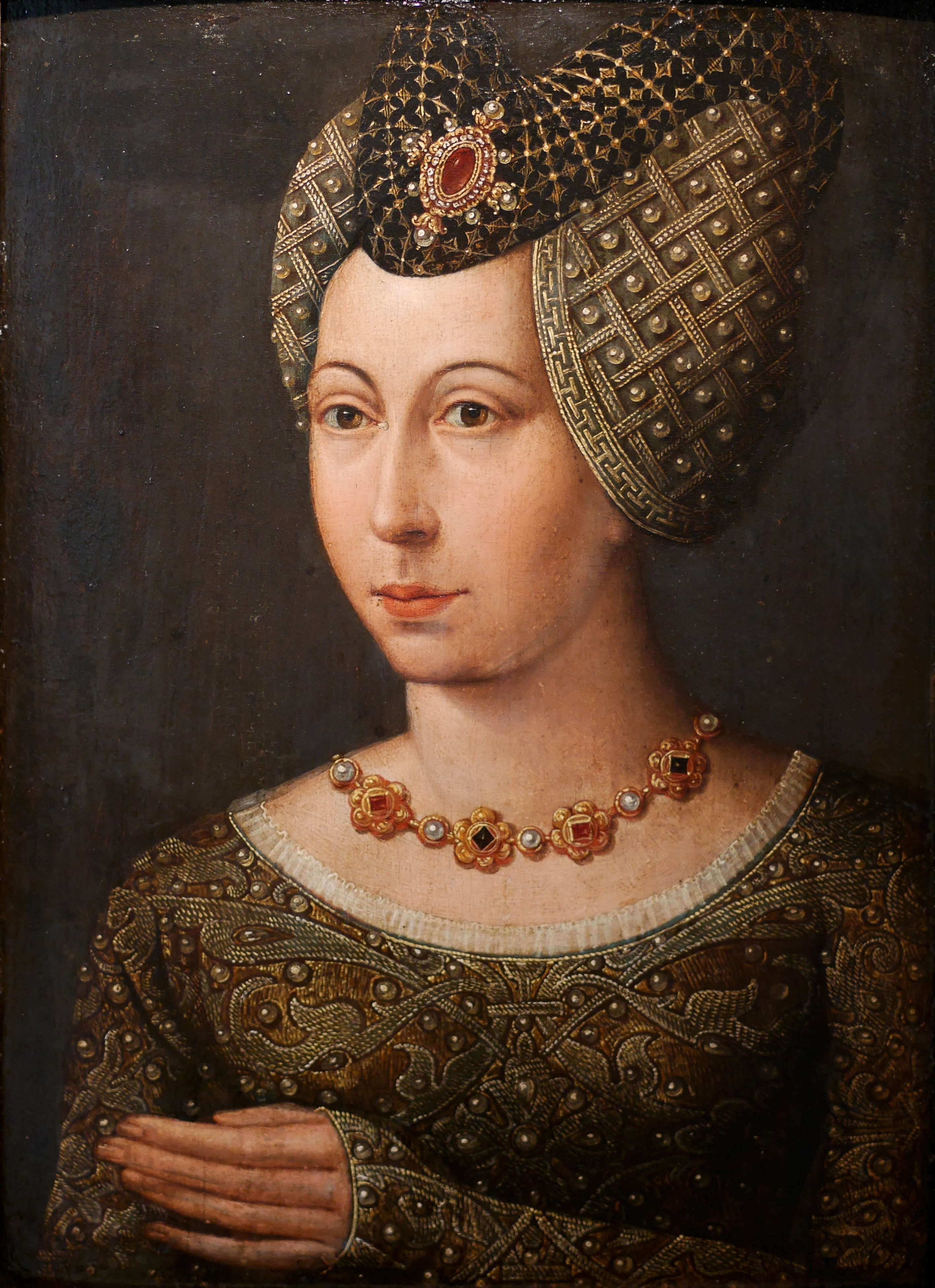
Marguerite de Bavière
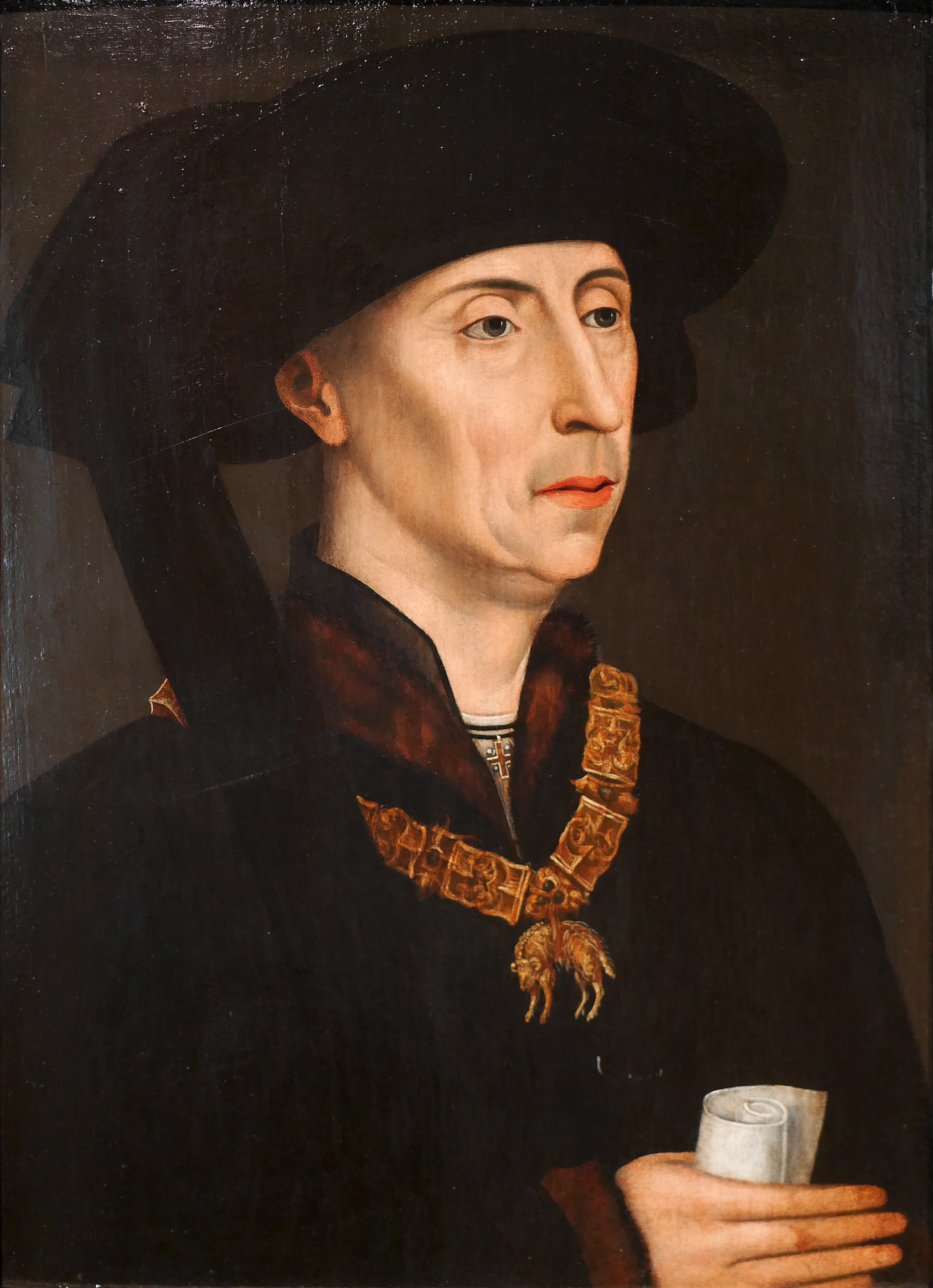
Philippe le Bon
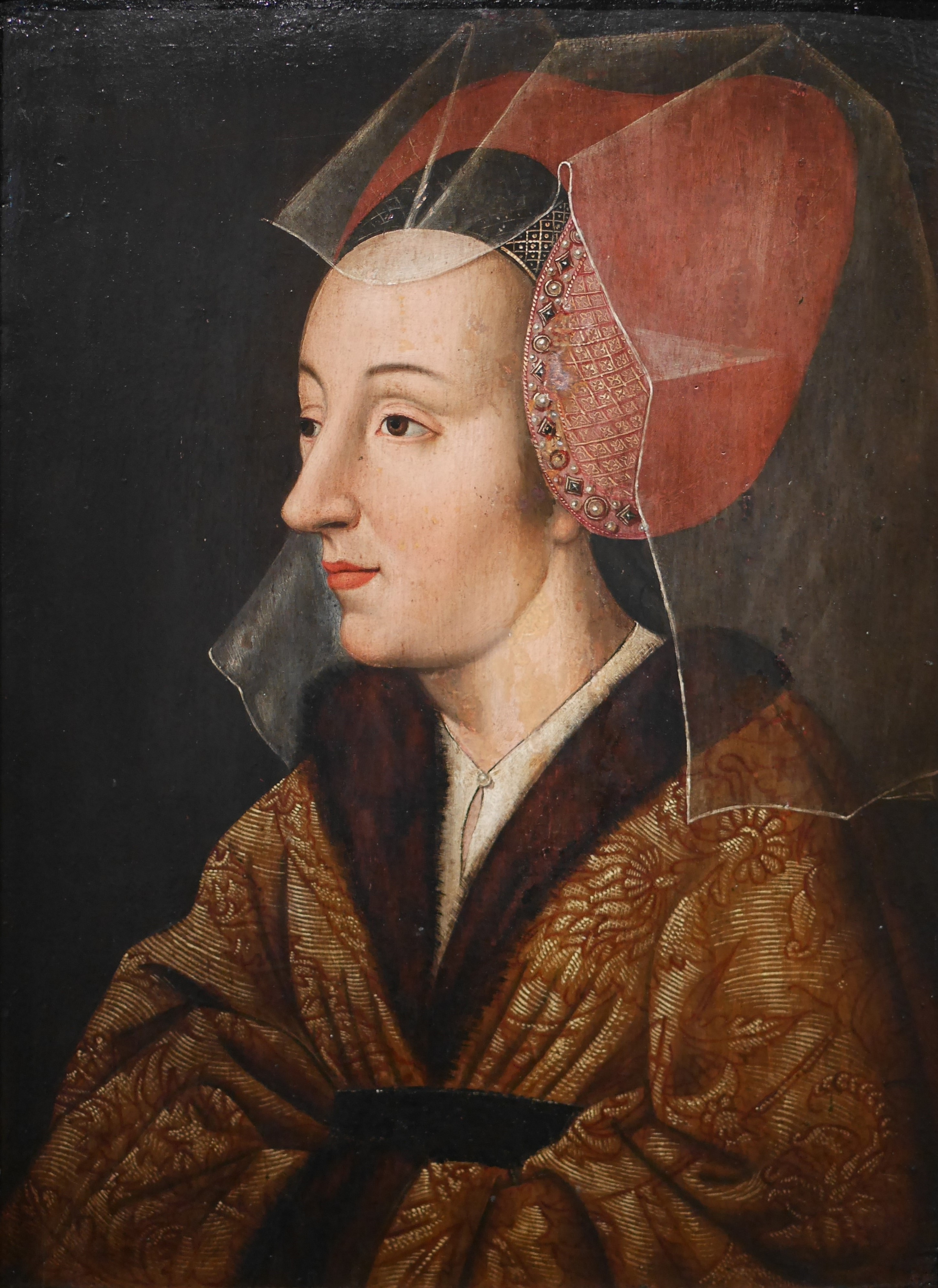
Isabelle de Portugal
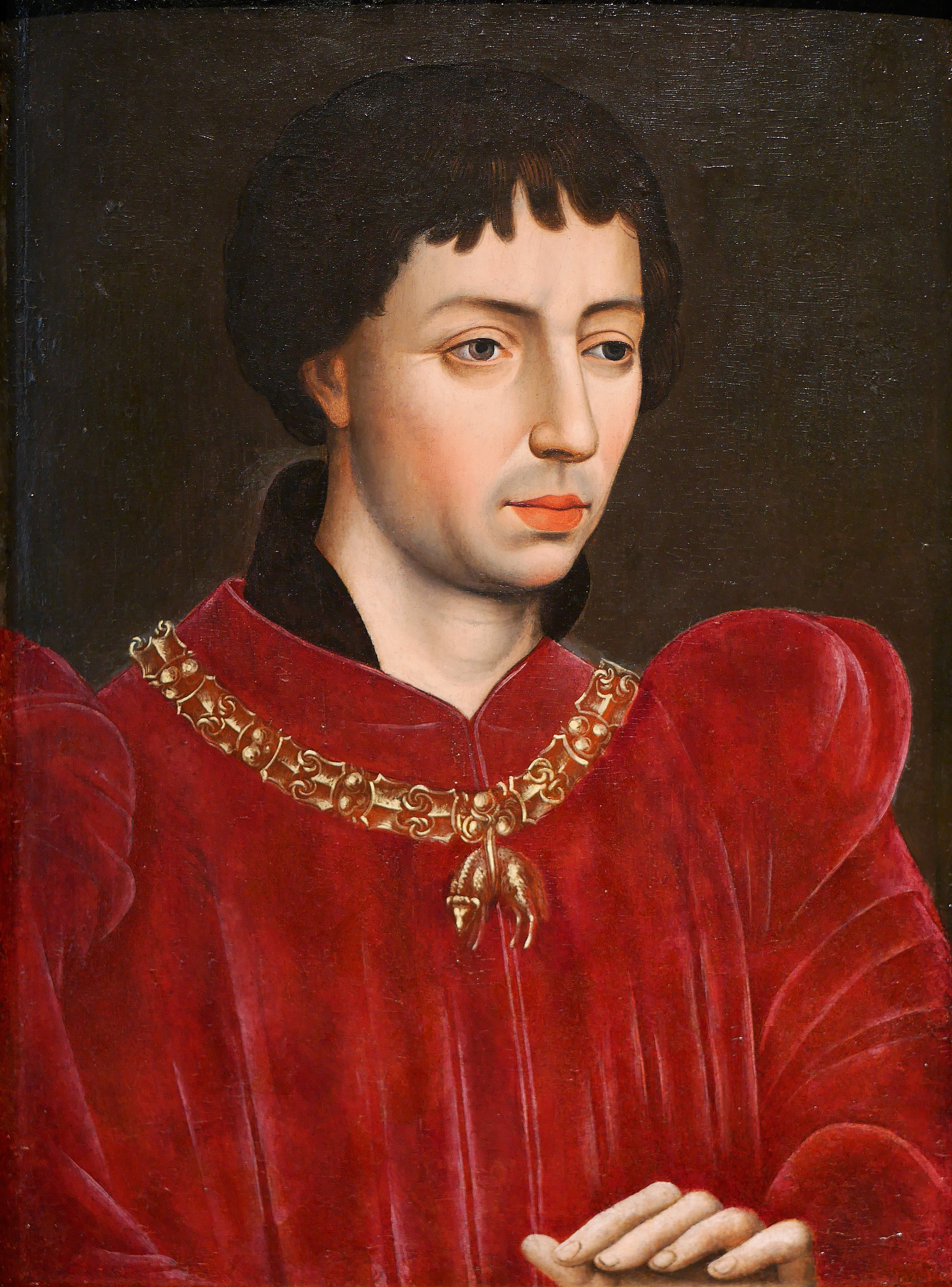
Charles le Téméraire
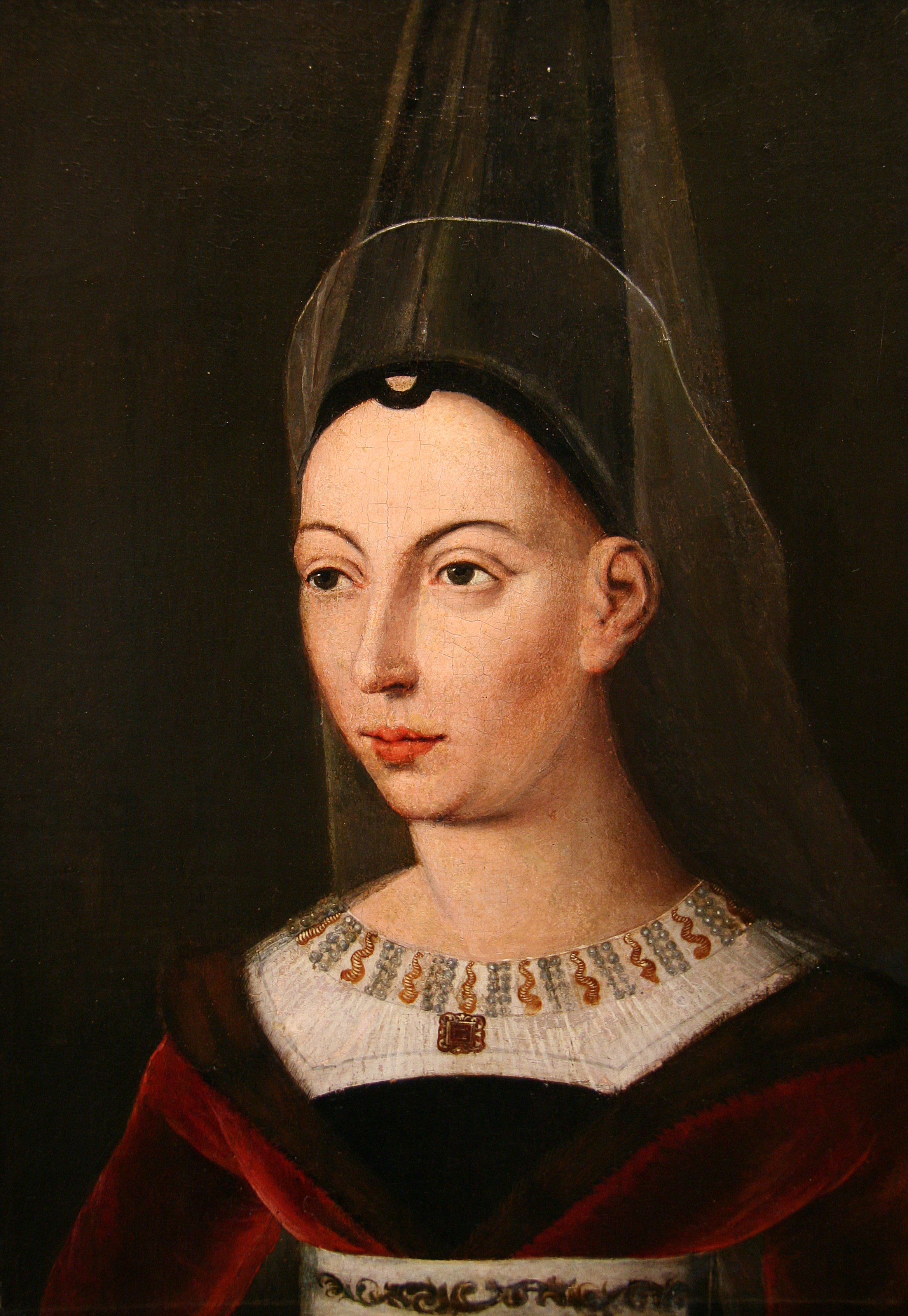
Isabelle de Bourbon

##### Troisième section: "Lille, ville marchande"
Cette section permet de comprendre la prospérité de la cité dès le Moyen Âge. Ville commerçante, Lille doit notamment sa richesse aux échanges de marchandises textiles par voies navigables : la Deûle mène à la Lys, affluent de l’Escaut, et aux riches villes flamandes. La vie marchande mais aussi municipale, représentée par la halle échevinale où siège le Magistrat, se concentre sur le forum connu plus tard sous la dénomination de place du Marché puis de Grand’Place.

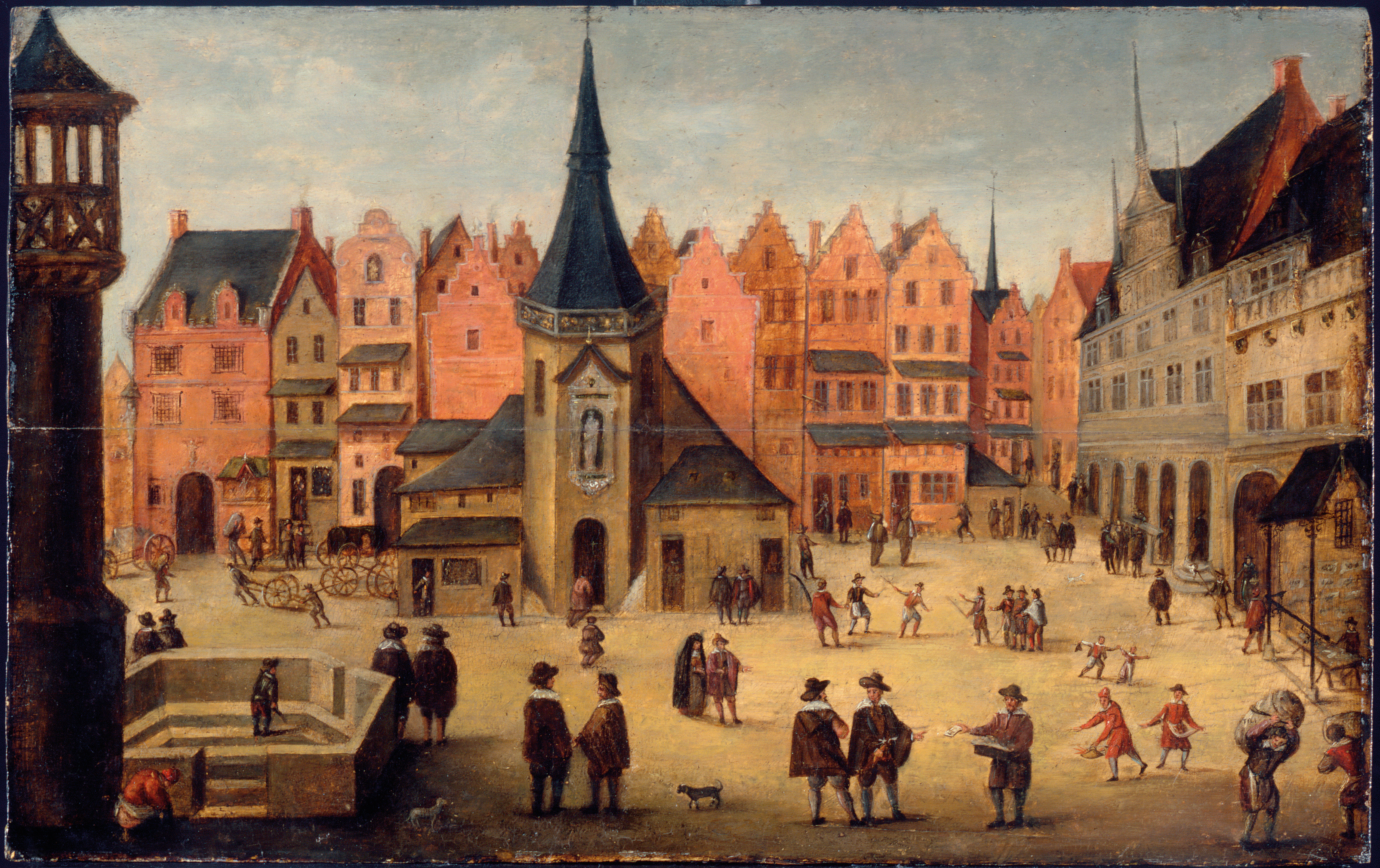
Place du Marché, Lille, début XVIIe siècle.

Une huile sur bois permet de visualiser la Grand’Place de Lille au début du XVIIe siècle lorsque l’espace était encore désigné sous le nom Place du Marché. Conforme à l’organisation des places médiévales, cet espace est un organe urbain fonctionnel où cohabite un ensemble d’édifices disparates : la halle échevinale, une prison, une fontaine au change, une chapelle. Les échevins contrôlent et réglementent la vie de la cité ; les négociants, artisans et ouvriers s’organisent en corporations de métier pour défendre leurs intérêts économiques et se porter mutuellement secours. Chaque corporation possède son pendant religieux ; les confréries sont placées sous l’invocation d’un saint patron protecteur.

##### Quatrième section: "Lille et le monde"
Cette section rappelle la proximité de Lille avec les grands ports. La ville est donc influencée par le commerce avec les Amériques, notamment aux XVIIe et XVIIIe siècles, qui consiste principalement à tirer un parti exclusif des ressources naturelles et humaines des pays colonisés. L’exploitation des richesses coloniales permet aux Lillois notamment de découvrir de nouveaux produits exotiques (thé, chocolat, sucre, tabac etc.) pour lesquels de nouveaux objets et ustensiles sont créés, enrichissant ainsi les arts de la table.

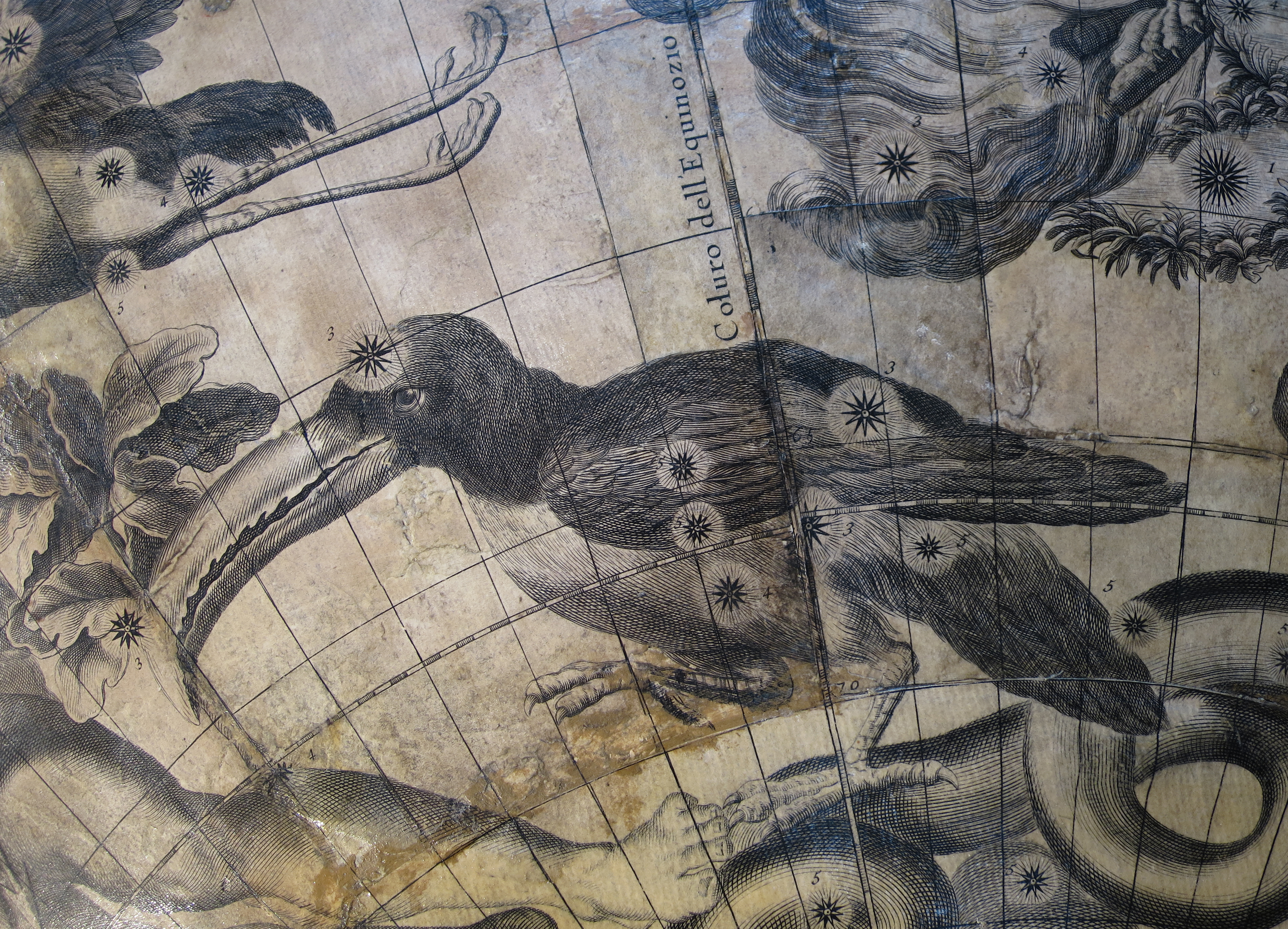
Globe céleste (détail)

Les globes dit de Coronelli sont une autre illustration de la fascination de l’époque pour les sciences et les arts de la représentation du monde. Le globe céleste (1688) représente les constellations arrêtées au jour de la naissance du roi de France Louis XIV, le 5 septembre 1638. Il rend hommage au monarque de droit divin, investi sur terre d’une mission que Dieu lui aurait accordée.
Ce globe céleste emprunte aux manuels d’astronomie tels que des cartes du ciel d’Augustin Royer (1675) et il tire profit des innovations techniques issues des grandes découvertes (astrolabes, lunettes, cartographie). Le globe terrestre (1693) offre une source importante de connaissances de la Terre au temps de Louis XIV.

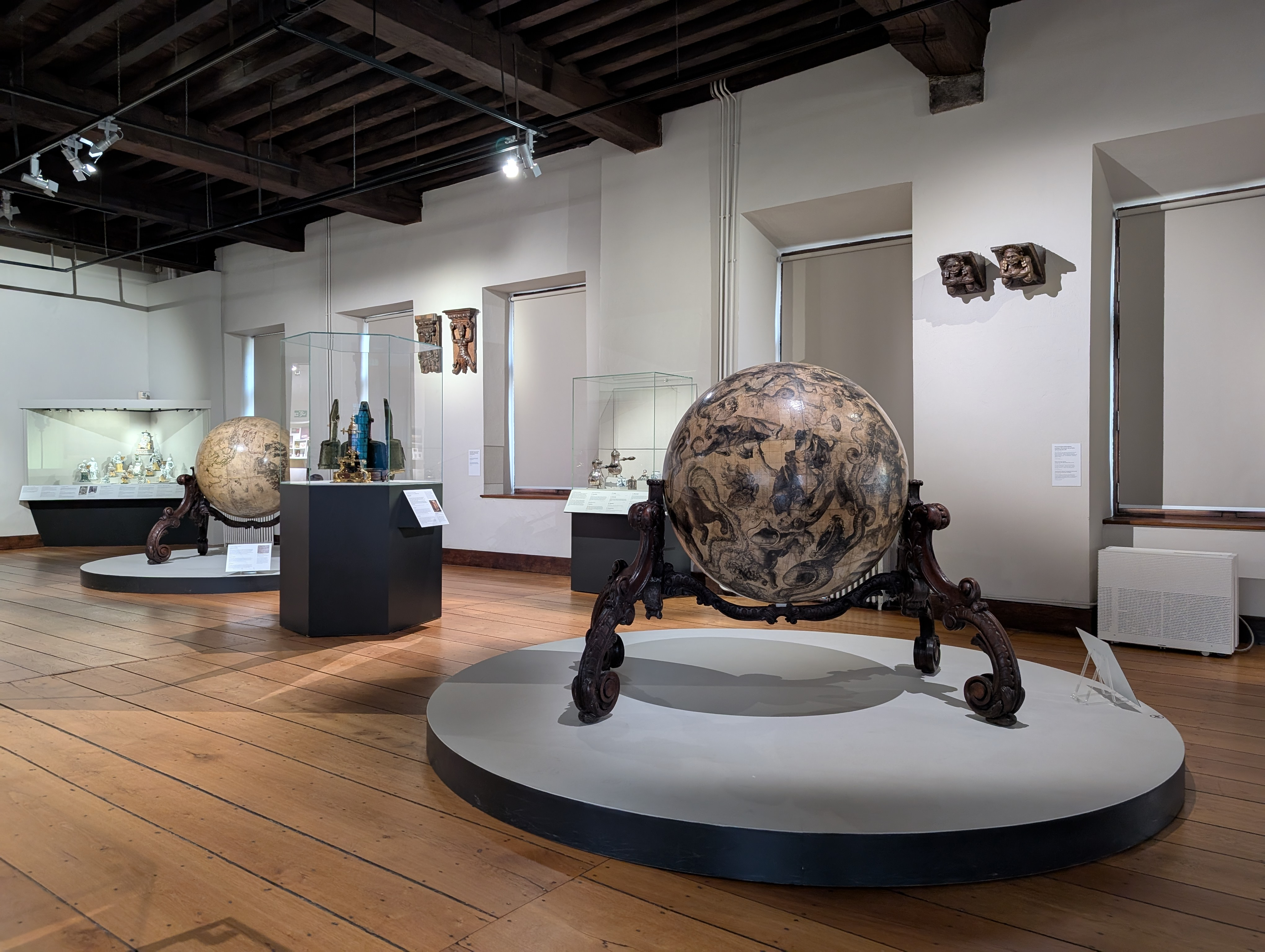
Le dortoir

La connaissance géographique est un attribut majeur du pouvoir. Elle permet de l’exercer avec efficacité tout en affirmant ses territoires et ses nouvelles possessions. Grâce au développement du commerce maritime et des empires coloniaux, le cosmographe Vincenzo Coronelli (1650-1718) dispose pour mener à bien son projet cartographique, de nombreux récits et témoignages et de réunion des meilleures cartes de son temps.
Les deux globes conservés à Lille sont des copies réduites des sphères de quatre mètres de diamètre exécutées à Paris, de 1681 à 1683, par le cosmographe vénitien Vincenzo Maria Coronelli. Les originaux, aujourd’hui conservés à la Bibliothèque nationale de France (site François Mitterrand), ont été réalisés à la demande du cardinal d’Estrées (1628-1714) désireux de s’attirer les faveurs de Louis XIV. Les deux répliques lilloises ont été gravées à Paris par Jean-Baptiste Nolin (1657-1745) à partir de dessins d’Arnould de Vuez, peintre officiel de l’Hospice Comtesse.

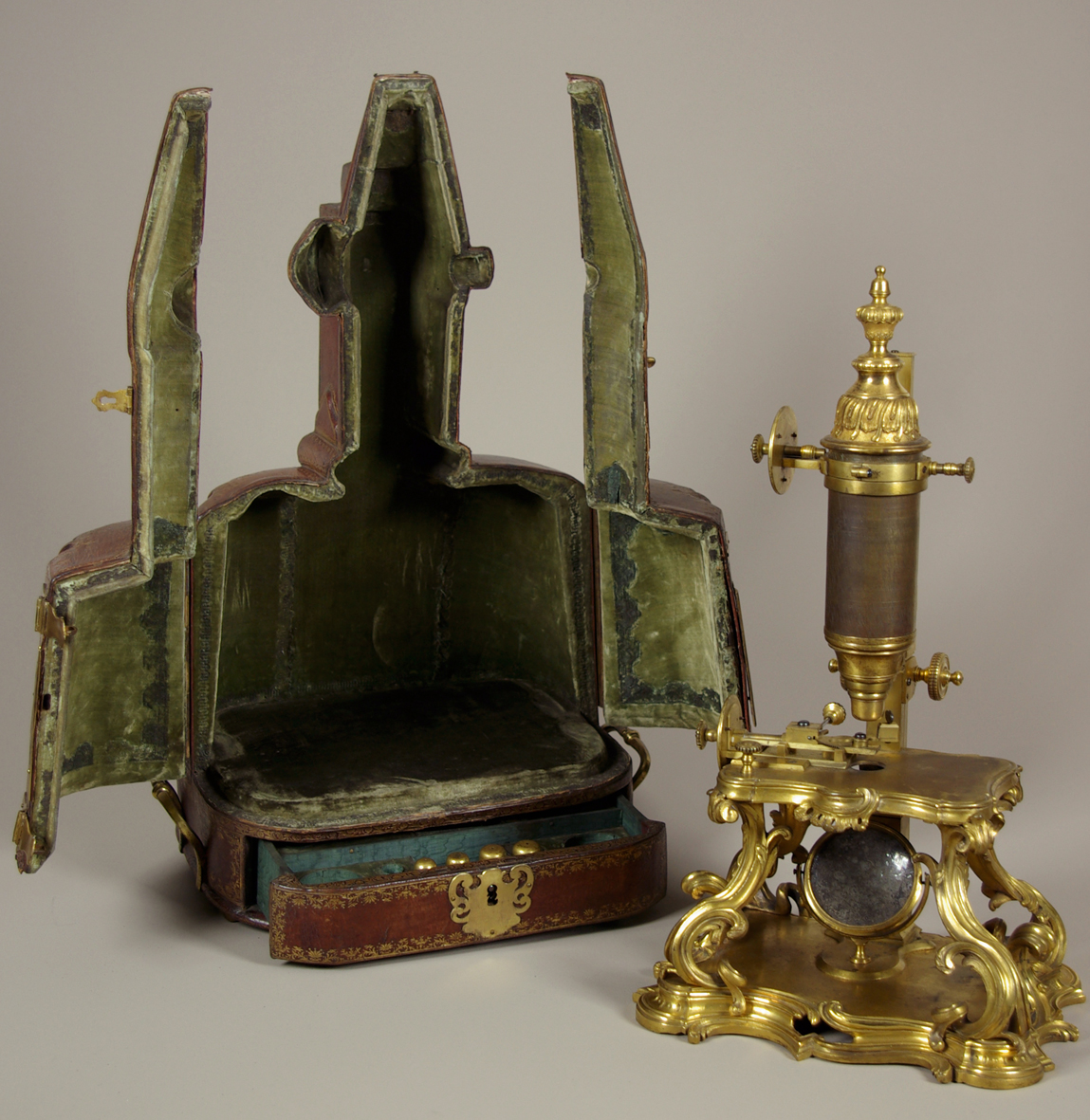
Microscope, 1750.

Le microscope présenté à côté de son écrin (datant tous deux des années 1750) illustre également l’accueil que les Lillois ont réservé à la science et aux idées du siècle des Lumières. À la fois objet d’art et de science au décor rococo, l’instrument fait partie d’une rare série de sept microscopes construits entre 1751 et 1754 par l’opticien Alexis Magny à la demande du duc de Chaulnes, physicien, membre de l’Académie royale des Sciences et ami de la marquise de Pompadour, favorite du roi Louis XV.

##### La cinquième section: "Lille en fête"

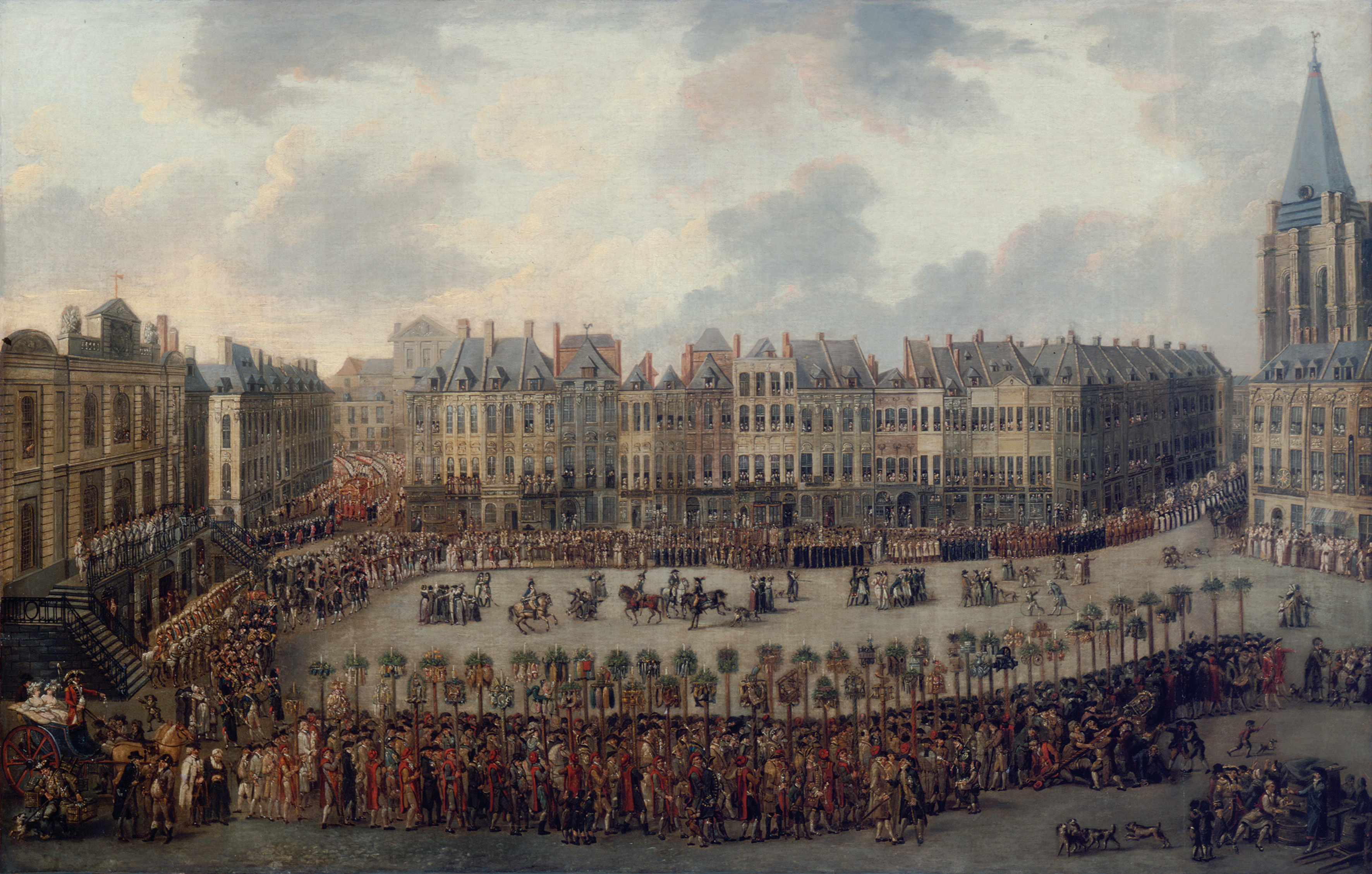
La procession de Lille de 1787

Cette section illustre la vie de la cité lilloise rythmée par les fêtes populaires et les cérémonies officielles qui sont l’occasion d’intégrer des cortèges historiques permettant d’entretenir la mémoire collective. Le peintre François Watteau (1758-1823) l’illustre à travers son tableau La Procession de Lille de 1787 (1800-1801) représentant ce rendez-vous lillois institué en 1269 par Marguerite de Constantinople, en l’honneur de Notre-Dame de la Treille. Organisé début juin, le premier dimanche suivant la fête catholique de la Trinité, ce temps collectif est à l’origine exclusivement religieux, rassemblant les différentes congrégations qui défilent avec la statue de la Vierge et les châsses contenant des reliques. Les confréries et les corps de métiers intègrent progressivement le cortège, groupés autour de leur torche, un long bâton surmonté d’une chandelle et des attributs d’un corps de métier. Le musée présente la torche de la corporation des poissonniers, une sirène en bois polychrome, datée de 1691. Cette grande procession est un marqueur de l’ordre hiérarchique de la cité, un grand théâtre social qui anime les rues de la ville au rythme du défilé des corps de métiers, du clergé et du Magistrat.

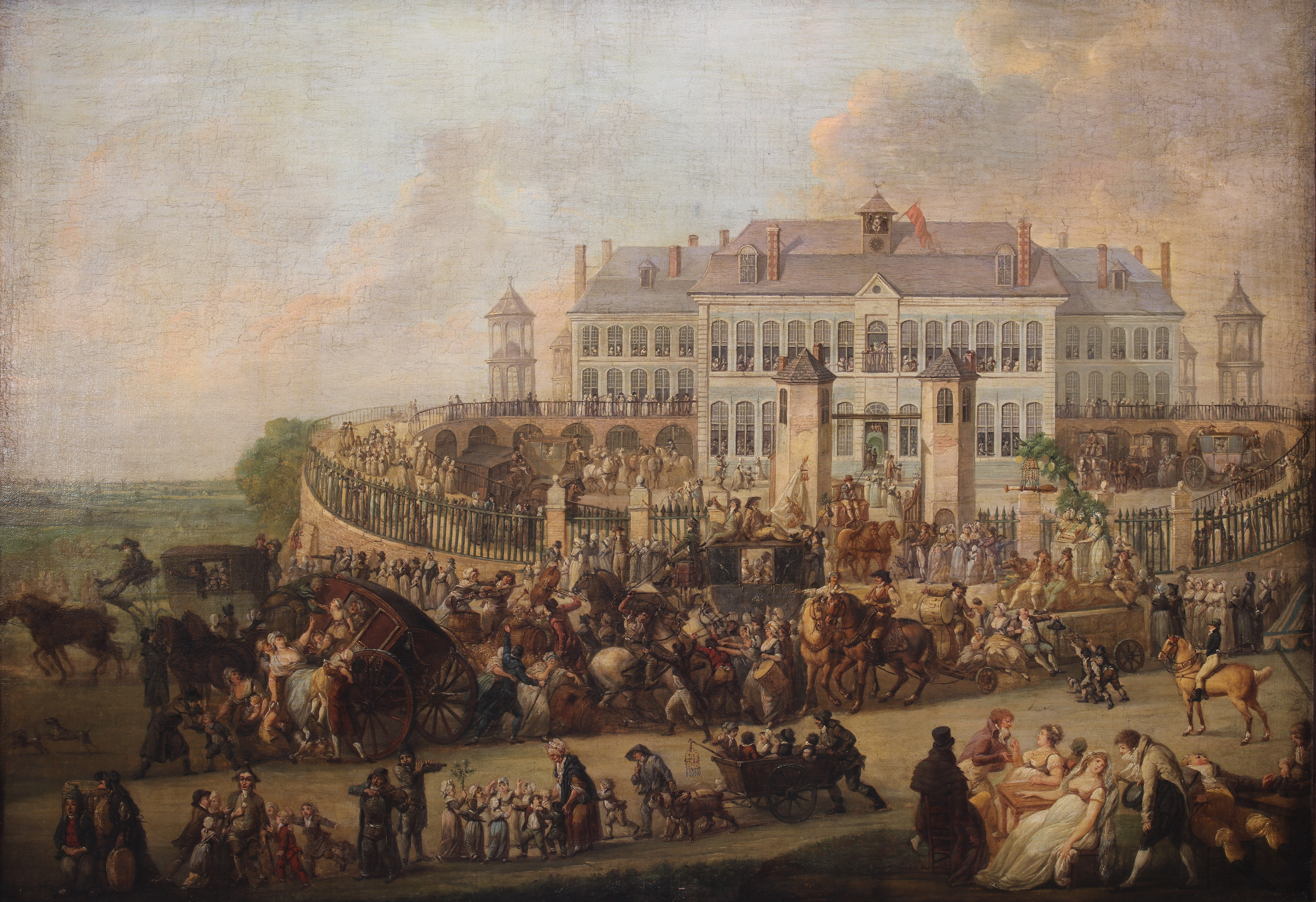
La fête du Broquelet

Parmi les fêtes les plus appréciées se distinguent les fêtes de confréries ou de corporations qui honorent leur saint patron, à l’image de saint Nicolas célébré par les dentellières dans La Fête du Broquelet (1803) de François Watteau. Cette manifestation populaire se déroulait dans la guinguette de la Nouvelle-Aventure située dans le faubourg de Wazemmes. À la suite de la destruction du lieu en 1862, la fête du Broquelet disparaît. Aujourd’hui, à la place de la guinguette se tient le marché de Wazemmes.

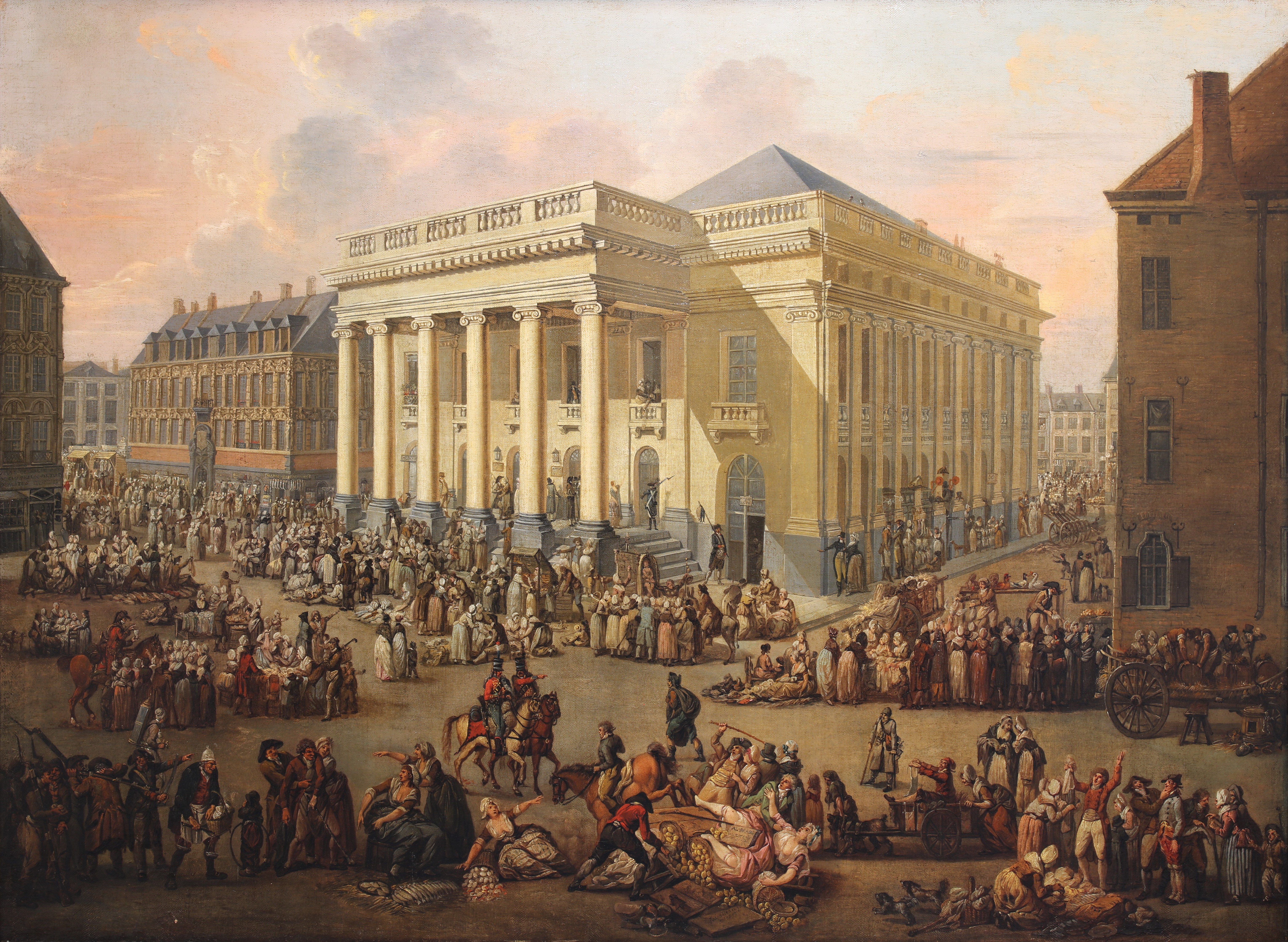
La braderie

Une troisième toile de François Watteau représente La Braderie (1799-1800) qui trouve son origine dans les « franches foires » du XIIe siècle organisées sur le modèle des foires de Flandre et de Champagne. Les domestiques et les valets avaient l’autorisation de vendre les friperies de leurs maîtres afin d’acquérir un pécule supplémentaire. Progressivement, la population s’installe dans les rues de la ville pour exposer les biens qu’elle destine à la vente transformant la foire en un grand vide-grenier, devenu la célèbre braderie de Lille, très populaire encore aujourd’hui.

Cette section du musée rappelle également les rendez-vous festifs de la ville d’Anvers immortalisés par le peintre Alexander van Bredael (1663-1720) avec Fête traditionnelle à Anvers avec le géant Antigon (1697) montrant le cortège déployer ses chars processionnels sur la place du Meir. Le géant Druon Antigon apparaît assis en majesté pour illustrer l’épisode légendaire à l’origine de la fondation de la ville d’Anvers (Antwerpen) qui signifie « jeter à la mer ». Une deuxième œuvre d’Alexander van Bredael, Cortège sur la place de l’Hôtel de Ville à Anvers en l’honneur de la monarchie espagnole (1697) présente un Ommegang (cortège folklorique) qui se tenait traditionnellement le 15 août, jour de la fête de Notre-Dame. Cette procession s’articule autour de saynètes célébrant les corporations de métiers et les communautés religieuses mais aussi d’illustrations bibliques et profanes. 

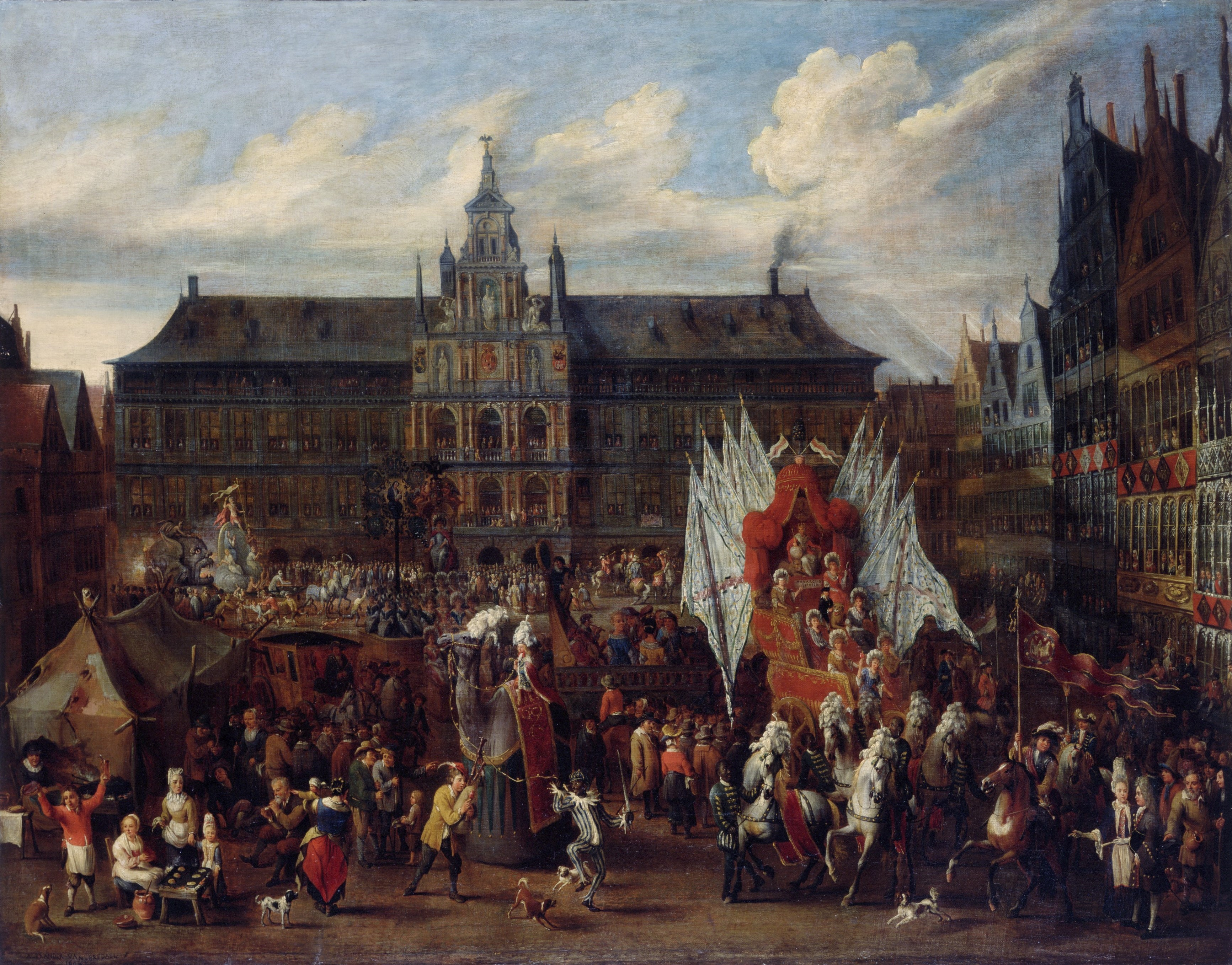
Cortège sur la place de l'Hôtel de Ville à Anvers en l'honneur de la monarchie espagnole
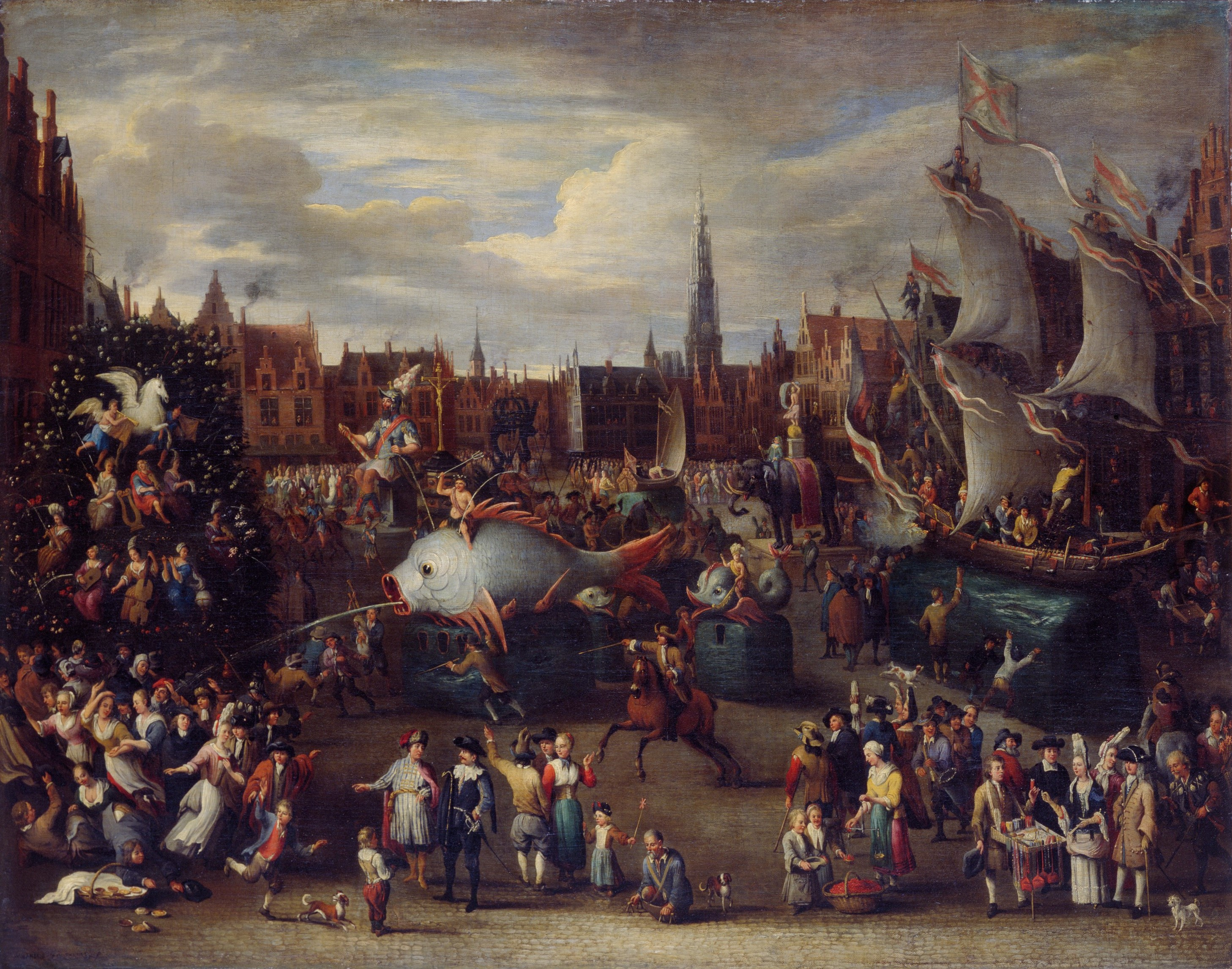
Fête traditionnelle à Anvers

### La chapelle
De 1652 à 1657, la chapelle de l’Hospice Comtesse est reconstruite. Elle est prolongée, rehaussée et séparée de la salle des malades par un jubé, une tribune élevée formant une sorte de galerie séparant le chœur de la nef et à laquelle on accède par des escaliers latéraux pour chanter ou lire des textes liturgiques. Un chevet à trois pans remplace le chevet plat primitif, semblable à celui des hospices de Beaune (Bourgogne). La chapelle, désacralisée depuis l’installation du musée, offre une nef unique couverte d’une charpente lambrissée à caissons. Les murs en pierre de Lezennes sont maintenus par des tirants en fer et accueillent de vastes ouvertures en arc bombé, à chambranle à crossettes.
À l’extérieur, la décoration est sobre avec la présence d’une corniche en larmier. Sur le plan central du chevet, trois écussons sculptés (Portugal, Flandre, Savoie), évoquent la comtesse Jeanne de Flandre et ses deux époux successifs. Dans la partie inférieure, une niche vide accueillait autrefois une statue de la Vierge.  
À l’intérieur, les travaux de restauration entrepris au cours du XXe siècle ont permis de révéler des traces de fresques. Contrairement à l’extérieur de la chapelle, l’intérieur possédait un riche décor aujourd’hui réduit : le grand tableau du maître-autel, la Présentation de la Vierge au temple d’Arnould de Vuez, deux groupes sculptés, saint Joseph et l’Enfant Jésus, sainte Anne et la Vierge enfant, inscrits dans des niches ornées de coquillages et de cornes d’abondance, un tableau emblématique anonyme du XVIIe siècle représentant la salle des malades. Propriété du Centre Hospitalier Régional de Lille, l’œuvre est classée au titre des Monuments Historiques par arrêté en date du 25 octobre 1922.

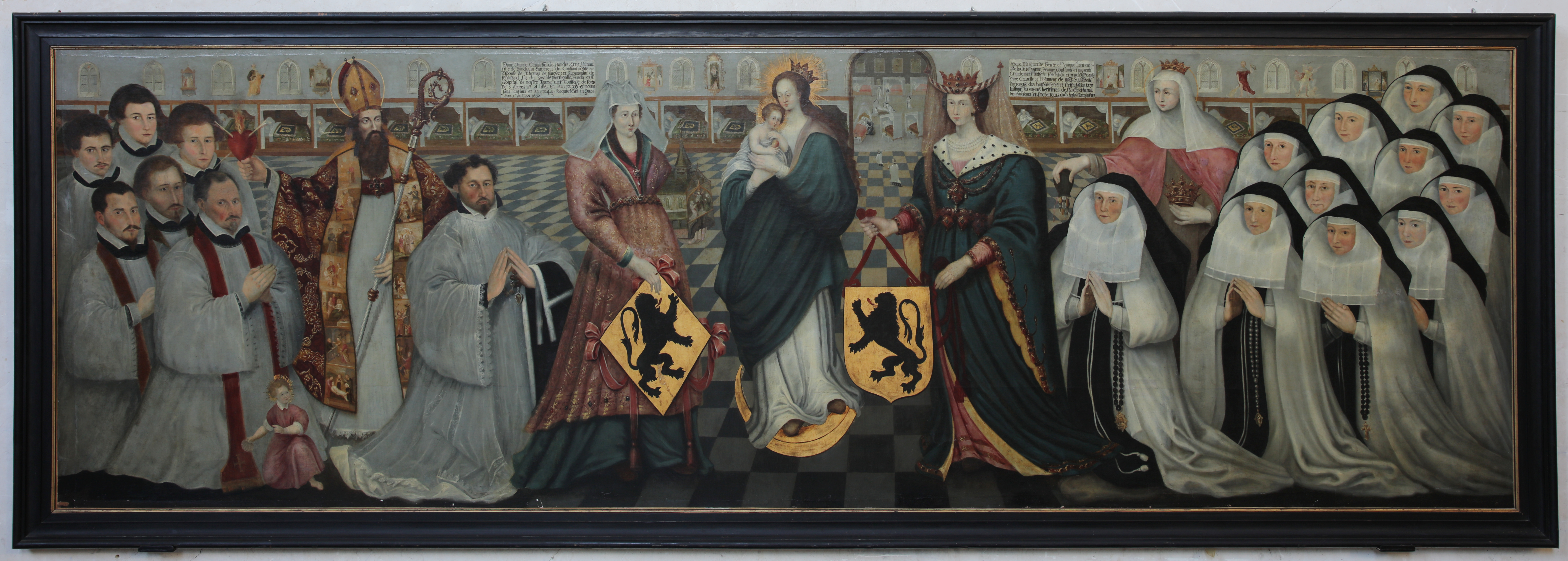
La fondation de l'Hôpital Notre-Dame

### La salle des malades
À la suite de l’incendie du 11 avril 1468, la salle des malades est reconstruite de 1468 à 1475 en pierre de Lezennes sur un soubassement en grès. Elle est de forme oblongue à nef unique couverte d’un berceau lambrissé. 

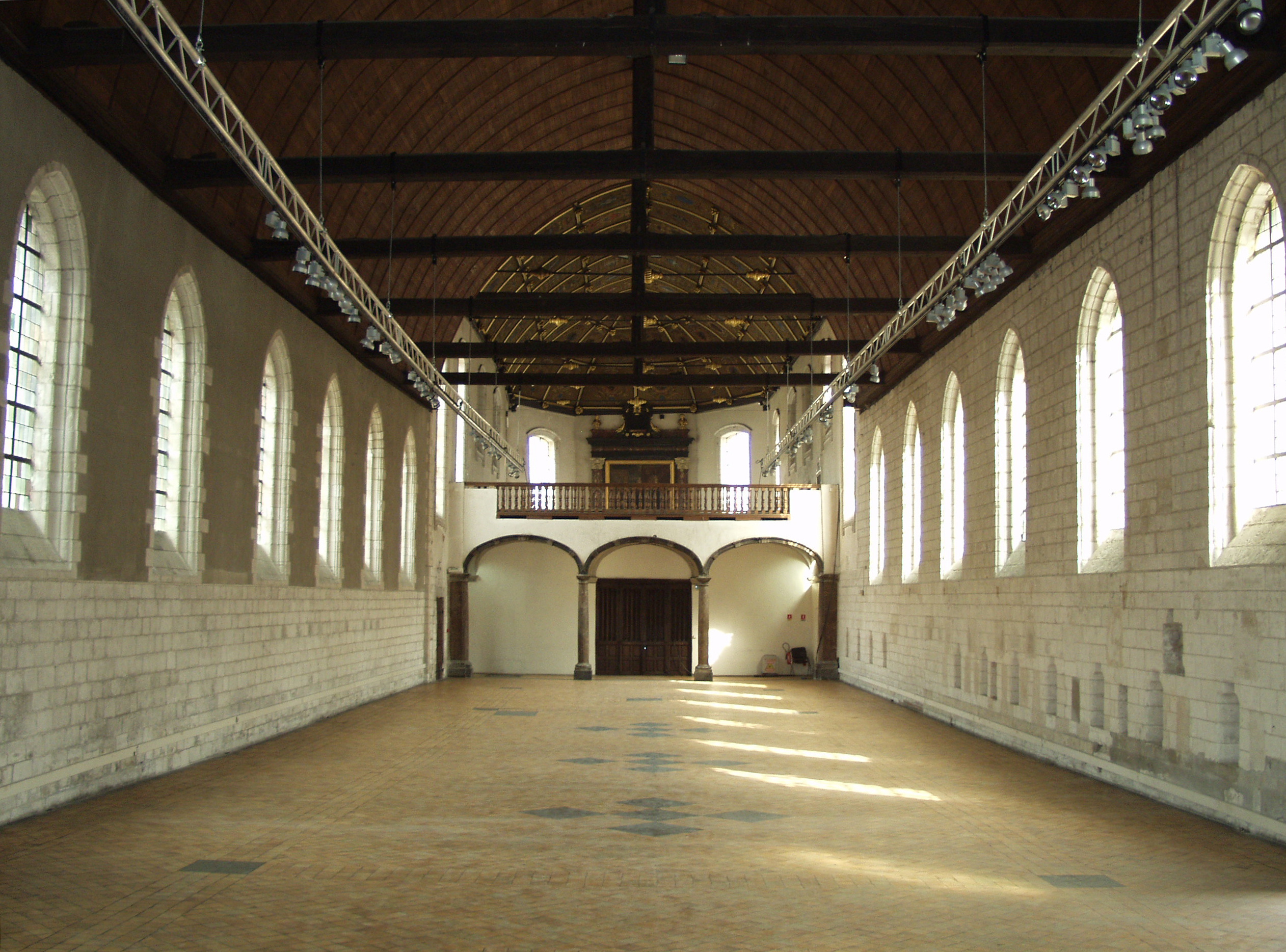
La salle des malades, vue vers le jubé et la chapelle
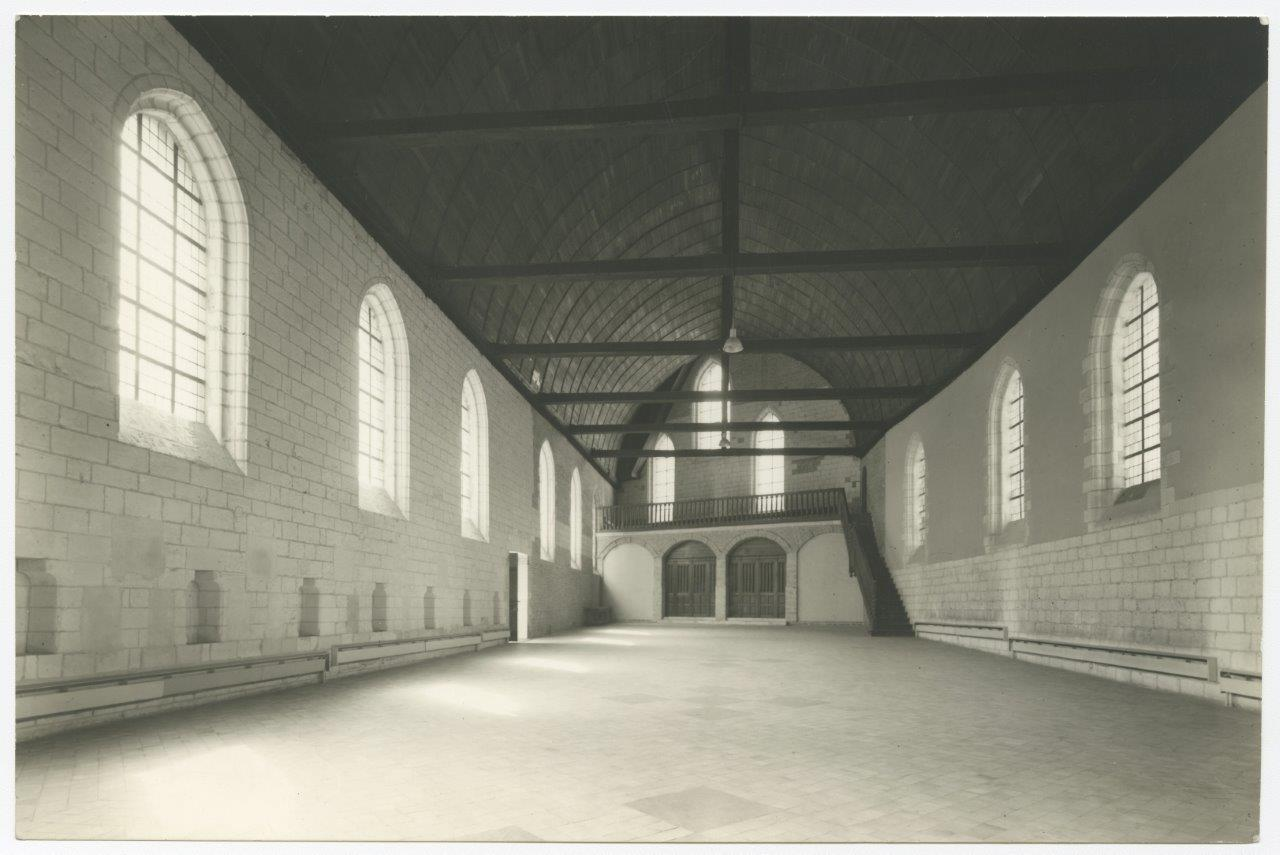
La salle des malades, vue vers la rue

À l’été 2011, le service Patrimoine de la Ville de Lille lance un chantier de restauration des ardoises de la toiture de la salle des malades. En travaillant la charpente, Étienne Poncelet, architecte en chef des Monuments Historiques, découvre les traces d’une « guette », une tourelle carrée destinée à recevoir le guetteur. Probablement démontée au XVIIIe siècle en raison de son poids qui menaçait l’ensemble de la charpente, la tour est reconstruite sur décision de la Ville. Réalisée à Douai, elle est ensuite déposée à son emplacement d’origine au moyen d’une grue.

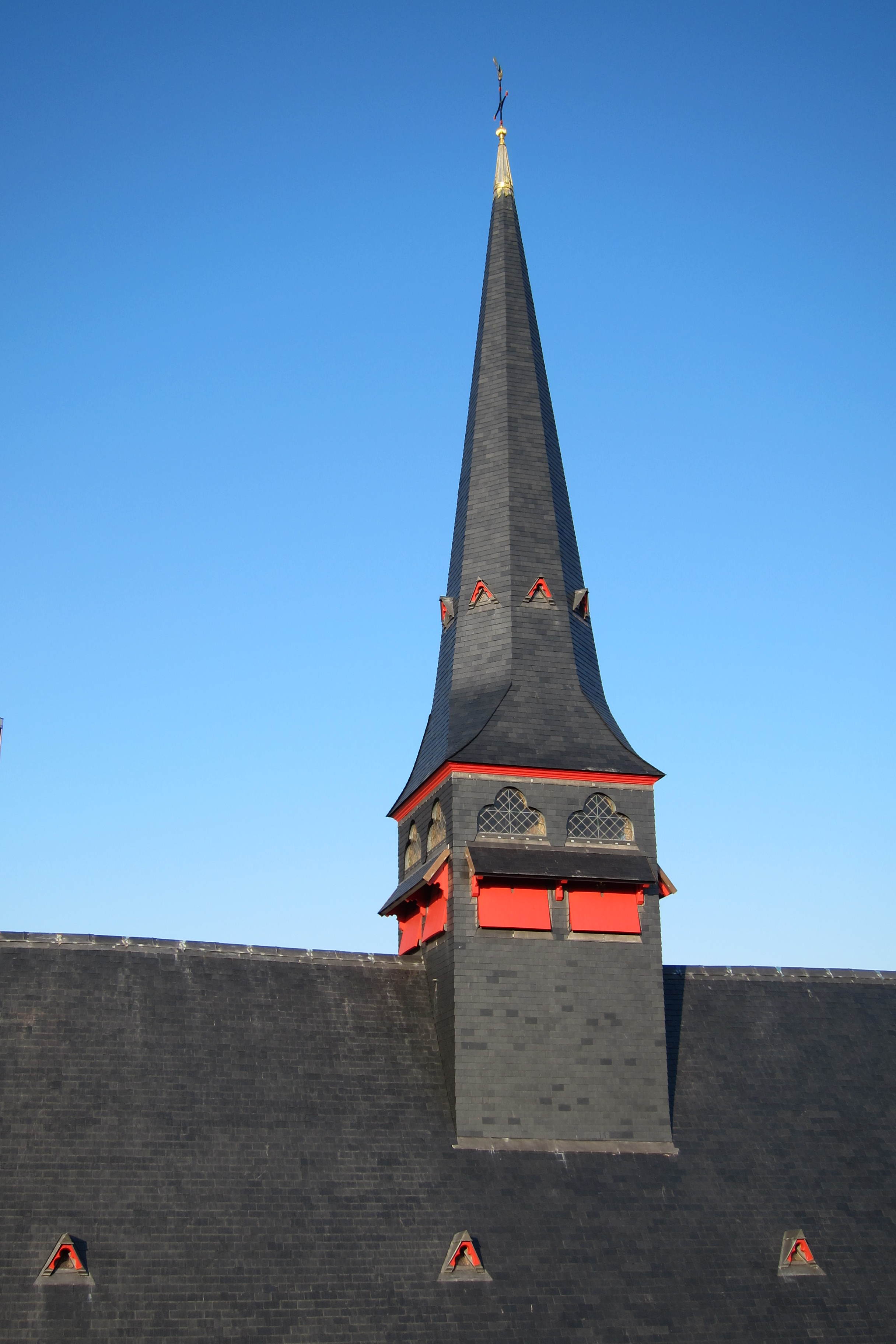
La tour de guet, vue 1.
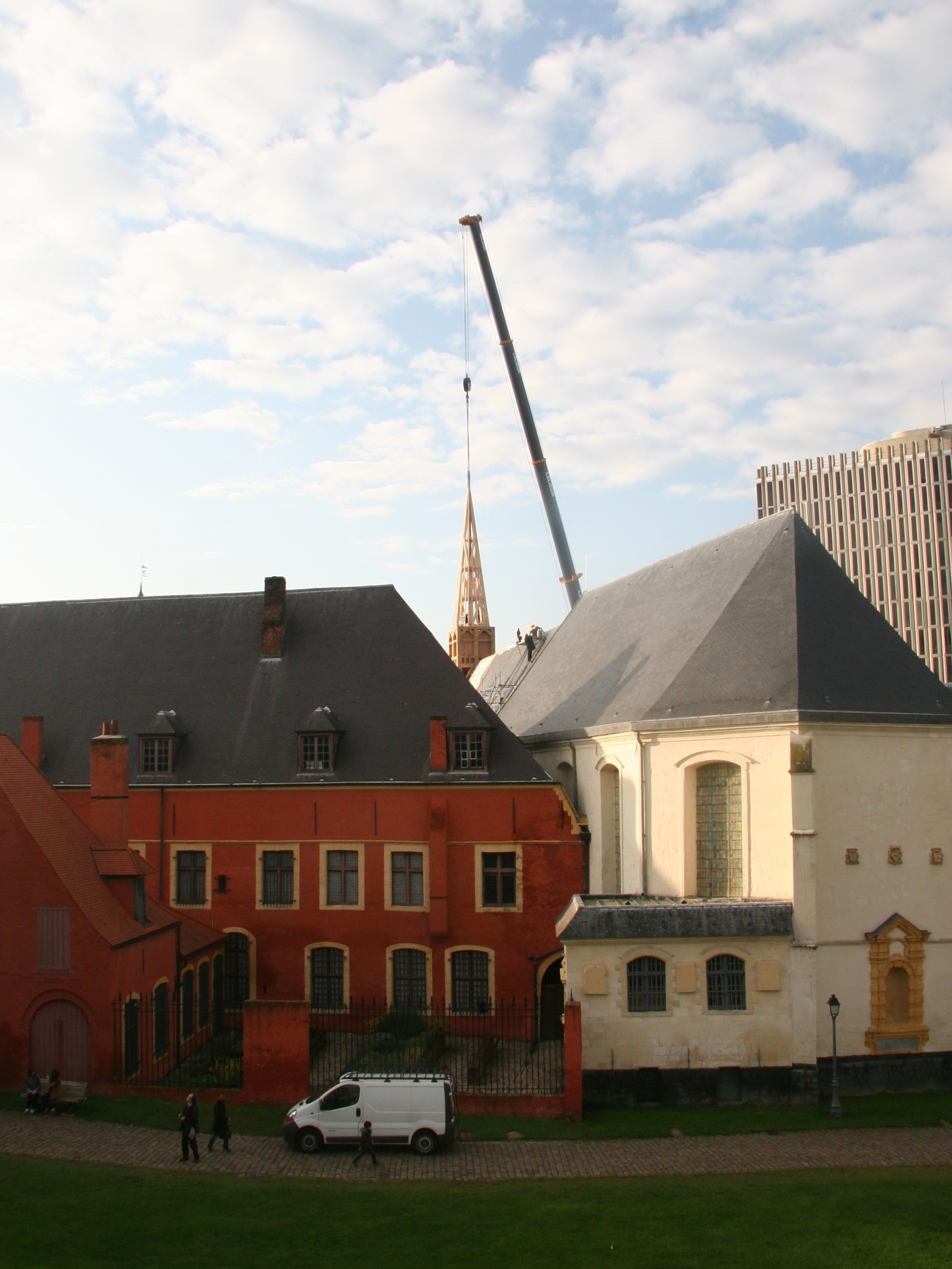
La tour de guet, vue 2.
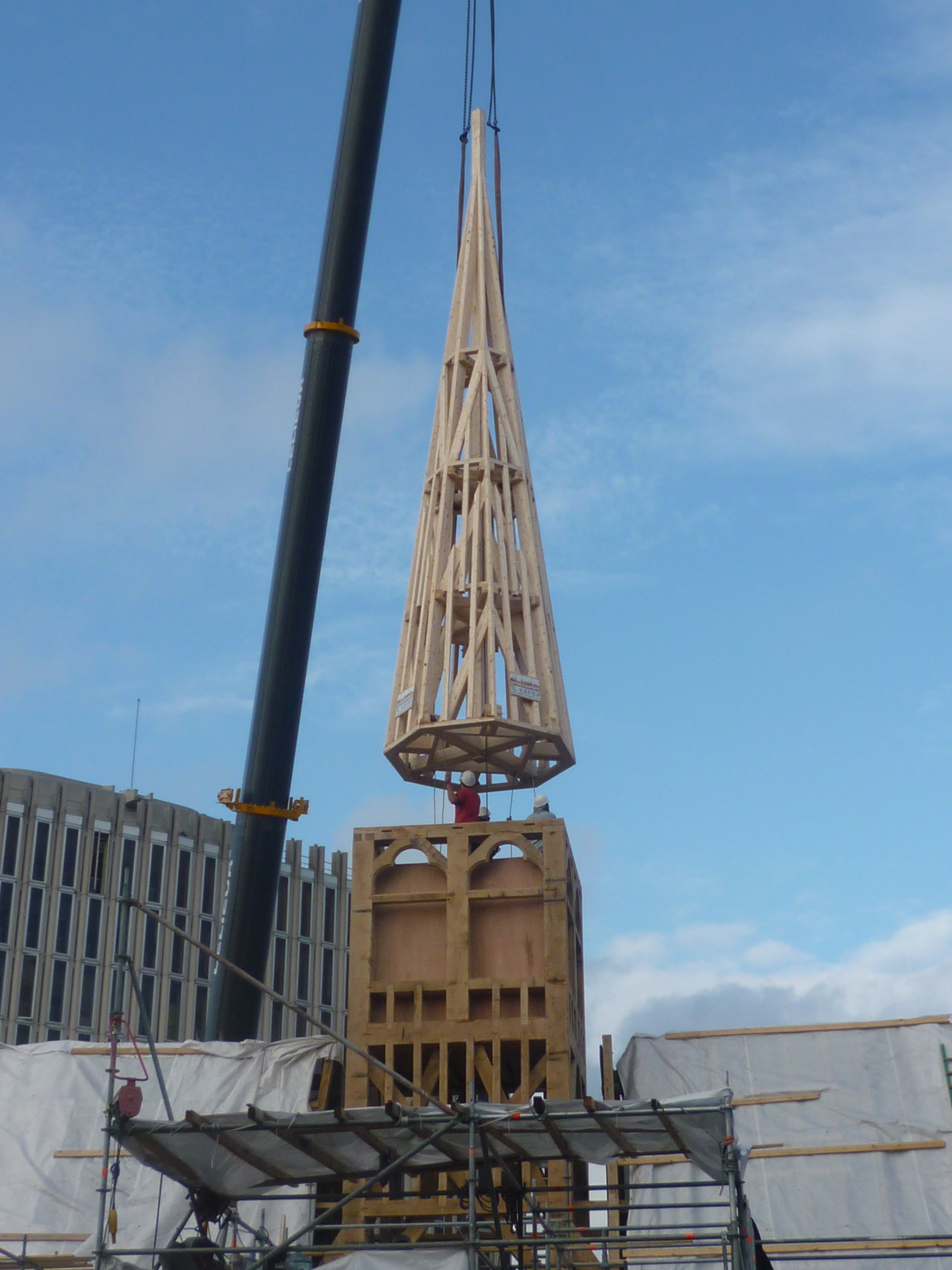
La tour de guet, vue 3.

### Le jardin médicinal

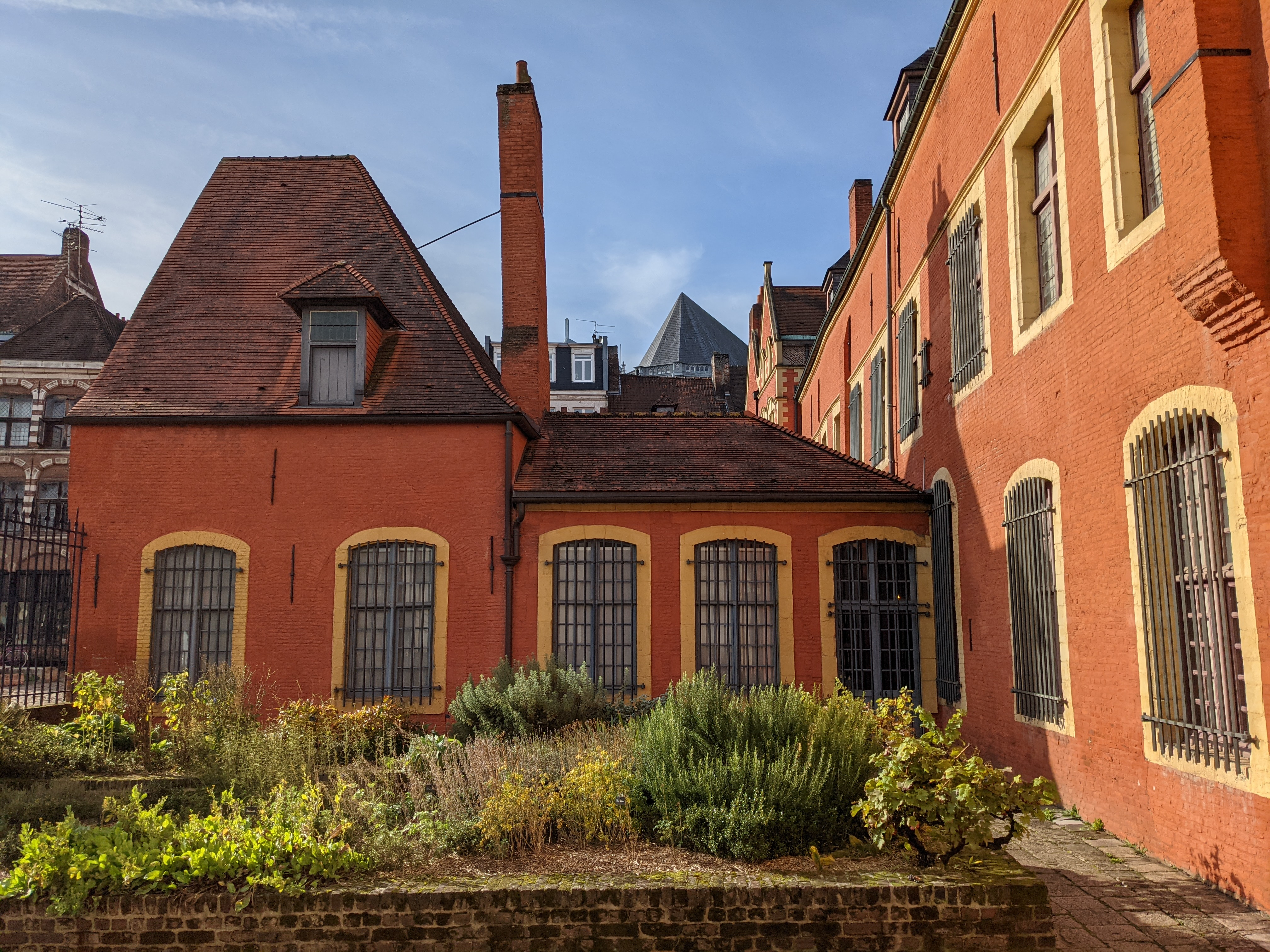
Le jardin médicinal

En 1988, le jardin médicinal situé à l’arrière du bâtiment de la communauté, a été reconstitué par le jardinier Eric Boulet en respectant un plan italien du XVIe avec des buis en croisillons qui permettent de déterminer des parcelles distinctes pour chacune des plantations. Le jardin médicinal ou “jardin des simples” de l’Hospice Comtesse correspond à un jardin médiéval où des plantes rares ou étrangères étaient cultivées pour la préparation des remèdes : absinthe, acanthe, aurone, balsamite, bétoine, chicorée, fenouil, fraxinelle, guimauve, iris de Florence, lavande officinale, lin cultivé, mélisse, menthe pouliot, muguet, origan, pivoine officinale, romarin, rue fétide, sauge officinale, souci et violette odorante.

## Liste chronologique des conservateurs et directeurs du Musée de l'Hospice Comtesse depuis la création du musée en 1962
- 14 décembre 1962 - inauguration du Musée de l’Hospice Comtesse
- 1962-1966 - Albert Châtelet, conservateur des musées de Lille (puis du Palais des Beaux-Arts  jusqu’en 1969)
- 1966-1984 - Philippe Jessu, directeur-conservateur
- 1977 - Geneviève Becquart, conservatrice adjointe
- 1980 - François Nedellec, conservateur adjoint. François Nedellec assure l’intérim du poste de conservateur du MHC après le départ de Philippe Jessu en 1984.
- 1987-décembre 1998 - Aude Cordonnier, directrice-conservatrice
- Avril 1999- fin 2003 - Catherine Monnet, directrice-conservatrice
- Avril 2003-Mars 2013 - Alain Tapié, directeur du Palais des Beaux-Arts et du Musée de l’Hospice Comtesse
- Mars 2013-Mars 2024 - Bruno Girveau, directeur du Palais des Beaux-Arts et du Musée de l’Hospice Comtesse
- Depuis le 1er avril 2024 - Juliette Singer, directrice du Palais des Beaux-Arts et du Musée de l’Hospice Comtesse

## Expositions depuis 2014
- Chambre 207 - 16/10/2024 - 2/02/2025
- Szymkowicz : Maudits ! - 20/04/2024 - 21/07/2024
- Jef Aérosol Stories – 19/10/2023 - 21/01/2024
- Philippe Hollevout – 16/06/2023 - 17/09/2023
- L’atelier Pasquero : une aventure photographique – 31/03/2023 – 02/07/2023.
- Au temps des Renarts - 10/11/2021 - 13/03/2022
- Itinéraires singuliers - 17/10/2019 - 19/01/2020
- Héros de fil et de bois, marionnettes de Lille et de Roubaix - 08/12/2017 – 15/04/2018
- Safet Zec, La peinture et la vie - 12/10/2016 – 15/01/2017
- À la belle enseigne, boutiques lilloises d'autrefois - 17/04/2015 – 19/07/2015
- Omer Bouchery, instants gravés - 26/06/2014 – 21/09/2014
- Erik Desmazières, des mondes gravés - 26/06/2014 – 21/09/2014
- Mahjoub Ben Bella, la couleur incantatoire - 18/10/2013 – 12/01/2014

### Expositions en partenariat aveclille3000
- The distorded party - 26/04/2025 - 9/11/2025
- Le serpent cosmique - 16/05/2022 - 2/10/2022
- Intenso/Mexicano  - 24/04/2019 - 30/08/2019
- Sportfoto - 6/09/2018 - 4/11/2018
- Ola Cuba - 5/05/2018 - 1/07/2018
- Phnom Penh - 26/09/2015 - 17/01/2016
- Huang Yong Pin - 6/10/2012 - 13/01/2013

### Œuvres présentées

#### Peinture
- Fermière hollandaise de Pieter Aertsen, huile sur bois (XVIe siècle)
- Fête traditionnelle à Anvers, huile sur toile (1697)
- Poissons d'Abraham van Beyeren, huile sur toile (XVIIe siècle)
- Joseph Hel dans son atelier d'Alphonse Jules Debaene, huile sur toile (XIXe siècle)
- Le Printemps d'Abel Grimmer, huile sur bois (XVIIe siècle)
- Portrait de Paul François Joseph Crespin de Johan Ernst Heinsius (1740-1812), huile sur toile (XVIIIe siècle)
- La Communion d'une sainte d'Erasme Quellin le Jeune, grisaille sur bois (XVIIe siècle)
- Le Goûter de famille de Gillis van Tilborch, huile sur toile (XVIIe siècle)
- Allégorie du Temps d'Otto van Veen, huile sur bois (1607)
- Baudoin IV de Hainaut et Marguerite d'Alsace d'Arnould de Vuez, huile sur toile (XVIIe siècle)
- Charles le Téméraire d'Arnould de Vuez, huile sur toile (XVIIe siècle)
- Marie de Bourgogne, femme de Maximilien d'Autriche d'Arnould de Vuez, huile sur toile (XVIIe siècle)
- Baudouin VI Le Paisible et Richilde de Hainaut, huile sur panneau de bois d'Arnould de Vuez, (XVIIIe siècle)
- Portrait de Thomas-Joseph Gombert d'Arnould de Vuez, huile sur toile (XVIIIe siècle)
- La Fête du Broquelet de François Watteau, huile sur toile (vers 1803)
- La Procession de Lille de François Watteau, huile sur toile (1801)
- La 14e expérience aérostatique de M. Blanchard de Louis-Joseph Watteau, huile sur toile (XVIIIe siècle)
- Le Bombardement de Lille de Louis-Joseph Watteau, huile sur toile (XVIIIe siècle)
- Le retour des Aéronautes Blanchard et Lépinard de Louis-Joseph Watteau, huile sur toile (XVIIIe siècle)
- Portrait de Philippe le Bon, duc de Bourgogne après Rogier van der Weyden, huile sur bois (XVe siècle)[12]
- Le Siège de Lille de John Wootton, huile sur toile (vers 1740)
- Famille De Noyelles, anonyme, huile sur bois (XVIe siècle)
- Grand'Place, anonyme, huile sur bois (XVIIe siècle)
- Jean de le Cambe dit Gantois, anonyme, diptyque, huile sur bois (XVe siècle)
- Jeanne Maillotte repoussant les Hurlus, anonyme, huile sur bois (XVIIe siècle)
- Le Géographe, anonyme, huile sur toile (XVIIe siècle)
- Portrait de Charles-Frédéric Kuhlmann, anonyme, huile sur toile (XIXe siècle)
- Portrait de Denis du Péage, anonyme, huile sur toile (XVIIIe siècle)
- Portrait d'un garçonnet au cierge, anonyme, huile sur toile (XVIIe siècle)
- Portrait d'une fillette à l'éventail, anonyme, huile sur toile (vers 1650)
- Portrait d'une fillette de deux ans au pendentif, anonyme, huile sur toile (XVIIe siècle)
- Portrait d'une fillette de trois ans au panier, anonyme, huile sur toile (XVIIe siècle)
- Portrait d'une fillette de six ans au bouquet, anonyme, huile sur toile XVIIe siècle
- Sainte Anne et la Vierge, anonyme, bois peint (XVIIIe siècle)
- Vue de Lille, anonyme, huile sur toile tendue sur du bois (XVIIe siècle)
- Vue du château de Courtrai au XVIIe siècle, anonyme, huile sur bois (XVIIe siècle)
- Vue d'une boutique de tissus, anonyme, huile sur toile (XVIIIe siècle)

#### Tapisserie
- Les Marchands chassés du Temple de Guillaume Werniers d'après un carton de Wamps, tenture (XVIIIe siècle)
- Le repas des bergers de Guillaume Werniers, tenture (XVIIIe siècle)
- Baudouin de Flandres et sa famille de Guillaume Werniers d'après un carton d'Arnould de Vuez, tenture (XVIIIe siècle)
- Jeanne de Flandre et ses époux de Guillaume Werniers d'après un carton d'Arnould de Vuez, tenture (XVIIIe siècle)

### Expositions temporaires
- D'après les Maîtres: Léonard de Vinci, Raphaël, Watteau, Goya, Courbet..., du 17 février au 30 avril 2007

### Fréquentation
Le musée a reçu 51 390 visiteurs en 2016.
Comme en 2023, la fréquentation de 2024 est de 160 000 visiteurs notamment grâce aux expositions sur Jef Aérosol et à la rétrospective de l'artiste belge Charles Szymkowicz. 28% des visiteurs étaient étrangers.

#### Catalogues d'exposition
- Chambre 207, catalogue d’exposition, Musée de l’Hospice Comtesse, Lille, 16 octobre 2024 - 2 février 2025.
- Szymkowicz : Maudits !, catalogue d’exposition, Musée de l’Hospice Comtesse, Lille, 20 avril - 21 juillet 2024.
- Jef Aérosol Stories, catalogue d’exposition, Musée de l’Hospice Comtesse, Lille, 19 octobre 2023 - 21 janvier 2024.
- Philippe Hollevout, catalogue d’exposition, Musée de l’Hospice Comtesse, Lille, 16 juin - 17 septembre 2023.
- L’atelier Pasquero : une aventure photographique, catalogue d’exposition, Musée de l’Hospice Comtesse, Lille, 13 novembre 2020 – 7 février 2021.
- Héros de fil et de bois : marionnettes de Lille et de Roubaix, catalogue d’exposition, Musée de l’Hospice Comtesse, Lille, 8 décembre 2017 – 15 avril 2018.
- Safet Zec : la peinture et la vie, catalogue d’exposition, Musée de l’Hospice Comtesse, Lille, 12 octobre 2016 – 5 février 2017.
- À la belle enseigne : boutiques lilloises d’autrefois, catalogue d’exposition, Musée de l’Hospice Comtesse, Lille, 17 avril – 19 juillet 2015.
- Eric Desmazières : des mondes gravés, catalogue d’exposition, Musée de l’Hospice Comtesse, Lille, 26 juin – 21 septembre 2014.
- Omer Bouchery, 1882-1962, Instants gravés, catalogue d’exposition, Musée de l’Hospice Comtesse, Lille, 26 juin – 21 septembre 2014.
- Mahjoub Ben Bella : la couleur incantatoire, catalogue d’exposition, Musée de l’Hospice Comtesse, Lille, 18 octobre 2013 – 12 janvier 2014.
- Traits de génie : la collection Wicar : Botticelli, Dürer, Raphaël, Michel-Ange, Poussin, catalogue d’exposition, Palais des Beaux-Arts de Lille, 21 avril – 22 juillet 2013, Musée de l’Hospice Comtesse, Lille, 3 avril – 30 juin 2013.
- Tadeusz Kantor : L’époque du Garçon, catalogue d’exposition, Musée de l’Hospice Comtesse, 16 octobre – 17 décembre 2010.
- Jeanne de Constantinople, comtesse de Flandre et de Hainaut, catalogue d’exposition, Musée de l’Hospice Comtesse, Lille, 9 septembre – 30 novembre 2009.
- Des Profondeurs à la lumière : Art Brut de Silésie, catalogue d’exposition, Musée de l’Hospice Comtesse, Lille, 10 septembre – 10 novembre 2008.
- Indomania : l’art populaire indien, catalogue d’exposition, Musée de l’Hospice Comtesse, Lille, 14 octobre 2006 – 11 janvier 2007.
- Marie-Madeleine contemporaine, catalogue d’exposition, Musée de l’Hospice Comtesse, Lille, 3 février – 30 avril 2005.
- Flowerpower, catalogue d’exposition, Musée de l’Hospice Comtesse, Lille, 6 décembre 2003 – 22 février 2004.
- Voyage à Rome : les artistes de la Fondation Wicar, 1991-2000, catalogue d’exposition, Musée de l’Hospice Comtesse, Lille, 13 au 31 janvier 2001.
- Lille au XVIIe siècle : des Pays-Bas espagnols au Roi-Soleil, catalogue d’exposition, Palais des Beaux-Arts de Lille, Musée de l’Hospice Comtesse, Lille, 15 septembre – 27 décembre 2000.
- L’Europe de la dentelle : un aperçu historique depuis les origines de la dentelle jusqu’à l’entre-deux-guerres, catalogue d’exposition, Musée de l’Hospice Comtesse, Lille, 13 décembre 1997 – 18 février 1998.
- Bellezze di Firenze : dessins florentins des XVIIe et XVIIIe siècles du Musée des Beaux-Arts de Lille, catalogue d’exposition, Musée de l’Hospice Comtesse, Lille, 8 février – 20 avril 1993.
- Jean Roulland : œuvre sculptée, 1961-1991, catalogue d’exposition, Musée de l’Hospice Comtesse, Lille, 16 mars  - 12 mai 1991.
- La collection d’un voyageur : les instruments de musique de Maurice Fleuret, catalogue d’exposition, Musée de l’Hospice Comtesse, Lille, 16 novembre – 31 décembre 1990.
- La collection Hel : instruments de musique anciens réunis par deux luthiers lillois, catalogue d’exposition, Musée de l’Hospice Comtesse, Lille, 2 décembre 1989 – 2 avril 1990.
- Terres vernissées : XVIIe – XIXe siècles : dans les musées du Nord-Pas-de-Calais, catalogue d’exposition, Musée de l’Hospice Comtesse, Lille, 14 février – 25 mai 1987.
- A la conquête des mers : marins et marchands des bas-pays, catalogue d’exposition, Musée de l’Hospice Comtesse, Lille, 23 octobre 1982 – 3 janvier 1983.
- Tabac miroir du temps, catalogue d’exposition, Musée de l’Hospice Comtesse, Lille, 7 mai – 2 juin 1980.
- Le passé de la métropole : fouilles récentes, catalogue d’exposition, Musée de l’Hospice Comtesse, Lille, 1977.
- Les Moulins : technique, histoire, folklore : Flandre, Artois, Hainaut, Cambrésis, Boulonnais, catalogue d’exposition, Musée de l’Hospice Comtesse, Lille, Musée de l’Hospice Comtesse, 1975.
- Michel Lequeux : architecte lillois du XVIIIe siècle, 1753-1786, catalogue d’exposition, Musée de l’Hospice Comtesse, Lille, 3 octobre – 22 décembre 1969.
- Louis XIV en Flandre, catalogue d’exposition, Musée de l’Hospice Comtesse, Lille, 28 octobre 1967 – 30 avril 1968.